# 水曜どうでしょうの企画 (日本国内)
水曜どうでしょうの企画 (日本国内)では、北海道テレビ（HTB）制作のバラエティ深夜番組『水曜どうでしょう』で放送された企画の中から、「レギュラー放送」時（1996年10月から2002年9月）に主に日本国内で収録した企画について扱う。
企画によってはタイトルの表記揺れがあるが、ここではDVD「水曜どうでしょうDVD全集」を正式タイトルとする。

## 国内企画について
「サイコロの旅」をはじめ、「試験に出るどうでしょうシリーズ」、「四国八十八ヵ所シリーズ」、「釣りバカ対決シリーズ」など様々な企画が行われた。なお、「onちゃんカレンダー」では企画後半に海外（ハワイ、ラスベガス）を訪れているが、企画の大半は札幌・HTBのスタジオでの撮影で行われており、海外企画としてもナンバリングされていないため、この項目で取り扱う。
「第1回水曜どうでしょうカルトクイズ世界大会」を除き、レギュラー放送時の国内企画はDVD化されている。

## サイコロの旅

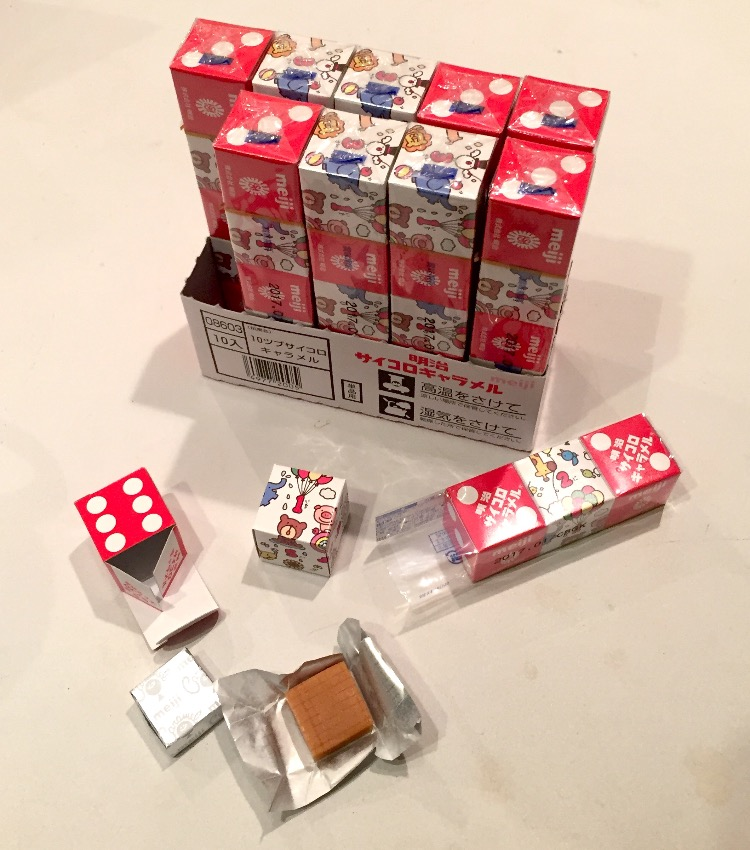
明治サイコロキャラメル

鈴井貴之考案の企画のひとつで、放送での企画名は「東京-札幌 サイコロの旅」。『どうでしょう』を象徴する企画として扱われており、多くの番組で類似企画が放送された。本シリーズの6回以外にも、1度だけ外国で行った「サイコロ韓国」がある（詳細は韓国食い道楽サイコロの旅を参照）。
6つのサイコロの目それぞれに移動手段と行き先を割り当て、鈴井と大泉洋が「明治のサイコロキャラメルのサイコロを振り、出た目によって次の行き先を決定」「到着した先で再度サイコロを振って移動」を繰り返し、タイムリミットまでに札幌に戻る（北海道内に辿り着く）ことが出来るか挑戦する。金曜日にスタートし月曜日夕方をタイムリミットとすることが多いが、「スタート地点やタイムリミットが異なる」「時間切れの場所から再挑戦する」など、回によって差異がある。週末の3日間をロケ日程としていることについては、この当時鈴井がラジオ番組『GO・I・S』（AIR-G'、月曜日 - 木曜日）のパーソナリティーを務めていたためであり、時間切れ・失敗になっても月曜日の生放送には間に合うよう配慮していた。
サイコロの目ごとの行き先はディレクターが考え、原則として公共交通機関で移動可能な場所が書き出されている。「札幌に戻る（および道内行き）」の目を出せばゴール（企画成功）とされ、「最後の選択」で道外の行き先の目を出すと時間切れ（失敗）となる。また、「宿泊」などの目が出ない限りは高速バス、フェリー、寝台列車などを用いた長時間移動を余儀なくされ、例として「サイコロ1」ではこの全てに搭乗して一夜を明かした。ただし、どれだけ運が悪くても3泊4日で終わり、移動中は基本的に寝られるなどの理由から、体力面以外は楽な企画ともコメントしている。
目的は「ただ単に北海道へ帰る」のみだが、回を追うごとに2人の出すサイコロの目の傾向がクローズアップされるようになった。ゴールから長距離で遠ざかることがあるが基本的に着実に北へ向かう選択肢を出す大泉に対し、奇跡的にゴールを決める事や宿泊の目を出すことがあっても、高確率で四国・九州の目を出してしまう鈴井は特に運の悪さを指摘され、企画内で「ダメ人間」と罵倒されている事が多い。また、当企画における出目の傾向は「カントリーサインの旅」「絵ハガキの旅」など、“複数の行き先候補から1つを抽選する”類似方式の企画でも度々ネタにされた。
サイコロを振る際は、テレビ番組『ごきげんよう』の「何が出るかな? 何が出るかな?……」を掛け声にして踊る（主に大泉が振る際）のが通例。これはサイコロ1の最初に振る時から使用中。

### サイコロ1
- 1996年10月9日・16日放送、全2夜。
- VHS第1弾『サイコロ1 完全版』、DVD第2弾『サイコロ1/粗大ゴミで家を作ろう/闘痔の旅』に収録。

『どうでしょう』レギュラー放送最初の旅企画。当初の企画名は「アンルイスの取材で東京までせっかく来たんだから何かやってから帰りましょう企画」。立ち上げ当時の番組側にレコード会社から「東京でアン・ルイスのインタビューを収録しませんか?」と持ちかけられ、東京までの旅費も負担するとの申し出もあった事から、この提案に乗ることが決定された。さらに、ディレクター側から「せっかく東京まで行くんなら、何かついでに企画をやりましょう」と鈴井に持ちかけ、鈴井が提案したのがこの企画である。記念すべき初の企画および番組での旅だが、大泉には「インタビューの後は品川プリンスホテルに一泊して企画を考える」と伝えられ、初回から他の3人に騙されることとなった。この時、大泉は「企画は本来事前に考えてくるものだろう」と思いつつ“屋形船で豪遊”などの案を提示したが、もちろん秘密裏で「サイコロ」の実施が決まっていたためボツとされている。
制限時間の9月15日に鈴井は前述の「AIR-G'での仕事がある」ため、大泉は「親戚の人が来る」ため、藤村忠寿ディレクター（以下「藤村D」）は「子供の運動会がある」ため、どうしても帰札する必要があった。なお、「サイコロ」シリーズで鈴井を除くどうでしょう班の面々にも帰札理由があったのは「1」のみである。
2000年に数量限定で発売された『水曜どうでしょうビデオ』第1巻に収録され、後の『Classic』での放送・DVD収録のものは『どうでしょうビデオ』の素材を基とした（アン・ルイスへのインタビューはレギュラー放送以外では未放送）。午前中の再放送や『リターンズ』は第2夜の後半を「粗大ゴミで家を作ろう」第1夜前半と合わせて放送、『Classic』では前述のように『どうでしょうビデオ』の映像を30分へ再編集して放送した。『水曜どうでしょうプレミア』においては、第1夜に「北海道で家、建てます」ロケ期間中（2018年3月）に撮影の”藤村D・嬉野雅道ディレクター（以下「嬉野D」）による鈴井のインタビュー”が前後枠に挿入され、全2夜の放送となった。
行程
六本木プリンスホテルでアン・ルイスのインタビュー→東京・新宿高速バスターミナルから深夜バス（オレンジライナー・伊予鉄バス担当便）で松山・道後温泉→松山駅から特急宇和海と八幡浜駅乗り換え宇和島運輸フェリーで臼杵港→臼杵駅から特急にちりんで小倉駅→山陽新幹線で新大阪駅→寝台急行きたぐにで新潟駅→新潟港からフェリーで小樽港（GOAL）
備考
- 新潟行きの寝台急行きたぐにでは、3連休の前日ということで新大阪駅で寝台券が3枚しか取れずに、「何らかの方法によって」大泉が自由席に座ることになった。この件で大泉が「痔」であることを告白したことが「闘痔の旅」に繋がる。後日談では大泉が「ギブアップして藤村Dと同じ寝台で寝た」ことを明かしている。
- この回は番組初のロケ企画ということもあり、藤村Dはほとんど介入しなかったが、逆にめったに出ない嬉野Dがフェリーに酔ってしまい横たわって映る珍しいシーンがある。加えて新幹線車内でディレクターのどちらかが鼻血を出すなど、ディレクター陣（以下「D陣」）には散々な旅であったと思われる[注 5]。
- サイコロの旅唯一のシーンとして、臼杵でサイコロを振った際にいい目が出なかったことで、大泉がサイコロを蹴り飛ばす行動に出た（番組内では「大泉さん謀反」と表現）。その後の特急の中で鈴井に「オレたちはサイコロの目に従うしかないんだ」と叱りを受けたものの、DVDの副音声によると「鈴井自身も松山で『臼杵』を出した際に大泉に文句を言われ、同様の行動を取った」という。
- なお、松山駅では同じのりばに停車する逆方向行きの別の特急列車に乗り間違えかけた[注 6]。なお、字幕スーパーで松山駅を松山市駅（伊予鉄道）と誤表記（『Classic』でも未編集）し、鈴井が臼杵への経路を説明する際にフェリー乗り場のある八幡浜（やわたはま）のことを「やはたはま」と誤読。
- 八幡浜から臼杵まで乗船したフェリーが九四フェリーとなっているが、宇和島運輸フェリーに乗船したと思われる。
- サイコロの旅唯一のシーンとして、小倉では料理店での食事中にサイコロを振った。ここで大泉が初めてサイコロを振り、その際の出目により大泉は人生初の新幹線に乗車した。
- 新潟から北海道に行く方法が小樽港行きフェリーで18時間かかると知らされた時、大泉は急にシャツを脱ぎ「おい帰してくれ」「スッと帰してくれ!」と不満を顕にした。ちなみに鈴井がシャツを脱いだ大泉を見て「あっ元気くんだ!元気くんだ!元気くんでーす!」と発言するシーンがあるが、前番組の『モザイクな夜V3』のコーナーの1つ「おはよう元気くん」に登場するキャラクターのこと。

### サイコロ2 〜西日本完全制覇〜
- 1996年12月25日・1997年1月8日放送、全2夜。
- DVD第3弾『サイコロ2 〜西日本完全制覇〜/オーストラリア大陸縦断3,700キロ』に収録。

前回同様、歌手とのインタビュー（西城秀樹との対談）という名目を立て、大泉を前回と同じ六本木プリンスホテルへと向かわせたが、到着した先に待ち構えた鈴井から「サイコロの旅」であることが知らされる。『どうでしょう』においては初めて本格的な大泉だましとなった。放送上では前週の「闘痔の旅」第2夜後半でインタビュードッキリ部分及び予告編が放送され、「サイコロ2」第1夜はネタばらしした直後から本編がスタートする。大泉は西城をイメージした衣装を着用したままロケを開始したが、冬場のロケにもかかわらず生地が薄手だったこと、上着を地肌の上へ直接着用していた（途中からはTシャツを衣装の下に着込んでいるシーンもあり、後述の「壇ノ浦レポート」では相当寒かったからかジャンパーを羽織っている）こと、この年は西日本を異常寒波が襲っていた ことなど、様々な要因が重なったために常に寒さを訴えていた。
なお、鈴井は月曜日に『GO・I・S』の公開生放送の予定が入っていたため、「（旅先から電話中継じゃ）洒落にならない」として帰札を急いだが、企画初の「時間切れ」を喫した。
行程
六本木プリンスホテル→東京駅から新幹線グリーン車で新神戸駅→三ノ宮駅から深夜バス（レッツ号）で熊本交通センター下車熊本駅→特急あそ号（時間の都合上急遽三重町駅下車でタクシー）と佐伯港からフェリー経由で宿毛港→土佐中村からレンタカーで高知駅→深夜バス（はりまや号）で博多駅→新幹線福山駅乗り換えJR笠岡駅から高速船で白石島→笠岡駅に戻りJRで岡山駅と高松駅乗り換え特急うずしお号で徳島駅→（1泊）→小松島港からフェリーで和歌山港（時間切れ）
備考
- 新神戸に向かう新幹線ではグリーン車に乗車した。どうでしょう班が乗車したのは当時まだひかりとして運行されていた100系新幹線の2階建て車両で、備え付けのテレビを見るなど終始グリーン車を満喫していた。また、大泉はこの時「グリーン車には必ず有名人が乗っているはず」と車内を探索したところ、当時福岡ダイエーホークス監督だった王貞治が寝ているのを発見し、その旨を報告している[注 9]。
- グリーン車の車窓から見える風景を撮影していた際、嬉野Dがカメラを振るタイミングが遅く幾度となく大泉にツッコまれていた。また、進行方向右側に富士山が見えた際には嬉野Dが大泉にカメラを渡したが、大泉はウケを狙ってか丁度向かい合っていたD陣にカメラを向けた為、僅かな時間であるが番組開始間もない時期の若かりし日の藤村･嬉野両Dの姿がハッキリと映るという珍しいシーンがあった。
- はりまや号の休憩地点であった壇之浦パーキングエリアにおいては、連続した移動や2夜続けての深夜バスへの乗車によって、疲労が遂に極限状態に達した大泉・鈴井が「身体のあちこちが痛い」、「バス（の車中）でもう寝れない」、「ディレクターがうなされた」などと状況報告を行った。このレポートは“カメラを通じて臨場感・緊迫感・疲労感が生々しくも十分に伝わる迫真の内容”として『どうでしょう』の歴史に残り、「（伝説の）壇ノ浦レポート」と呼ばれている。
- 白石島及び徳島に行く際、その出目の理不尽さに鈴井からの怒りを買ってしまった。しかし、番組の進行上それでは良くないということから、本来甘いものが苦手な鈴井を「甘いものが大好き」という設定にして、「藤村D・大泉が、移動中に購入したきび団子を鈴井に差し出し、鈴井がそれを喜んで食べて機嫌を直す」というシーンを挿入した。
  - その後の企画で藤村Dはこの出来事を逆手に取り、幾度となく鈴井に甘いものを差し出すようになり、鈴井も「甘い物好き」という設定の下、苦しみながら甘いものを食べるというお約束を「生き地獄」と称するようになった。
- 白石島での選択は、自分が候補を選択肢として提示しながら出目に文句を言いがちだった藤村Dが、出演陣（特に大泉）らに「だったらやってみろ」と怒りをぶつけられたため、それに押される形でサイコロを振っている。D陣がサイコロを振ったのはこの1回だけである。
- サイコロフリップの選択肢読み上げはこれまで鈴井（またはナレーションの藤村D）が行っていたが、徳島のチャンスタイムで初めて大泉が読み上げた。
- 東京から新神戸に向かう新幹線の車内では鈴井が「サイコロ1」で得た教訓として、「深夜バスとフェリーだけは絶対にダメ」と発言しているが、皮肉にも今回の旅ではいずれも複数回乗ることになった。
- 『Classic』で放送される番組初期の企画において、各種テロップを2002年以降に使用されているフォント類に置き換えている中で数少ない「本放送当時のテロップ」を一部そのまま使用している企画だったが、「Premier」での再リマスタリングで、それらのテロップも2002年以降の仕様に置き換えられている。

### サイコロ3 〜自律神経完全破壊〜
- DVD第4弾『サイコロ3 〜自律神経完全破壊〜 前編/後編 完全版』に収録。

嬉野Dがテレビドラマ『なまらキッズ』監督のため不在となり、代理として藤村Dと同期入社の杉山順一ディレクター（元『モザイクな夜V3』『鈴井の巣』ディレクター、現番組プロデューサー）が同行。撮影は藤村Dが行った。
「サイコロ3」はサイコロシリーズで最も長い旅となり、放送期間も一番長い。また、導入部の樋口了一への密着取材は、全編旅企画中心の編成になる以前、アーティストインタビューなどの別コーナーを織り交ぜて放送していたどうでしょう初期の番組編成に近い内容を公式な形で見ることができる貴重なものとなっている。
前編
- 1997年4月2日 - 23日放送、全4夜。

当初は大泉による鈴井への密着取材という偽企画で、大泉をAIR-Gに連れて行き、『GO・I・S』放送の様子を見学させる。『GO・I・S』には樋口がゲストとして出演していたが、トーク内で「翌日に自宅訪問をする」という企画を大泉抜きで進め、実際に実行（これが1つ目のドッキリ）。川崎市高津区の樋口の自宅、および樋口が当時所属していた東芝EMIのスタジオ内で取材を行い、その後に「サイコロの旅」であると告げられるダブルドッキリとなっている。
前回に引き続いて月曜に『GO・I・S』の公開生放送が行われる予定が組まれていたことから、鈴井も「14時半までには絶対会場にいなければいけない」としていたが、2回連続の時間切れを喫した。
行程
川崎市高津区梶ケ谷→樋口の運転する車で天王洲「STUDIO TERRA」→東京・品川バスターミナルから深夜バス（キャメル号・日本交通担当便）で鳥取駅→特急はくと号で京都駅→特急サンダーバード号で敦賀駅→特急しらさぎで金沢駅→深夜バス（加賀号・西日本鉄道担当便）で博多駅→特急ハウステンボスでハウステンボス駅→特急ハウステンボスと鳥栖駅乗り換え特急つばめで西鹿児島駅→寝台特急なはで岡山駅→新幹線西明石駅乗り換えJR明石駅から高速船で淡路島・岩屋港（時間切れ）
後編
- 1997年5月7日 - 21日放送、全3夜。

前編が終了した4日後、「（サイコロの目を出して）札幌に帰れるまでちゃんとやろう」と宣言し、連続リタイヤの現状へケリをつける為に前編で最後に出た淡路島から再開。淡路島までの行程は番組初の大泉拉致騒動であり、「道内で企画をやる」と嘘の内容でスケジュールを確保した上で自宅近くまで迎えに行き、車中で真相を明かして強制的に新千歳空港へと向かった。その際に大泉が「いや、こら拉致だよ!誘拐だよ!」と叫んだ事で、この一件は「大泉洋拉致事件」と命名されている。この企画以降は大泉騙しのレパートリーに「拉致」が加わり、徐々にやり口がエスカレートしながら定番化する事となった。なお、道内での企画と思っていた大泉は「雪道を歩く事になってもいいように」と、父親の所持品で「雪面の飛び魚」の異名を自称するスノーブーツを着用していたが、延々と雪のない地域ばかり歩く羽目になり、一部壊れて穴が開いていた。最終的にはチャンスタイムでゴールを果たした。
行程
淡路島・津名港→高速バスで徳島駅→特急うずしお号で高松駅のち岡山駅乗り換えJRで倉敷駅→深夜バス（マスカット号・関東バス担当便）で東京・新宿高速バスターミナル→東京駅から新幹線で新神戸駅→神戸ヘリポートからカワサキヘリコプタシステム定期便ヘリコプターで但馬空港経由湯村温泉ヘリポート→浜坂駅から特急はまかぜ号と城崎駅乗り換え特急きのさき号で京都駅→深夜バス（ギャラクシー号・近鉄バス担当便）で福島駅→山形新幹線つばさと山形駅乗り換え特急こまくさ号で大曲駅→秋田新幹線改め田沢湖線代行バスで盛岡駅→八戸港からフェリーで苫小牧港（GOAL）
備考
- 導入部である樋口への密着取材で東芝EMIのスタジオへ行った際、たまたまレコーディング機器のチャンネルに空きがあった為、成り行きで大泉が樋口の楽曲『Anniversary song』をレコーディング体験する事となった。後年大泉は『本日のスープ』で歌手デビューを果たすが、レコーディング経験はこの企画が最初である。なお、『Classic』までは大泉の歌唱との比較としてリリース当時の『Anniversary song』のミュージック・ビデオを放送していたが、プレミアでは大泉のレコーディング音源を試聴する部分ごとカットされている。
- 鈴井が「智頭急行（ちずきゅうこう）」を「すがきゅうこう」と誤読（この際、テロップ表記も「すが」と誤表示していた。『Classic』では「ちず」に訂正されている）。また、地図上はくと号のルート表示を山陰本線経由のように記したが、実際とは異なる。また鈴井は湖西線（こせいせん）を「こさいせん」と誤読。
- 代理参加となった杉山Dだが、「大泉へ旅の途中で『逃げちゃお』と逃亡をけしかける」「鳥取での抽選中にお土産を買いに行き、大泉・鈴井がサイコロを振って行き先が決まってから合流する」「加賀号の車内で酒盛りをして、下戸の大泉を体調不良にする」などの行動を取っている。また、『鈴井の巣』（第15回放送）においては「個室のようにカーテンで仕切られていた深夜バス（加賀号）の中で杉山Dが自慰行為をし、話を聞いた鈴井が『それは気がつかなかった』と悔しがった」ことが大泉から暴露された。
  - 酒豪の杉山Dによって泥酔してしまった大泉は、バスの中で「ヤスケン」こと安田顕の名を呼びかけ、鈴井から「誰に言ってんだよ!」とつっこまれるシーンがある。また、鈴井も杉山Dによって後編の八戸から苫小牧へ向かうフェリーの船内で泥酔したことにより、散々うなされた末に「うぅ……つらぁーいっ!」とかなりハッキリした寝言を言っていたとのちの総集編で明かされている。
- 特急つばめ車内で大泉は「東映ニューフェイスの同期生は松方弘樹。東映時代の代表作は、酒と女と喧嘩に明け暮れた荒々しい男の物語『喧嘩の道　男の道』、そして26歳で第2作『喧嘩太鼓』に出演した」とホラを吹き（後に大泉は実際に『ハケンの品格』で松方と共演している）、現在の年齢を聞かれると「45」と答えた。「21年目のヨーロッパ21ヵ国完全制覇」では、大泉が実際に45歳になったと話題にし、この時の様子が流れた。
- 後編で「鳴門市」を「鳴戸市」と誤記（これは「四国八十八ヵ所I」でも見られ、『Classic』でも訂正されていない）。
- 後編で秋田新幹線が選択肢に含まれ、その目を引き当てたが、ロケ日（1997年3月9日）が路線の開通前（同年3月22日に運行を開始）であることが発覚。これは藤村Dが誤って「秋田新幹線開業後の時刻表」を参照して出目を決定してしまったためで、結果として代行バスに乗車し、移動距離も時間も大幅に増えることとなった。
- 後編の特急うずしお車内から倉敷駅でのサイコロを振るシーンまでは藤村Dがマイクのスイッチを入れ忘れたため、藤村Dのナレーションで状況説明を行った。これについて大泉は「プロの仕事とは思えません」と発言している[注 12]。
- 後編での神戸からの移動では「サイコロ」初のヘリコプター移動が実現する。ヘリ移動が決まってから搭乗前にかけての大泉は「ケビン・コスナーじゃん[注 13]」「エアーウルフだね」「トップガンみたい」などと発言して嬉しさを表現し、離陸後もしばらくの間はしゃいでいた。だが、この日は気流が荒く機体が揺れた事から、乗り物酔いに襲われた大泉は行程の途中から口数が少なくなり、但馬空港に着く頃には体調が悪化、着陸直前にエチケット袋の中に嘔吐するという「ヘリ嘔吐事件」が発生した。なお、嘔吐した際に昼食として食べたハヤシライスが出てきたことから、以降大泉はハヤシライスが食べられなくなったという。
- 後編の京都駅前で鈴井は「同じ場所でサイコロを振るのは徳島以来」と発言しているが、実際は徳島の他に新神戸でも同じ場所でサイコロを振っている。
- 湯村温泉での選択肢の字幕に「舞鶴（福井県）」とあるが、正しくは京都府。
- 後編で大泉が着用していたスノーブーツの異名が馬名の由来である競走馬「セツメンノトビウオ[5]」が2019年にデビューしており、同年7月7日の中京競馬場第3レース（2歳未勝利戦）で幸英明を鞍上に迎え初勝利を果たしている。セツメンノトビウオの馬主である三宅勝俊は、他にも「ブンブンブラウ（39戦1勝）[6]」や「オミマイスルゾー（18戦1勝）[7]」など本番組に由来する名前の競走馬を所有している。

### サイコロ4 〜日本列島完全制覇〜
- 1998年1月21日 - 2月11日放送、全4夜。
- DVD第9弾『北海道212市町村カントリーサインの旅II/サイコロ4 〜日本列島完全制覇〜』に収録。

冒頭は「北海道212市町村カントリーサインの旅IIの続き」という大泉へのドッキリで始まる。大泉の乗った車が「カントリーサインの旅II」で最後に引き当てた生田原町ではなく、逆方向にある新千歳空港へと向かっていることにいつ大泉が気付くのかを追うため、番組内ではチェックポイントとして
1. 生田原町方面に近い札幌インターチェンジへ向かう環状通と、千歳方面に近い北広島インターチェンジへ繋がる国道36号との交差点。本来直進すべきところを右折する。
2. 北広島IC入口を通過直後の分岐点。札幌と苫小牧の表示で分岐されており、生田原町へは札幌方面だが、千歳へ向かう為苫小牧方面に向かう。
3. 千歳インターチェンジの通過地点。
4. 新千歳空港への到着。

の4ヶ所を設定した。
大泉は出発直後のトークで「家を出た時点では212ではなく、他の企画かもしれないと疑っていた」ことを語ったが、D陣が騙すための方便として、事前に「”（全く実在しない）効率よく市町村を回るための秘策”がある」旨を大泉へ説明した影響もあり、「まさかストレートに212でくるとはね」と、あっさり「カントリーサインの旅」への道程と信じ込んだ状態で出発する。車内ではD陣・鈴井から「とにかく喋る」ようにけしかけられるなどの理由から、大泉は当時番組内で繰り広げていた嘘話に集中し、結果的に千歳ICまでに設けたチェックポイントを何事もなく通過していった。
空港の目前ながらあまりに鈍感なことへ業を煮やし、鈴井は改めて現在地を地図で見せて“逆方向へ進んでいる”ことを把握させたが、「俺わかんないんだよ、高速ってどうやって行くのか」と混乱する大泉。だが、直後に鈴井から「疲れてんじゃない?甘いもの食べなよ」とサイコロキャラメルを差し出されたことで、ようやくこのロケが「サイコロ」の収録と把握するに至った。直後に全容を理解した大泉は、「サイコロやな?今日サイコロやな!!」と車内で絶叫したが、藤村Dはその言葉に「君は、なんでここまで気が付かないの!?」と驚きを隠せない様子だった。一方、過酷な企画である「カントリーサインの旅」ではなかった事から、大泉は騙されたながらも「212（と聞かされたこと）でひどくガッカリしてた」「212よりはいいかな」と、企画の敢行に比較的乗り気な態度を見せた。
この回の開始地は通例の東京ではなく、「どうでしょう班が中国地方で唯一行っていない」のがこの当時島根県のみであったため、イレギュラーなパターンとして出雲市の出雲大社から開始している。
行程
出雲大社→出雲市駅から特急スーパーやくも号と岡山駅乗り換え新幹線で広島駅→（1泊）→新幹線ひかり号と新大阪駅乗り換え特急サンダーバード宇奈月号で富山駅→富山地方鉄道と立山黒部アルペンルートで信濃大町駅→レンタカー（長野自動車道 - 中央自動車道 - 東名高速道路 - 東名阪自動車道 - 伊勢自動車道）で伊勢神宮→伊勢市駅からJR快速みえ号と名古屋駅のち東京駅乗り換え新幹線で仙台駅→新幹線やまびこ号で宇都宮駅→深夜バス（とちの木号）で京都駅→新幹線で博多駅（時間切れ）
備考
- 大泉の“登山家”キャラの初登場した回。富山地方鉄道の列車内で「立山黒部アルペンルートに対する危険性を強く訴える」「『なぜこの時期に開山しているのか分からない』と主張する」「立山の怪物が訪れる」といった設定を展開していき、特にトロリーバスは「最も危険である」と話した。登山家が着用した帽子とサングラスは藤村Dが現地で購入したもので[9]、“トロリー”のワードから生まれた「"トローリー!"（大泉）→"オー!"（その他）」の掛け声も、その後の企画でも徒歩での長距離移動の際に頻出している。
  - なお、その大泉当人は「気を引き締めていかないと、寝たら死ぬよ」と藤村Dらに再三忠告したにもかかわらず、自らが行程ですっかり疲弊し、2本目の関電トンネルトロリーバスの車中で鈴井から頭を叩かれながら就寝してしまう（番組内では「死んだ」と表現）。
- レンタカーで中央自動車道を通る際、深夜バスのはかた号と遭遇しており、「バスに乗ってる人達は博多までがんばるんですねぇ」「何の目を出して連れて行かれるのやら」「あれは人間の乗るものじゃない」とネタにしていた。しかし、皮肉にも次の「サイコロ5」で2度乗車することとなる。
  - この移動シーンで、以降番組のテーマソングとなった「1/6の夢旅人」が初披露される。
- 一度は仙台まで北上するも、同地での抽選において1から4の出目が全てゴールだったにも関わらず、大泉が宇都宮行きの目を出してしまう。さらに鈴井が宇都宮での抽選で京都の出目を引き当て、一気に南下。D陣がお情けで1の出目を「新幹線で東京（到着後に羽田から新千歳へ向かうため、実質ゴール扱い）」に、2の出目を「博多」、それ以外の出目を全て「関空発千歳行き」と設定したが、大泉が「これはシャレです」と書かれていた2を引き当て、博多に到着したところで時間切れとなった。過去の企画で散々「ダメ人間」と呼ばれ続けた鈴井は、出目の悪さに立腹しながら何度も大泉を引っ叩いた。
- 広島での選択において、「アシアナ航空でソウル」という目があった。大泉のパスポートは当時「局預かり」扱いだったが、鈴井のパスポートも事務所の副社長でもある妻(当時)を通して入手。自分のパスポートまでも預けられているとは想定していなかった鈴井は、まさかの選択肢にかなり驚いていた。海外へ向かう目はこの時以外で設定されたことはない。
- 広島での一泊後、ひかりにて新大阪へ行くことになるが、朝食は大泉が広島名物の駅弁「しゃもじかきめし」なのに対し、カキが大好物の鈴井は同じく広島銘菓のもみじ饅頭（にしき堂製の24個入りのもので、本編中では「もみじ幕の内」と表現）を渡された。また、伊勢神宮では朝から名物の赤福を9個、仙台ではずんだ餅を大量に食べさせられた[注 17]。
- 新大阪からサンダーバードに乗車し富山へ向かうが、ロケ期間と連休がバッティングしたことが影響して指定券が3枚分しか確保出来ず、大泉のみ自由席に回されたが、座席が満員だったため新大阪から富山までをデッキで過ごしている。
- 富山で鈴井が特急「白鳥」を「しらとり」と誤読。
- 仙台で藤村Dは「これが最後のサイコロになるんだから」、大泉は「3月でお役目御免」「4月から別のやつが（サイコロを）振ってる」と、番組の終了あるいは大泉の降板を匂わすような発言をしているが、画面上には「深い意味はございません」というテロップが掲示された[注 18]。なお、大泉は3月に大学を卒業し、所属するTEAM NACSもプロの演劇集団となったりと変化はあったが、番組自体は同年4月から23時台の放送に昇格したのみで、特に組閣変更があったわけではない。

### サイコロ5 〜キングオブ深夜バス〜

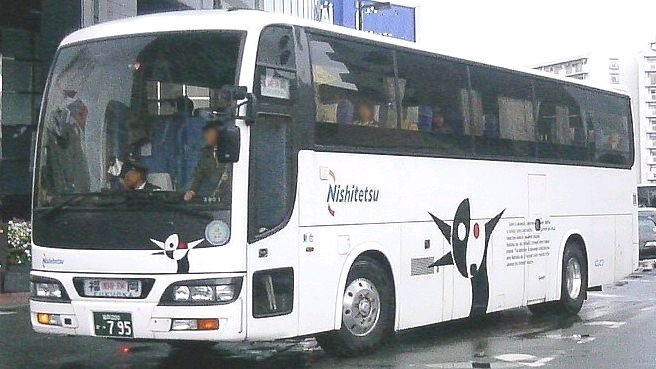
はかた号

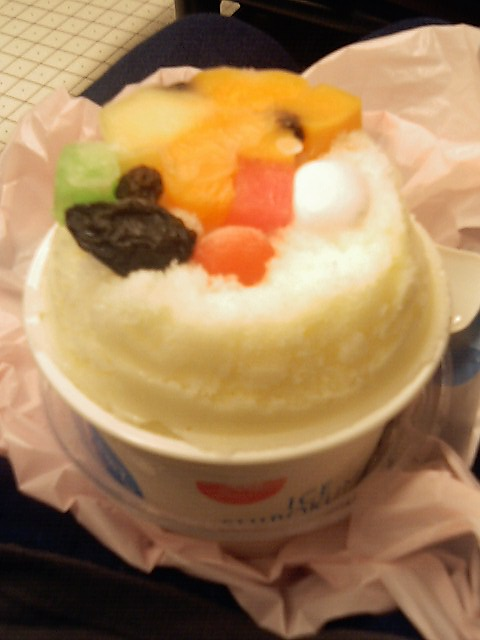
白くま（750ml）

- 1998年6月24日 - 7月22日放送、全3夜。
- DVD第11弾『桜前線捕獲大作戦/十勝二十番勝負/サイコロ5 〜キングオブ深夜バス〜』に収録。

今回以降、企画説明と最初の選択は羽田空港国内線ターミナル（現在の国内線第1ターミナル）前に固定された。今回から大泉に事前にサイコロ企画を行うと伝えており、今回は2人揃って『勝負服』で挑んだ。企画冒頭では前回までの「サイコロ」シリーズをダイジェストで紹介するVTRが流されたが、「サイコロ3」については前編のみ紹介しており、後編についてはを丸々省略している（次の「サイコロ6」では前後編ともに触れている。なお、「プレミア」版「サイコロ5」では前回までのダイジェスト部分自体がカットされている。）。
なお、このときに訪れた奄美大島が、「サイコロ」における到達地最南端であり、鈴井も「これ以上南に行くことはないだろう」と発言している。
行程
東京・羽田空港→新宿高速バスターミナルから深夜バス（はかた号・京王帝都電鉄担当便）で博多駅→特急「つばめ」号で西鹿児島駅→JR快速「なのはな」号で指宿温泉→鹿児島に戻りマリックスラインで奄美大島→日本エアシステムで鹿児島空港経由大阪国際空港→新大阪駅から新幹線で東京駅→新宿高速バスターミナルから深夜バス（はかた号・西日本鉄道担当便）で博多駅→福岡空港から飛行機で新千歳空港より札幌（GOAL）
備考
- 1回目の選択では、新千歳行きも含む全国各地への便が数多く運航されている羽田空港スタートにも関わらず、藤村Dが「初心に立ち返る」という名目で全選択肢を（東京駅か新宿駅への移動を伴う）深夜バスで揃えた為、大泉から「（飛行機を選択肢に入れない）君は頭が弱いよ」と罵倒されている。
- 博多駅 - 西鹿児島駅間の移動では特急「つばめ」号を用い、一同でソファー付きのグリーン車個室（サルーンコンパートメント）に乗車した。大泉は乗車時にそれほど乗り気ではない態度だったが、車内での飲酒で泥酔し、当時販売していたオリジナルグッズ（Tシャツ、帽子、787系のキーチェーンマスコット）を身に付けながら上機嫌となった。ちなみにサイコロの旅初期は日中の飲酒は厳禁だったとのことだが、この時は朝8時半から飲み始めている。
  - この時、自身の鏡に映った姿を見た大泉が「誰かに似ていると思ったら、池中玄太に似てる」と発し、藤村Dの着ていたサバイバルベストを借り、『池中玄太80キロ』での西田敏行のものまねを披露した。降車後の西鹿児島駅での選択でも「池中玄太スタイル」のままでサイコロを振ることになったが、その際に扮装用のアイテムである写真撮影用のカメラを落下させ、破損するハプニングに見舞われている。
  - キャプションにおける経路説明では八代駅から肥薩線と日豊本線を経由するルートを示しているが、正しくは鹿児島本線のみを走行する。
- 鹿児島からの「快速なのはな」車中で、藤村Dと鈴井が白熊の早食い対決を行う。これが後に行われる様々な甘い物対決、ひいては「対決列島」の発端となった。この勝負は食べている途中に藤村Dが「俺に勝てるかな？」と挑発したことから成り行きで始まり、最後は焦ってスパートした鈴井が口の中の氷を噴き出したため、藤村Dの勝ちとなった。藤村D「この親父、ひどいことしやがった」嬉野D「見苦しい」。
- この回は、番組内で「キングオブ深夜バス」と称するはかた号に2度乗車した。
  - 1回目のはかた号乗車中、大泉・藤村D・嬉野Dの3名は車内モニターで流れていた『釣りバカ日誌6』を鑑賞。大泉はこの時のことを「少しウトウトしてふと目が覚めたら始まっており、しかもその時点でまだ序盤だった」「『釣りバカ日誌』がいっこうに進まない」「起きたらまだ釣ってる」などとコメントしたほか、この“いくら寝ても時間が進んでいない”ことを「逆浦島現象」と命名した。
  - これ以外にも絶妙なタイミングでの映画上映や、映画終了と同時に諏訪湖サービスエリア到着のアナウンスが入るなどの完璧なスケジューリングを指し、大泉と藤村Dが「管理型深夜バス」である（反対は「放任型」）と認定。「うるさい子供が何も喋れなくなるほど管理する教育力は驚異的だ」と語った。2回目のはかた号では、大泉が怒りを露にするほど過酷な行程について淡々と説明する車内アナウンスや、撮影中のカメラが乗務員に強引にカーテンで遮られる事態も発生し、「キング」の名にふさわしい管理力の高さが浮き彫りとなった。
  - 2回目のはかた号乗車中、鈴井は休憩ポイントの下松サービスエリアで「ケツの肉が取れる夢を見た」と告白する。一方の大泉は、“座る部分を枕にし、足を入れるスペースに体を入れる”という「ハムスターのよう」な寝方を編み出すも、「やれて1時間」と語った。
  - この当時のはかた号は京王と西鉄が時間差で2便運行しており、サイコロ5では両社のバスに乗車した。その後1999年に京王は運行から撤退し、西鉄の単独運行となった。
  - 放送後も国内最長のバス路線だが、2011年から2015年5月の期間は西武観光バスと西鉄高速バスが運行していた「Lions Express」が最長距離を走行する路線だった。

### ゴールデンスペシャル サイコロ6
- 1999年12月15日19:00 - 19:54、および24:25 - 24:55放送、全2夜（第1夜は1時間枠）。
- DVD第18弾『ゴールデンスペシャル サイコロ6/onちゃんカレンダー/30時間テレビの裏側全部見せます!』に収録。

放送当時は「サイコロ6 ゴールデン・スペシャル」と表記。この企画の前に放送された「ヨーロッパ・リベンジ」の最終夜で高視聴率（18.6%、ビデオリサーチ調べ。この番組の歴代最高視聴率でもある）を獲得し、番組の人気が出てきた事からゴールデンタイムでの放送を敢行した。19:00からの1時間枠で前編を放送し、通常放送の時間帯で後編が放送されている。放送当日は他局の裏番組に『いい旅・夢気分』があった為、それを意識した発言が随所に登場している。なお、『リターンズ』では2週、『Classic』では3週に再編集されて放送された。放送前日の夕方からは30時間にわたって放送の告知生CMを放送し、その時の詳細な様子が「30時間テレビの裏側全部見せます!」にて後日放送された。
ちなみに平均視聴率は12%（ビデオリサーチ調べ）。「30時間テレビ」の翌週放送の「onちゃんカレンダー」では、前枠で大泉・鈴井が袴姿になり「放送の結果が惨敗だった」ことを懺悔している。
行程
東京・羽田空港→（東京モノレールとJR山手線のち中央線乗り継ぎ武蔵境駅下車タクシー）調布飛行場から飛行機（新中央航空）で伊豆大島→高速船と熱海駅乗り換え新幹線こだま号で東京駅→羽田空港から飛行機で高知空港→高知駅から深夜バス（よさこい号・高知県交通担当便）で大阪・梅田阪急三番街→大阪駅からJR大和路快速で法隆寺→JRで新大阪駅に戻り新幹線と新尾道駅乗り換えレンタカー（しまなみ海道経由）で松山市内→松山空港から飛行機で東京・羽田空港→品川バスターミナルから深夜バス（ノクターン号）で 弘前駅→青森空港から飛行機で博多・福岡空港→博多駅から新幹線のぞみ号で新大阪駅→（大阪で1泊）→飛行機で高知空港（時間切れ）
備考
- 調布飛行場に向かうタクシー内で飛行機を見た藤村Dが「これは……セスナですかなぁ」と発言。セスナ機はセスナ社という飛行機メーカーが製造した飛行機のみのことを指し、一行が搭乗した飛行機はイギリスのブリテン・ノーマン製のアイランダー。小型飛行機での移動だったため、大泉は「3（後編）」におけるヘリコプターでの嘔吐がフラッシュバックし、搭乗中常にエチケット袋を手中に持つなどの構えを見せていたが、乗り物酔いに罹患することなく無事に到着した。
- 伊豆大島でサイコロを振った際に利島（としま）の選択肢があったが、藤村Dがあてずっぽうで「とし」と振り仮名を振ったため鈴井が「としじま」と誤読した。その後、しまなみ海道で松山へ向かう道中のトークの中で訂正が入ったが、この時にも藤村Dは「とじま」と間違えてしまい、新たに字幕を入れ直したDVD版を除き字幕も「正しくはとじまでした」と表示した。なお、この時一行は耕三寺（こうさんじ）という寺に向かっており、大泉が『こうざんじ』と誤読した事に対して藤村Dがツッコミを入れたところ、大泉が「だったら『としじま』って書くな」と逆にツッコミ返した事で訂正に至っている為、大泉が「ずいぶん遅いぞこの訂正も」と指摘している。
- 福岡空港での選択の際、字幕スーパーで「1.飛行機で博多」と表記したが、正しくは東京行き。
- 大阪駅から法隆寺へ行く際、大和路快速に乗車。地図の説明では環状線外回りを表示したが、内回りが正しい。ただし、ナレーションの経路と実際の映像・実際の経路が不明瞭。
- 深夜バスの座席は通常1人掛け×3列となっている（繁忙期などは異なる場合がある）が、「よさこい号」では出演陣の予約した20番以降が2人掛け×2列に設定されていた。ツアーバスの普及した2000年代以降ではこのような配列も珍しくはなくなったが、車内の途中から4列シートになるバスはもちろん珍しい部類に入り、狭い座席に出演陣はそれまで以上に苦しめられることとなる。また、3列から4列に変わる境目だった関係で、前列が存在しない大泉の席にはアメニティのスリッパ・シートバックのドリンクホルダーが備え付けられていなかった。
- しまなみ海道の道中、愛媛県大三島の「多々羅温泉」に入浴したが、テロップが「多々良温泉」と表記ミス（なお、本温泉は2018年7月の西日本豪雨による土石流で被災し、閉業した）。
- 「ノクターン号（弘南バス担当便）」弘前行きでは、この深夜バスが東日本の女王と言われる所以でもあるスーパーシートに乗車した。車内最後部にあるこの席は通常より約4000円高い価格設定がされ、左右1席ずつの大型シート・大きいシートピッチ・大きいリクライニング角・小型テレビなどが設けられており、深夜バスの中では最も快適な移動を経験した。なお、スーパーシートは2012年12月に廃止された。
- サイコロの旅最北端となる弘前まで北上しながらも、鈴井が2択を外し一気に博多まで南下。鈴井はこの他にも四国の目を幾度となく出し他の出演陣の信頼を失ってしまう。それでも3日目の大阪で一泊の目を出し一度は信頼を取り戻しかけたが、最終日の2択でも高知の目を出してしまい、一同は終始鈴井のサイコロの出目に翻弄されることとなった。
- 高知で深夜バスに乗車するにあたり、「深夜バス列伝」と称した過去の「サイコロ」における深夜バス乗車を振り返ったが、「サイコロ2」の壇ノ浦レポートで乗車した「はりまや号」を「はりやま号」と表記ミス。

## 粗大ゴミで家を作ろう
- 1996年11月6日・13日放送、全2夜。
- DVD第2弾『サイコロ1/粗大ゴミで家を作ろう/闘痔の旅』に収録。

当時の企画名は「粗大ごみで家財道具一式揃った家を作ろう企画」で、その名の通り拾った粗大ごみを用いて札幌の一等地・宮の森に家（部屋）を建てる企画である。1996年当時の札幌市は粗大ごみ回収を月に1度ステーション収集していたため、街中に処分用のごみが置かれていたことが企画の背景にあり、当時劇団「OOPARTS」を主宰していた鈴井が、過去に舞台上の小道具・大道具用に粗大ごみを拾っていた関係で発案された、鈴井自らが所望した企画という。収集は中央区内や西区琴似などで行われた。
現在ではほとんど見ることができない「ハイテンションな鈴井貴之」が収められているほか、中期以降は旅中心のスタイルへ転換した『どうでしょう』としては極めて異端とも言える企画である。ちなみに、嬉野Dはドラマ撮影に参加していたために撮影・編集とも関与していない。
レギュラー放送分では前編が堂島孝平のインタビューと抱き合わせになっているため、1.5週程度の内容である。また、この関係で堂島がレギュラー放送時の前枠・後枠に出演した（DVD第2弾の特典画像として収録）。午前中の再放送や『リターンズ』では「サイコロ1」後編+本企画前編・本企画後編の2回に分けて、『Classic』ではともに1回に再編集された。
『プレミア』では、番組の最後に「※大型ゴミはこの後適切に処分しました」というテロップが追加されている。
備考
- 宮の森でのロケの際、地主の許可を得ずに無断で撮影したために、後日HTBの社員[注 21]がたまたま土地を見学した際、不動産屋から「そういえば、勝手にここ使いましたよね?」と聞かれたという（DVD副音声より）。また、集めてきたゴミはスタッフが南区の駒岡清掃工場までトラックで運搬し、HTB側が費用を負担して処分した。
- DVDには、後日談として7年後の2003年の宮の森の映像が収録されている。
- 拾ったテレビの電源を入れたところ、アンテナが接続されていないために最初は砂嵐が映されたが、アンテナの差込口に手を触れると僅かに電波をキャッチ。しかし、映ったのは競合局の北海道文化放送 (UHB) で放送されていた『ポンキッキーズ』だった。チャンネルボタンが壊れていたこともあって、『ポンキッキーズ』およびUHBだけが画面上に現れることとなった。

## 闘痔の旅
- 1996年12月4日・11日放送、全2夜。
- DVD第2弾『サイコロ1/粗大ゴミで家を作ろう/闘痔の旅』に収録。

放送当時の企画名は「激走!24時間 大泉洋くん闘痔の旅」。鈴井が考えた企画のひとつで、「『サイコロ1』で発覚した大泉の“痔”を治すために、24時間でいろいろな温泉を回る“湯治（闘痔）”を行う」を目的としているが、企画そのものは藤村Dの「温泉に入りたい」という安易な発想から始まった。
「この企画から大泉が（テレビタレントとして）自我を持った」と嬉野Dが語ったり、大泉が運転をし鈴井が後ろに座り車内で会話をするというスタイルが確立されたり、藤村Dがリアクションで“出演”し始めたりと、後の『どうでしょう』にとって大きなターニングポイントとなった企画となった。
行程
- 薬師温泉（ニセコ町）

入浴後の車内で「（外湯が）ぬるいし水溜り」だったことを振り返り、鈴井は寒さから”鼻声チック”となってしまう。
- 二股ラジウム温泉（長万部町）

露天風呂は清掃中だったために湯が張られておらず、入浴したのは内湯のみ。
- 平田内温泉（熊石町・現：八雲町）

「川の横に穴がある」という情報をもとに訪れた1ヵ所目は誤ったポイントで、その後正しい温泉に移動する。そこでは先客（女性客2名）がいたために大泉が撮影交渉をしたところ、露骨に不機嫌な態度を見せ始め「だからあたしテレビって嫌い!」と叱責を受けた。
- 水無海浜温泉（椴法華村・現：函館市）

撮影日は波が荒かったことで岸壁を越え、海岸際にある浴槽へ押し寄せる海水が全て入り込む状況だった。なお、入浴直前の「心臓マッサージをする大泉」のシーンは、当企画を収録したDVDでジャケットのイラストに採用されている。
- 酸ヶ湯温泉（青森市）

函館港から青函フェリーで青森港へ移動。有名な「千人風呂」ではなく、八甲田ホテル近くにある「まんじゅうふかし（噴出する蒸気の上に座る）」を利用した。
- 恐山温泉（むつ市）

収録日の1996年11月9日・10日は菩提寺の開山期間を過ぎており、入浴が出来ず。

## 宮崎リゾート満喫の旅
- 1997年6月11日・18日放送、全2夜。
- DVD第5弾『北海道212市町村カントリーサインの旅/宮崎リゾート満喫の旅/韓国食い道楽サイコロの旅』に収録。

宮崎シーガイアからのオファーによるパブリシティ企画。放送時は「宮崎シーガイア」という企画名で放送された。
「日本各地や海外まで行っても一切遊んでいない」どうでしょう班が、今回のオファーに加えて「過酷な企画続きの出演陣を案ずる投書があった」事実を踏まえ、すべての施設やイベントを体験してシーガイアの魅力を引き出すという趣旨で企画を行う。企画内容に伴って今回はD陣主導のロケのため、鈴井・大泉が同時に企画内容を知らされている。
また、この当時にロケで訪れていない地域が14県残っており、その中に宮崎県が含まれていた（九州では唯一）ことも企画決定のきっかけとなった。この時大泉は「行かなくして行ってない」「（宮崎以外）全部行ってることの方が怖い」とコメントし、シーガイア行きであることを知らされた鈴井も、何か裏があると思い「別に行きたくない」とコメントしている。後年の企画では綾町にお気に入りの宿を見つけるなど、宮崎に対しては総じて好意的な印象を持っているどうでしょう班であるが、初の宮崎行きとなるこの企画当初は、既述の通り半ば消極的な姿勢であった。
現在は当時と経営母体が変わったため『Classic』以降の放送枠では放送リストから外されているが、「記録」として残すため、DVDには現在のタイトルで再編集・収録されており、本放送において用いられたシーガイア側が準備した全景の空撮映像や、各種施設の広報用映像はすべてカットされており、どうでしょう班が撮影した映像のみで構成されている。
前述の通り観光目的でロケを行ったが、宣伝の関係から様々な施設を短期間で説明・紹介しなければならず、逼迫したタイムスケジュールによって疲れが取れるどころか疲労が溜まり、最終日はそれそれに疲れの色が見えていた。
前後枠は鈴井のスケジュールの都合でHTB近郊での収録ができなかった為、鈴井の仕事先の北海道文化放送（UHB）の駐車場に駐めた車の中で収録しており、大泉は同時期に大学の教育実習があった為、実習終わりで合流しスーツ姿で収録に臨んでいた。
- スケジュール

1日目
1. そば打ち体験 （パラダイスガーデン/パンターナル）
2. カクテルマジック （トップバー「ステラ」）
3. ディナー （ルームサービス）
4. 就寝

2日目
1. 海岸散歩 （一ツ葉海岸）
2. 朝食
3. オーシャンドーム （オーシャンドーム）
4. 各種アトラクション体験 （オーシャンドーム）
5. ボディーボード体験 （オーシャンドーム）
6. 各種施設見学 （コーナースイート・キングスオーシャンスイート）
7. 各種施設見学 （展望台 ※プリクラ・似顔絵を体験）
8. 各種施設見学 （会議室、数十人が参加できる規模）
  - 藤村D、鈴井、大泉の3人による「擬似企画会議」が開催され、大泉が「今後の番組に必要なものは『セクシー』」と発言。
9. ディナー
10. ナイトショー オーシャンドームイリュージョン
11. 本日の反省

3日目
1. フェニックス自然動物園見学
  - オランウータンのさくらのトレーナーとして、宮沢厚が出演している。
2. 日向夏プログラム

## カントリーサインの旅
鈴井が考案した初期を代表する企画のひとつ。鈴井・大泉が「北海道の各市町村にあるカントリーサインが印刷されたカードを引く」→「実際にその市町村に向かう」→「境界のカントリーサインの前で再び抽選を行う」を繰り返し、道内を回る企画。「北海道の番組であるのに、あまり北海道での企画がない」ことから地元・北海道に注目し、北海道212全市町村（当時）を巡る企画となったが、“道北から道南”など、効率の悪い移動が多いことから、内容としてはどうでしょう班による車内でのやりとりが主になる。道内を全て回るという膨大さを反省し、後に十勝地方限定で行なった「十勝二十番勝負」が生まれた。
『どうでしょう』の中では今後行わないことを公言している（後述）が、同じくHTBで放送の『ハナタレナックス』では大泉らTEAM NACSのメンバーが一人ずつが北海道の全市町村へ行き、そこで撮影した写真で巨大フォトモザイクを製作する企画「北海道の笑顔プロジェクト」（2008年6月 - 2019年6月）及び『おにぎりあたためますか』（大泉が出演、鈴井が企画構成を担当）にて行われた、オクラホマ（事務所の後輩）の二人が北海道の全市町村を回り、番組を宣伝するという趣旨の「番組宣伝活動・北海道完全制覇の旅!!」（2005年3月 - 2014年11月)では、全市町村を訪問した。（ただし、両番組共に回る市町村数は合併により『どうでしょう』時代の212から208、更に179に減っている）

### 北海道212市町村カントリーサインの旅

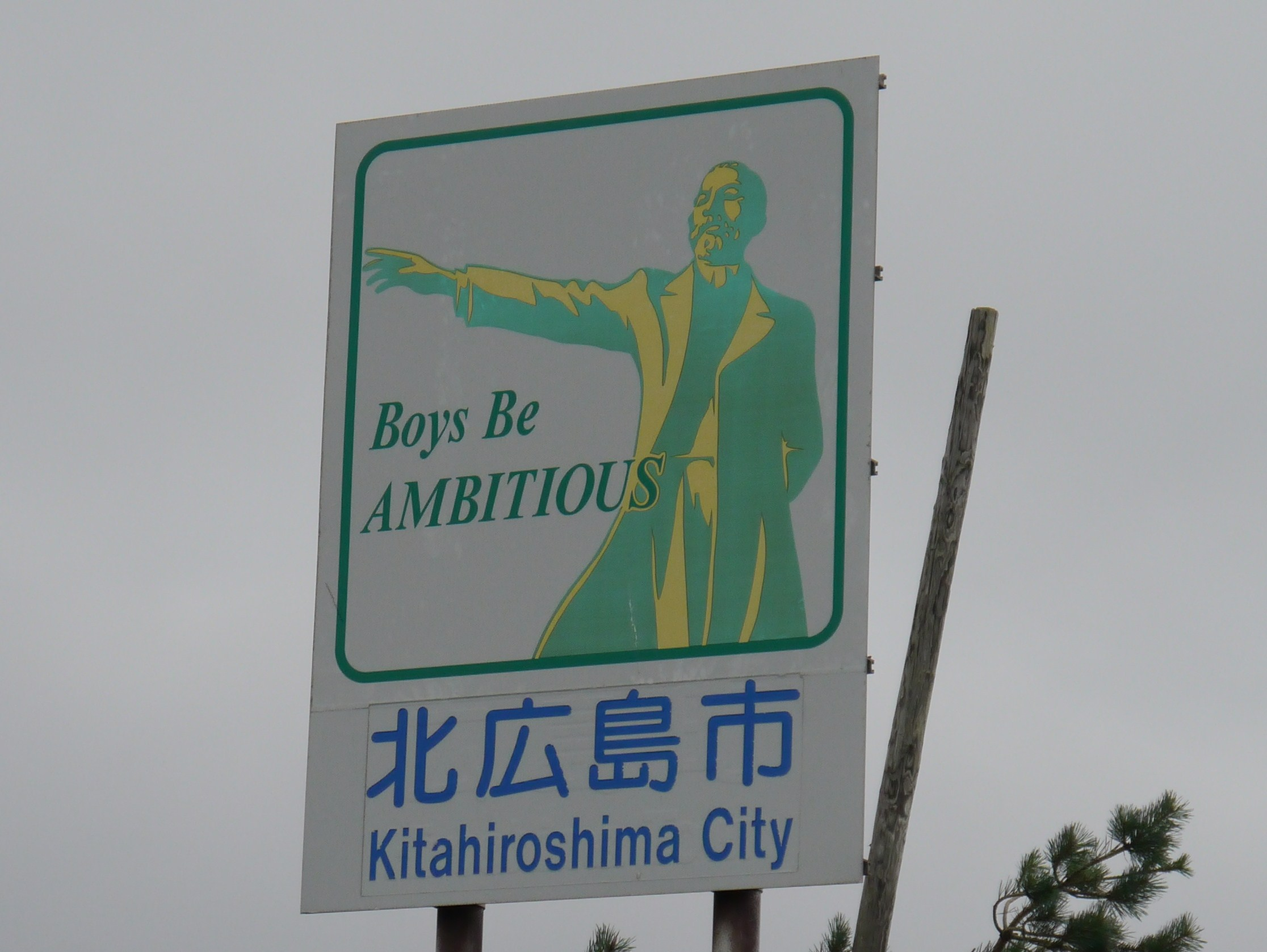
北広島市のカントリーサイン。番組冒頭で大泉にカントリーサインを紹介するための例として訪れた。

- 1997年8月13日 - 9月3日放送、全4夜。
- DVD第5弾『北海道212市町村カントリーサインの旅/宮崎リゾート満喫の旅/韓国食い道楽サイコロの旅』に収録。

前作「サイコロ韓国」から中5日でのロケ。
- 国道36号の札幌市（豊平区、撮影地点は現：清田区）・北広島市境界→夕張市→幌加内町→雨竜町→名寄市→豊頃町→鹿部町→猿払村（鹿部町で「猿払村」を引いた所で終了し、猿払村はカントリーサインの旅IIのスタート地点となる）

備考
- 企画の当初は大泉がカード抽選を担当したが、雨竜町へ向かう車中で藤村Dが、今まで「サイコロ」で幾度も運の無さを発揮した“ダメ人間”ぶりを再確認するために、鈴井がカードを引くことを提案。この場面で大泉が“番組の象徴”としての敬意を表す意味で「ミスターどうでしょう」と呼びかけたため、それ以前の「鈴井先生」に代わり「ミスター」と呼称されるようになった[注 25]。この時は雨竜町→名寄市と無難なものであったが、次の名寄市では道内をほぼ縦断する移動となる豊頃町のカードを引いてしまい、「ミスターどうでしょう」の地位を決定づけることとなった。一方で、大泉も豊頃町と鹿部町での選択でこの移動を超えるカードを引き当てている。
- 上述の通り、鈴井が名寄市から約400km離れた豊頃町を引き当てて車を運転することになるが、途中でギブアップして後部座席で仮眠し、立ち寄った新得そばも食べずに寝ているほど疲弊していた。更に大泉が鹿部町を引いた事で、藤村Dが道中で試算したところ、「あと24時間で残りの206市町村を回るためには、10分に1つのペースで回る必要がある」と判明し、ここで事実上ギブアップした一行は登別東インターチェンジにある歓迎鬼像へ寄り道、登別温泉で1泊、洞爺湖でボート遊び、豊浦町でイチゴ食べ放題、大沼公園で大沼だんごを食うなどして旅を満喫。豊頃町から鹿部町への移動は丸24時間かかった。
- 名寄市へ向かう途中、幌加内町の中心街を通る際に「幌加内駅」と書かれた標識を見ながら大泉が「皆さん先ほどお出迎えに来てくれたから帰って寝ちゃっ……たかなぁ」と言っているが、幌加内駅を通っていたJR深名線は1995年9月4日に廃止されている（本放送当時は駅舎がバス待合室として使われていたが、その後火災により焼失）。
- 普段移動で使われる車両はトヨタ・ハイエースだが、この企画だけはスバル・レガシィツーリングワゴンが使われた。
- 登別温泉の宿では、部屋にあった掛け軸に描かれたトラに対して大泉が「出てこい!」と叫びながら浴衣の帯で威嚇をする、「トラ退治」と呼ばれる行為が行われた。

### 北海道212市町村カントリーサインの旅II
- 1997年12月10日 - 1998年1月14日放送、全3夜。
- DVD第9弾『北海道212市町村カントリーサインの旅II/サイコロ4 〜日本列島完全制覇〜』に収録。
- 猿払村→追分町（現：安平町）→丸瀬布町（現：遠軽町）→興部町→下川町→大成町（現：せたな町）→上ノ国町→生田原町（現：遠軽町）を引いて終了。サイコロ4の冒頭に引き継がれる。

備考
- 猿払村に着くまでの間、車を運転している大泉に対して、稲川淳二の怪談テープをバックに鈴井が色々な仕掛けで驚かし、大泉の怒りを買う。下川から上ノ国に向かう時も同じ。
- 出発前の番組で、本日猿払村へ向かう旨を事前に告知していた為、「もしかしたらバカが待ってるかもしれない」と藤村Dが暴言を吐くが、到着した朝5時20分に猿払村には本当に10数名のファンが待機しており、「バカ大集結」「バカの皆さん」というテロップが流れた。
- 丸瀬布町から興部町に向かう途中で能取湖畔の宿「能取湖荘[10]」に一泊し、到着が翌日11時という遅い時間帯になる。この時「車の走行音こそ流れ続けているが、それをバックに布団で眠る大泉・鈴井の映像」がインサートされた上、興部への到着後には大泉や藤村Dらが「サロマ湖が綺麗だった」「能取湖が綺麗だった」「料理の美味しい宿だった」と口々に宿の感想を残したが、鈴井のみ「（夜通し走ったため、宿には）泊まってない」と言い張った。その後、生田原のカードを引いた際には「通ったぞ、ここ」と発言をしている。
- 下川町に向かう途中、牧場で牛が喧嘩している場面に出会い、藤村Dに乗せられた大泉が牛の説得を試みたところ、なぜか牛の群れごと大泉の呼び声に反応して集まってきたり後を追って来たりしたため、一同は爆笑していた。
- 下川町での抽選で鈴井が600km先の上ノ国町を引いてしまい、大泉と藤村Dに「ダメ人間」と罵られていた時、本企画と同様に212市町村を巡る旅をしていた『どうでしょう』ファンと遭遇。長距離移動の連続で根を上げかけていた一同は、「君達の次の行き先を予め引いておいた」として身代わりの形で半ば強引に上ノ国町のカードを押し付け、ファンに代理で引かせた場所へ行こうとしたが、上ノ国町の近隣の大成町を引き当てられてしまったために、「ズルをするとこういう目に遭う」と諦めて両町へ行く羽目になった。
  - この移動の間、寄り道は一切無しのいわゆる『合宿』がスタートしたが、大泉のみ藤村Dらに「（前日の丸瀬布町→興部町間と同じく）合宿は番組上の建前で、本当は『1』と同様の登別で宿泊する行程で走る」という嘘が伝えられ[注 26]、“（本来なら）宿に向かう（はずの）”ルートと“合宿を継続する”ルートの分岐となる登別東ICで大泉のリアクションがクローズアップされた。
- なお、鈴井はこの企画の最後に「雪が解けたらまたいつか会いましょう」と発言しているが、「2周年記念! 秘蔵VTR一挙公開!!」では「このままのペースで行くとあと30回ロケをしなければならない」という理由から完結宣言を出し、「今後もやらない」と公言している。

## 第1回水曜どうでしょうカルトクイズ世界大会
- 1998年2月18日・25日放送、全2夜。

番組内で募集した一般の『どうでしょう』ファン約600人が、HTBに集まり『どうでしょう』のマニアックな問題を解いていく企画。タイトルには「第1回」と銘打たれているが、この1回が開催されたのみで終わっている。その後、「東北2泊3日生き地獄ツアー」の初日のフェリー内においても筆記クイズのみ復刻企画に近い形で行われ（未放送）、このときも本企画の優勝者と同じ人物が優勝した。
本企画のみレギュラー放送時代の作品としては唯一DVD化されておらず（初期企画等を除く）、その理由についてD陣からの正式なコメントもないが（一般人が参加しているため、肖像権の問題と思われる）、『Classic』以降の放送枠では全国放送が行われており、2015年5月8日よりHTBの「北海道ONデマンド 水曜どうでしょう」にて本企画の有料配信が開始されたため、こちらでの視聴は可能である（当初は『Classic』と同内容のものだったが『プレミア』版配信後はそちらに差し替えられた。）。
問題は「カルトクイズ」の名に相応しくどれも高レベルで、出演者として自ら立ち会っていたはずの大泉・鈴井でも分からないほどの難問が出題された。1次試験として○×クイズをHTB正面駐車場で行う。そして、1次試験を勝ち抜いた約20名で、2次試験として筆記クイズをHTBの社屋内で実施。1次試験の挑戦者全員に参加記念色紙とオリジナルプリクラ（鈴井と大泉が写っているもの）がプレゼントされた。
さらに、2次試験の成績上位者3人に、大泉を加えた4人で、早押しクイズによる決勝戦を実施した。名札は筆記クイズ上位3名は手書き、大泉は印刷。『笑点』をイメージさせるセットと衣装（着物）が用いられ、正解した回答者の前には、得点の指標となる明治サイコロキャラメルの箱（白が1点、赤が5点）が置かれた。決勝では通常の問題に加えてVTR問題も加わって一層難易度が高くなった。その結果、大泉ととある男性回答者のほぼ一騎討ちの状態となり、大泉とトップを争っていた参加者の早押しボタンが突然効かなくなったり、早押しボタンを司会の鈴井によって遠ざけられるなど様々な妨害もあった。最後の100点問題で大泉が問題を読み上げる前にボタンを押してしまい不正解、順当に回答を重ねていた一般人参加者が優勝し、「水曜どうでしょうマニア世界一」に認定された。
| 番号 | 名前（敬称略） | 衣装色    | 中間発表1 | 中間発表2 | 最終結果 | 順位 |
| ---- | -------------- | --------- | --------- | --------- | -------- | ---- |
| ①    | 墨谷           | ■黄緑     | 4         | 25        | 25       | 3位  |
| ②    | 田鎖           | ■水色     | 13        | 115       | 215      | 優勝 |
| ③    | 能登           | ■赤       | 3         | 15        | 15       | 4位  |
| ④    | 大泉 洋        | ■オレンジ | 7         | 95        | 95       | 2位  |

優勝者への特典は「大泉が運転する車で家まで送ってもらえる」というものだった。
前年からHTBのキャラクターとして使用されている着ぐるみとしてのonちゃんが、この企画で番組初出演を果たす。その時はデビューの極初期にテレビ番組よりイベントを中心として散発的に活動していた「onちゃんメイツ」（テロップ表記は「今や行方知らずのonちゃんメイツ」）のメンバーとしての出演のため、着ぐるみの中の人は安田ではなかった（「十勝二十番勝負」も参照）。
本企画の『Classic』放送時の地デジ番組情報では「一般人ファン田鎖君の存在でかろうじてカルトクイズの体裁となった」と紹介されており、本編放送後の雑誌 での「全企画解説対談 藤村忠寿D×嬉野雅道D」において、2人は「彼（田鎖さん）が居なかったらこの企画は成り立たなかった」と回顧している。
2000年に発売されたパソコン用CD-ROM「水曜どうでしょう大辞典vol.1スーパーカルト」において、本企画をイメージした早押しカルトクイズが収録されている。ここでは本編と異なり司会が安田、回答者が鈴井・大泉・参加者（プレイヤー 男女別に選択可能）となっており、当時の決勝戦参加者をイメージしたグラフィックになっている。問題はすべて3択クイズで、回答の速さや正解率に応じてゲーム終了時の称号が決まる。
2009年に発売された「水曜どうでしょう放送事典」にはこの企画の問題集が収録されているが、1次試験と2次試験の問題はHTBで資料が残っていない関係で放送で紹介された問題のみ収録されている。

## 東京2泊3日70km
- 1998年3月4日 - 25日放送、全4夜。
- DVD第10弾『東京2泊3日70km/マレーシア・ジャングル探検』に収録。

大泉が企画の冒頭で「行きたい」と挙げた東京都の各名所を“全て歩いて回る”という企画。テレビ放送時は「東京ウォーカー」という企画名で放送されたが、これはかつて首都圏地域で発売されていた 雑誌『東京ウォーカー』を大泉が愛読している、ということからこの企画が生み出されたという伏線と、企画内容がそのままタイトルにされた。全行程を徒歩で移動すると知らずに長距離を設定し、寝不足の上に雨中を革靴で歩いた大泉は、2日目に宿泊したホテルで「番組を降りる」と発言。後述の「バス移動」宣言に繋がっている。
この企画から画面の四隅に企画テロップが表示されるようになり、レギュラー放送終了後の「ジャングル・リベンジ」まで同様の編集が続いた。
初日は北海道新聞の取材班、2日目は「テレビブロス」（東京ニュース通信社）の取材班が同行取材。ただし、前者は「最後まで付いて行く」と豪語しながら3kmでリタイア・離脱し、後者も六本木に到達した所で同行取材を終了した。
この企画の最終夜に重大発表と称して、深夜帯から放送時間を繰り上げ、23時25分の放送開始になることを告知した。

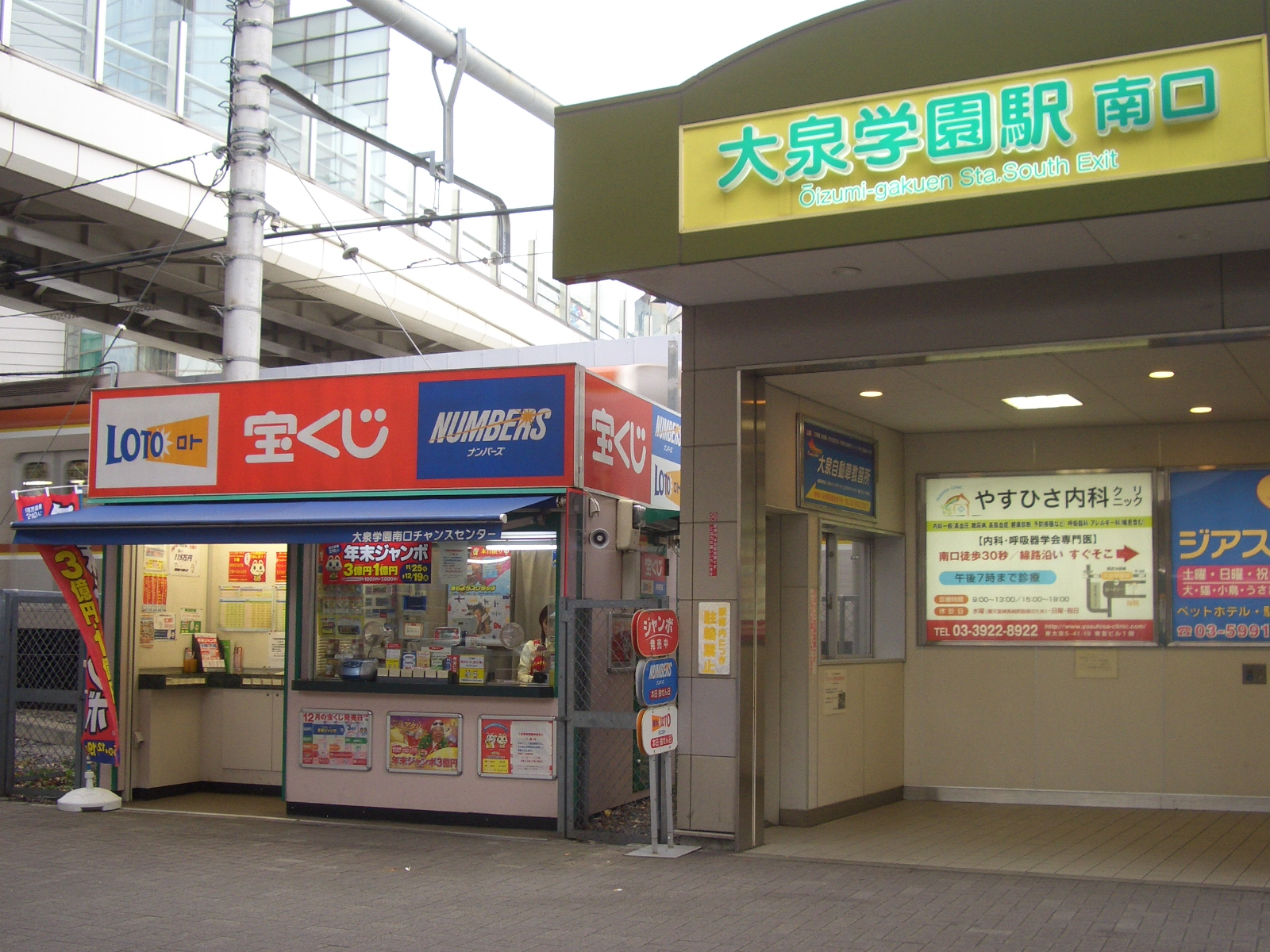
実際の大泉学園駅南口（ただし、画像は再開発後のもの）

| 主な目的地 | 場所                                                      | 備考 |
| ---------- | --------------------------------------------------------- | --- |
| -          | 羽田空港                                                  | スタート地点。空港の敷地を徒歩で脱出できず、空港窓口 で薦められたルートの「（当時の）国際ターミナル付近まで行く羽田東急ホテルの無料送迎バス」を用いた。 なお、実際には撮影当時でも羽田空港から徒歩で出ることは可能だったが、どうでしょう班がルート選択を誤ったことからこの結果に至った。 |
| -          | 多摩川緑地広場硬式野球場 （旧・巨人軍多摩川グラウンド）   | 近くを通ったことから「読売ジャイアンツの練習風景を取材する」という触れ込みで訪れ、擬似インタビュー形式で大泉が長嶋茂雄の物真似を披露する。 この時、「『読売巨人軍』と書かれたポスト（杭）しか目印がない」などから練習場であるか信憑性が疑われたものの、二軍施設が1985年に読売ジャイアンツ球場へ移転して以降はサブ練習場としての利用が主だったため、すでに拠点は置かれていなかった（この年の3月末で施設そのものも廃止されている）。 |
| 1          | 田園調布の高級住宅街と田園調布駅                          | |
| -          | 高輪プリンスホテル（現：グランドプリンスホテル高輪）で1泊 | 宿泊予定地の品川プリンスホテルが満室のため、急遽場所を変更し宿泊した。 夕食はホテル内で鉄板焼きを食べたものの、これが思いの外高額だったことから、翌日の国技館到着前に藤村Dが「出張費（番組内では「部費」と呼称）が底をついた」ことを明かしている。 |
| 2          | お台場                                                    | 徒歩でレインボーブリッジ（レインボープロムナード）を経由してお台場海浜公園へ到着。 この時、大泉は場所柄から「フジテレビの展望台に入る」ことを所望するも、藤村Dは「テレビ朝日系列局であるHTBにとっては系列外である」こと、「自らがサラリーマンである」ことを理由として訪れるのを制した。 |
| 3          | 六本木                                                    | 「レインボーブリッジを渡るのと価格が大差ない」水上バスに乗船するため、日の出桟橋（浜松町）に移動。 この頃にはどうでしょう班全員に疲労の色が見え始め、経由した東京タワーでは上まで行くことを希望した大泉のみが1人で登ったほか、赤坂のTBS・六本木のテレビ朝日（旧六本木センター側）が道を挟んで見えた際にも、「体力がない」という理由から近くまで行くことを拒否している。 |
| 4          | 武道館                                                    | 国会議事堂と最高裁を経由。 「サイコロ4」で誕生した大泉の”登山家”が再登場し、扮装をしたまま入口の前で「大泉洋ショー」を行っていたところ、途中からハーモニカを吹く一般人の男性が現れ、大泉との”セッション”が開始された。 |
| -          | 両国国技館                                                | 神田神保町と秋葉原を経由。神田での休憩前、それまで革靴だった大泉にはスニーカーを、足の痛みを訴えていた鈴井にはサポーターを購入。藤村Dも「階段の上り下りが地獄」という状態に。 大泉が国技館前で「土俵入り」を行い、満足した後厩橋を渡って浅草へ向かった（放送時は「両国橋を戻る」と字幕が出たが、DVDでは修正）。 |
| 5          | 浅草（浅草ビューホテル）で1泊                             | ホテルの部屋で企画を改めて見直しする中、ほぼギブアップ状態の鈴井と藤村Dは「予定は全て終わった」「明日はゆっくりできる」「（最初に付けた大泉学園へのマーキングは）雨中の移動時にできたシミ」などと発し、企画終了に持って行こうとしていた。 しかし、ここで大泉が日頃の意趣返しとばかりに「まだ大泉学園が残っている」「行けなかったら番組を降板し、事務所も退所する」と強硬に主張し、「6時起床、6時35分出発」なる弾丸スケジュールを構築。 既に歩く気を失くしている鈴井・藤村Dとの駆け引きの末、徐々に起床時間が遅くなっていくなど態度を軟化させ、最終的に「（行く方法は）乗り物乗り物、バスで行く」と発言。 大泉自身も実際に徒歩で行くつもりは無かったため、その後は「チェックアウトギリギリに出発する」「朝風呂に入ってからゆっくり出発する」「この後で飲みに行く」などといった、露骨に余裕を持ったスケジューリングが立てられていった。 |
| 6          | 練馬区大泉学園駅南口                                      | 宿泊地の浅草からかなりの距離があったものの、放送では謎の編集が施され、前日のホテルから大泉学園到着までの行程は「翌日」というテロップだけで省略された。 ラストにはタイトルのテロップにも「2泊3日 70 km43 km（厳密には取り消し線ではなく赤色の×印）」と表示されるなど、番組の企画と矛盾したインチキが行われたことが分かるようになっている。 DVDと「プレミア」ではホテルを出発後、都営バスの浅草公園六区バス停（池袋駅東口方面）から乗車したことが示されたが、以降は行程を表示していない。 |

備考
1. ↑  数字は大泉が目的地を巡るための順番であり、それ以外の場所は経由地として「（-）」とした。
2. ↑  DVD版ではカットされているが、藤村Dは副音声でその理由を「窓口の人がバスの乗車を促したように見えるから」としている。
3. ↑  「通常のロケ企画より交通費などの移動代が掛からない」と思っており、持ち出しの制作費を普段より少額にしていたのが原因。
4. ↑  ロケの当時（2000年3月まで）は徒歩による通行も有料であり、1人あたり300円の出費が発生。これが後述の水上バスに乗船する遠因となった。
5. ↑  現在の大泉学園駅は再開発が行われた為、映像の光景はない。

## 桜前線捕獲大作戦
- 1998年5月6日・27日放送、全2夜。
- DVD第11弾『桜前線捕獲大作戦/十勝二十番勝負/サイコロ5 〜キングオブ深夜バス〜』に収録。

放送当時のサブタイトルは『桜前線を捕獲する!』。名前のとおり、「桜前線の最前線」を見に行くという企画で、どんどん北上していく桜前線を追うため、仙台・岩手県内各地・秋田乳頭温泉へと向かう。
だが、「桜前線の捕獲」は建前で、最終的には温泉に入り名産を食べるのがメインとなった。道中では「爆弾処理班」として、鈴井が苦手な甘いものを沢山食べさせられることになった。
- 宮城県仙台市青葉区 西公園（散り始め）

ここで桜前線が岩手県に入っていることが分かり、岩手県へ新幹線で移動する。
東北新幹線の車内で仙台の食料班より支給があり、大泉・鈴井に牛タン弁当の箱が渡された。しかし、鈴井の弁当箱のみ中身が「ずんだ餅」にすり替えられていた。
- 午後1時 - →岩手県一関市（満開）

レンタカーを借り、岩手県を北上。
- 午後2時 - →厳美渓（満開）

厳美渓では、空飛ぶだんご「郭公だんご」15個（15発）のうち、鈴井は14発食べ、残りの1発は大泉が食べた（大泉は「流れ弾に当たった」とのこと）。また、平泉へ移動する車中で「ゴマ擂り団子」が出されたが、結局は食べなかった。
- 午後3時 - →平泉（満開）→前沢町（現：奥州市前沢区）

前沢ガーデンで、前沢牛のサーロインステーキ（6,500円）を大泉だけが食べ、完食。
- 午後5時20分 - →北上市展勝地公園（満開）

公園の到着前に鬼の茶屋に行き、直径10センチの団子を「爆弾処理班」鈴井が食べた。
- 午後8時30分 - →盛岡市石割桜（満開）

盛岡市内でわんこそばを食べる。嬉野Dは38杯、鈴井は50杯、藤村Dは79杯。大泉は105杯を食べ手形をもらうが、食べ過ぎによって「吐きそう」とコメントを残す。
- 午前10時5分 - →秋田県田沢湖町（現：仙北市）→乳頭温泉（雪景色）

ここに来る前に桜前線を追い越してしまうミス。
- 午前10時27分 - 乳頭温泉から10キロ地点（蕾なし）
- 午前10時40分 - 乳頭温泉から11キロ地点（開花寸前）
- 午前10時50分 - →田沢湖町の千葉さん宅前（桜前線発見）

備考
- この企画の第2夜後半で「十勝二十番勝負」に繋がる「大泉洋拉致事件」が放送されたが、「拉致」という用語が後年に問題となった為か、一時期の再放送枠では本企画自体を放送リストから外す対応が取られていた[注 36]。『プレミア』では問題の箇所をカットした上で再び放送リストに加えられている。
- 郭公だんごにて、番組内の企画が一部説明されている。
- 桜前線地図で、北海道広尾が広島と誤記されている。

## 十勝二十番勝負

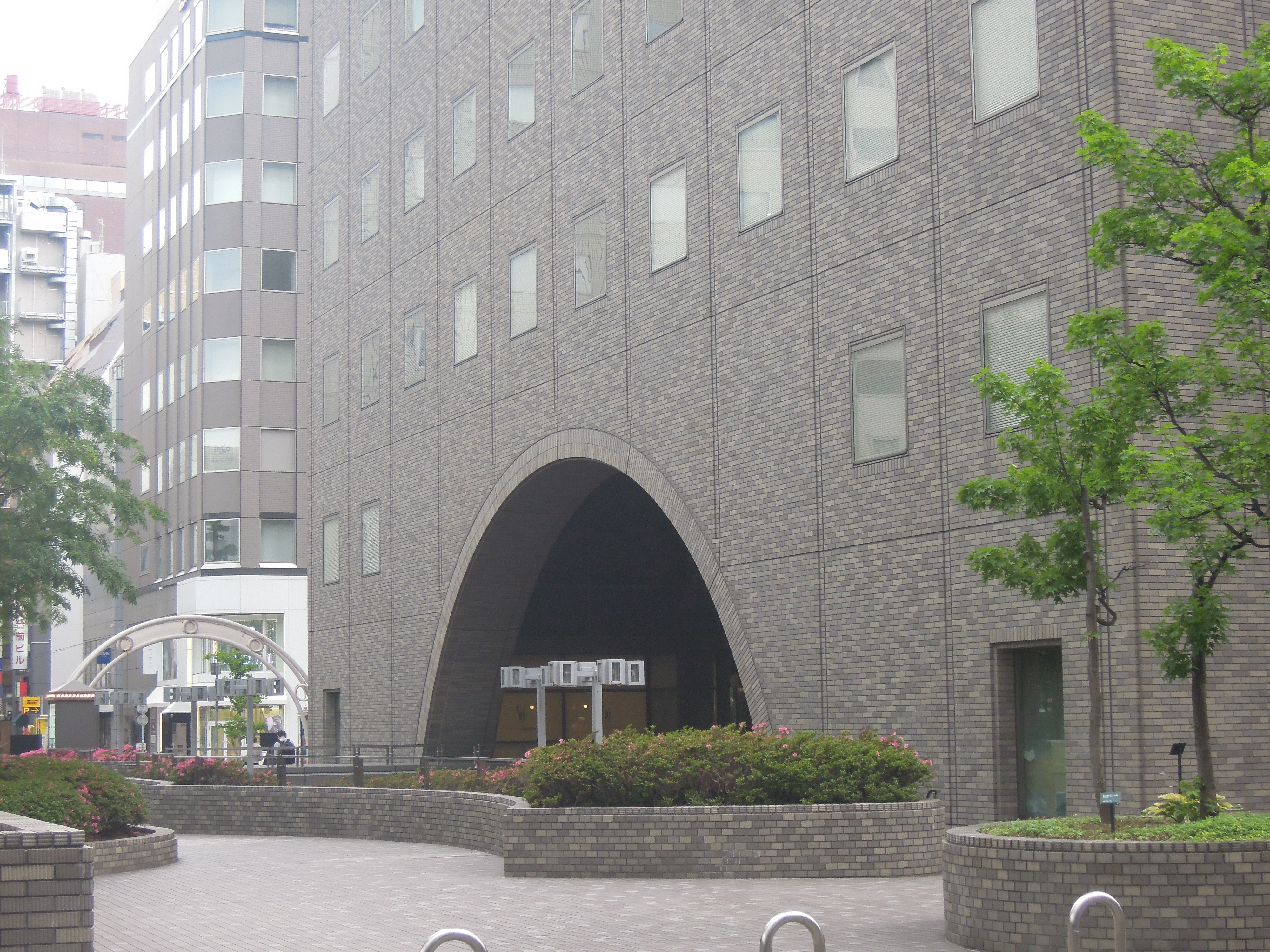
AIR-G'が入居する時計台ビル前。この場所まで大泉と安田はアメフト部員に連れて来られて、車に乗せられた。車は日勝峠へ向け、出発した

- 1998年6月3日 - 17日放送、全3夜。
- DVD第11弾『桜前線捕獲大作戦/十勝二十番勝負/サイコロ5 〜キングオブ深夜バス〜』に収録。

旅程：本別町→帯広市→上士幌町→芽室町→広尾町→中札内村→音更町→池田町→足寄町→浦幌町
鈴井が考えた企画のひとつ。北海道十勝支庁（2010年4月1日より十勝総合振興局に改組）の20市町村のカントリーサインが印刷されたカードを引き、その市町村に移動し最初に出会った人にその市町村の名物を聞き、実際にその場所へ行くという企画。基本的に「この町のお薦めは何ですか?」という形式での質問しか出来ず、（例えば「お薦めの食事」といったような）主目的に誘導するような聞き方は出来ない。しかし第2夜では鈴井が「十勝川温泉はどこですか」と聞くルール違反を犯しており、結局1泊したものの翌日大泉に「（池田町の名物である）ワイン城（の場所）聞くなよ!」と咎められている。
基本的なルールは「カントリーサインの旅」シリーズと変わらないため、いわゆるマイナーチェンジ版と言える。また、鈴井・大泉共に「この企画は今後やらない」「ほかの市町村でもやらない」と公言している（『2周年記念! 秘蔵VTR一挙公開!!』より）。
この企画において車両は「車内で泊まれるように」ということで、オートフリートップ（天井のテント）装備のマツダ・ボンゴフレンディを使用。実際に日勝峠にて大泉が使用して仮眠している。また、池田町のワイン城の後、車内でワインを飲んでいるシーンでもオートフリートップが上げられている。
備考
- 大泉洋拉致事件

「桜前線」の最後に放送。大泉・安田がパーソナリティを務めていたラジオ番組『GOLGO』（AIR-G'）の生放送中に、大泉と安田の母校・北海学園大学のアメフト部員がスタジオに侵入し、大泉と安田を連れ去った。その後、車で、日勝峠へと向かい、夜が明けるまで峠で仮眠を取った。大泉と安田を連れ去った直後の番組は、事情説明を兼ねて鈴井が進行し締めている。しかし大泉はともかく「違う番組のロケ」だと日程を押さえられていたにもかかわらずわけのわからないまま拉致され、そのまま車の中で番組が展開されるさまに安田は立腹していた。
上記の「桜前線捕獲大作戦」と同様の理由でこちらも『リターンズ』では一部地方局を除き通常通り放送、『Classic』では「桜前線捕獲大作戦」と合わせて未放送の措置となり、『プレミア』では「拉致」該当箇所をカットする形で再び放送リストに加えられている。
- 安田顕 onちゃん

大泉と共に安田も連れてきたが、日勝峠からは安田ではなくHTBのマスコットキャラクター・onちゃんが親善大使として出演する。ここで初めて「安田が中に入った着ぐるみonちゃん」が登場。この時の愛くるしい動きや見た目から人気者となり、その後たびたび『どうでしょう』に登場することとなり、準レギュラー的な位置になった。
onちゃんに対し大泉が罵倒しながら暴力的になるというパターンが生まれ、鈴井も蹴りを入れるシーンがあるなどonちゃんイジメがひどいことにも言及しており、第3夜の前後枠にてonちゃんファンに対し謝る大泉の姿があった。
- 番組内に登場した十勝支庁の地図が書かれたフリップで、本別町と池田町の位置が逆になっていたため、マジックで訂正されている。ちなみに浦幌町はこの当時、カントリーサインがなかった（国道274号経由）。また、豊頃町はカントリーサインの旅で、すでに1997年に到達している（実質11市町村制覇の形となる）。また、これ以降カントリーサインを使ったロケは行なわれていない。
- 現在の十勝支庁は2006年2月6日に忠類村が幕別町に編入合併されたため、市町村の数は20から19に減っている。
- 本編、及びリターンズでは、大泉がonちゃんの腕を取るシーンで「間接技」とテロップが入っているが、正確には「関節技」である。『プレミア』では修正されている。

## 釣りバカ対決シリーズ
鈴井が考えた企画のひとつ。名前の通り「釣りをするだけ」の企画である。第1回目では北海道・門別沖での沖釣り、第2・3回は新篠津村の氷上でのわかさぎ釣り、そして第4回目は屋久島を舞台に24時間耐久の「魚取り」として対決が実施された。発展企画として、2005年放送の「激闘!西表島」がある。
このシリーズ（特にわかさぎ釣り）は基本的に予算がかからないため「海外企画などの予算調整のため」行われる、と言われている。実際放送された4回とも、（一部は総集編をはさみ）企画の後に海外企画が放送されている。

### 門別沖釣りバカ対決
- 1998年8月26日放送、全1夜。

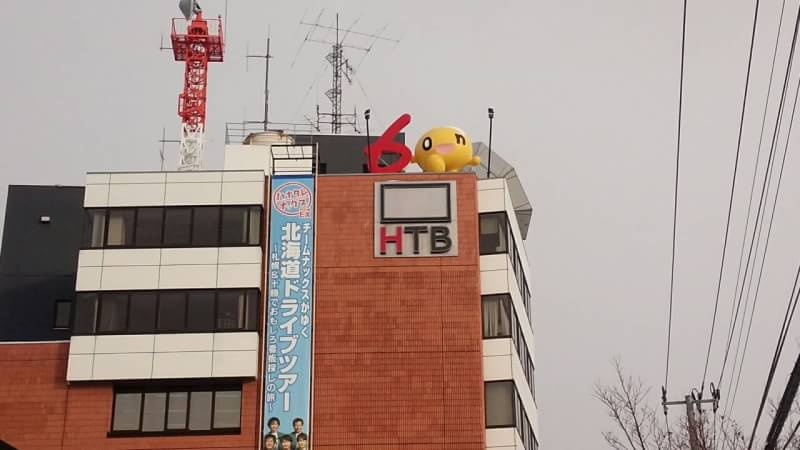
HTB本社（当時）屋上のonちゃんオブジェ

- DVD第12弾『香港大観光旅行/門別沖釣りバカ対決/北極圏突入 〜アラスカ半島620マイル〜』に収録。

| 参加者   | 大泉 vs 鈴井 vs 安田さんonちゃん                                                    |
| 優勝     | 安田さんonちゃん                                                                    |
| 優勝特典 | HTB本社屋上のonちゃんオブジェの横でライトアップ                                     |
| 点数     | 釣った魚の値段の合計。判定は「日本漁業連盟公式審査員」の北さん（HTBのカメラマン）。 |

備考
- 門別沖の船上で行われたため、大泉・藤村Dが撮影中にも関わらず漁船上のトイレで嘔吐するという失態を見せた（藤村Dに至っては2回）。大泉は完全徹夜状態でのロケだったことも影響したとも思われるが、藤村Dによる車内での事前説明に含まれていた、「『寝不足が一番危険だ』と言われた」という注意がフラグと化す形になった[注 38]。ただし嘔吐した後、藤村Dはいつも通りのテンションの高さだったのに対し、大泉は途中から無口無表情になってしまい、「楽しくないねぇ」「駄目な人間だ、俺は」と愚痴をこぼし、最後は船上で寝込むなど、すっかり船酔いでグロッキー状態だった。
- また、安田はonちゃんのスーツアクターとして登場するが、着ぐるみを未着用の際（釣りの最中）にはモザイク処理が施され、その上からonちゃんのイラストが被せられている[注 39]。なお、プレミア版ではモザイク処理やイラスト被せ無しにそのまま放送されている。
- 競技開始の号令を“審査員”の北さんが行ったところ、「プレイボール」と発したことが由来となり、以降の釣りバカ対決および旅行先での釣りシーンでは藤村D（もしくは旅行の同行者）の「プレイボール」でスタートすることが恒例になった。
- 上述のように大泉・藤村Dが船酔いでダウンしてしまった一方、船長からアドバイスを受けながら最後まで釣りをしていた鈴井・安田はかなりの成果を上げていた。釣り経験に乏しい鈴井は、より多く釣ってもらおうと次々とポイントに移動する船長との温度差に付いて行けず、「拷問だよ」とボヤいてしまった。

### 釣りバカ対決 氷上わかさぎ釣り対決
- 1999年4月7日放送、全1夜。
- DVD第14弾『クイズ! 試験に出るどうでしょう/四国八十八ヵ所/釣りバカ対決 氷上わかさぎ釣り対決』に収録。

| 参加者   | 大泉 vs 鈴井 vs 安田さんonちゃん                                  |
| 優勝     | 鈴井                                                              |
| 優勝特典 | さっぽろ地下街ポールタウンのHTBコーナーに優勝者の等身大パネル展示 |
| 点数     | わかさぎ1匹=1点                                                   |

備考
- このロケには土井プロデューサー、釣り会場となった新篠津村の役場職員、マタギに扮した釣堀場の管理人などの沢山の人間が参加している。
- 現地に移動中の様子が映し出されているが、カメラが回っていることに気づいたonちゃん（安田）は、両手で顔を覆い「オレはなんだ、マスクマンか」と述べている。
- 安田は開始当初、onちゃんの着ぐるみのまま釣りを続けていたが、バッテリーが心配になった為に送風機を切って萎んだ状態に変えたが、やがて着ぐるみ自体も脱いで防寒着に着替えた。この時、安田は頭に「簡易型onちゃんマスク」を着用している。
- 勝負は大泉がリードを築き、それを辛うじて鈴井が追いかける展開となり、安田は一向に釣れず逆転優勝が絶望的となるや、差し入れの地酒をひたすら飲み続けて試合放棄した。これが後述のハプニングに繋がる。
- 前述の職員から差し入れられた地酒「大法螺」「夢紫苑」を飲んだ安田が泥酔し、大泉のわかさぎが入った容器に激突。容器からこぼれたわかさぎ数匹を安田が釣り穴の中へ強制的にリリースしたことにより大きく減点され、大泉と鈴井は1匹差まで縮まってしまった。藤村Dは「さぁ勝負がわからなくなりましたね」と盛り上げたが、大泉は「うるせぇよ。分かんねぇよ、こんなことされたら誰だって」と返している。
- 安田によるハプニング直後、残り時間の宣言が明らかに大雑把となり、大泉から何度もクレームをつけられた。あまつさえ藤村Dから「編集すりゃどうでもなるもん」と発言が飛び、呆れた大泉が勝負を放棄しようとした。
- この回から鈴井を発端とし、「わかさぎをダブルで釣ると行進ができる」というルールが策定される。第3弾・第4弾にも受け継がれた。
- 等身大パネルがさっぽろ地下街ポールタウンのHTBコーナーに展示されたが、番組の最後に大泉によって落書きされているのが放送された。
- 本放送では放送されなかったが、釣りの終了後に「シェフ大泉シリーズ」の派生企画である「花板大泉のわかさぎ懐石」が行われている。食前酒として「（わかさぎ入りの）日本酒」が振る舞われたほか、舟型の盛込みに生きたわかさぎが乗っただけの「わかさぎのお造り」、わかさぎと海老・玉ねぎ・ピーマン・人参を炒めた「海老とわかさぎの炒めもの 桜添え」、オーソドックスな「わかさぎの天ぷら」を提供。料理のクオリティの低さや調理時間の長さもあって、藤村Dらから文句の声が上がった。なお、1999年6月30日放送の総集編「未公開VTR&NG集一挙放出!!」では、“好評だったことから”と「天ぷら」の提供シーンがカットとなったが、前述の3品も含めて提供シーンがDVDの特典映像に収録された。また、わかさぎのお造り（生き造り）のシーンでは、わかさぎを生で食さないようにテロップで注意を促している。

### 釣りバカ対決!わかさぎ釣り2
- 2001年3月7日・28日放送、全2夜。
- DVD第21弾『リヤカーで喜界島一周/釣りバカ対決!わかさぎ釣り2』に収録。

| 参加者   | 大泉・チームナックス音尾さん noちゃん組 vs 鈴井・安田さん onちゃん組 |
| 優勝     | 大泉・チームナックス音尾さん noちゃん組 |
| 優勝特典 | ポールタウンのHTBコーナーの床に巨大写真が貼られる |
| 点数     | - わかさぎを1匹釣る=1点 - わかさぎを1匹食べる（揚げなくても食べれば可）=2点 - 面白いことをする・面白いダジャレを言う=サービス1点 - 酒を一本飲み干す=5点 - 過度のダジャレ・相手の釣ったわかさぎを強制リバースさせる=1点減点 |

備考
- 大泉・鈴井・onちゃんに加え、onちゃんのライバルキャラクターである「noちゃん」が参加した。noちゃんの中身は大泉・安田と同じくTEAM NACS所属の音尾琢真で、「安田さん onちゃん」と同様に名前、それに加えて「チームナックス」の部分にテロップでは×印が加えられ、「チームナックス音尾さん noちゃん」表記となっている。なお、対決中は安田同様『簡易noちゃんマスク』を付けていたが、そのマスクは顔出し出来る安田の『簡易onちゃんマスク』と違い、目と口の部分だけが露出した覆面型のものだった為、本企画で音尾の素顔は正体判明前に森崎や佐藤の顔写真と一緒に出た写真以外は一切映っていない。
- 今回から「わかさぎをトリプルで釣ると1曲歌える」というルールが策定。音尾が達成し、「青い珊瑚礁」を熱唱した。
- 前回と同じく新篠津村で開催したため、村役場の職員から地酒の差し入れが行われた（「大法螺」「氣まぐれ」）。上記のルールにある通り、酒を飲み干すと5点が追加されることから、終盤には釣りそっちのけで「酒の飲み合い」に終始することとなる。勝負は大接戦だったが、大泉が終了間際に釣り上げたわかさぎを「揚げてる時間が惜しい」と生で食べ、土壇場で逆転に成功した。

### 釣りバカグランドチャンピオン大会 屋久島24時間耐久魚取り対決
- 2002年6月19日 - 7月24日放送、全4夜（最終夜の後半は「重大発表」）。
- DVD第27弾『釣りバカグランドチャンピオン大会 屋久島24時間耐久魚取り対決/一挙公開!!未公開VTR&NG集!』に収録（最終夜後半の「重大発表」は第1弾『原付ベトナム縦断1800キロ』及び第27弾の特典映像に収録）。

初代釣りバカのonちゃん（安田）、2代目釣りバカの鈴井、3代目釣りバカの大泉・noちゃん（音尾）が“一同に介したチャンピオン大会”として、屋久島の海岸・川の河口・橋上・船上で各ラウンドを開催。『どうでしょう』としては結果的にレギュラー放送最後の国内企画となった。藤村Dが後に語ったところでは、元々の企画意図は「番組終了にあたり過去の出演者を引き連れて南の島に行こうという『半分慰安旅行みたいな企画』だった」という。なお、企画名は「釣りバカ」と題されているが、釣りに関連しない魚介類も全てポイントの加算対象であり、捕獲方法も自由となる（釣り竿以外に、手掴みや網の使用も可）。
音尾はラジオ出演がブッキングされていたため、ROUND1の途中から参加。1人で現地へ移動する音尾のため、嬉野Dから「札幌駅からの切符の買い方」や「飛行機の座席などの細かい説明」を記した手紙が渡されたという。そのため、大泉以上に企画の全容を把握していなかった。
なお、新千歳空港までの車内で藤村Dの母親が（出身地である）屋久島に滞在中であることや、今回のロケ中で食事等の手配も担当していることを明かした。
| 参加者   | 大泉・音尾さん noちゃん組 vs 鈴井・安田さん onちゃん組                                                                                                |
| 優勝     | 鈴井・安田さんonちゃん組 |
| 優勝特典 | ポールタウンのHTBコーナーに釣り神様として奉られる |
| ROUND    | 1. 栗生の潮溜まりで魚取り（魚以外の水中生物なども点数に加算される） 2. 網を使った川エビ取り 3. 橋上からの河口魚狙い釣り 4. カヌーで沖へ漕ぎ出し手釣り |

## 絵ハガキの旅
「北海道212市町村カントリーサインの旅」と「サイコロの旅」を合わせたような企画で、「旅番組に欠かせない綺麗な風景（絵葉書の写真）を探し、印刷されているポイントと同じ風景を撮影する」というものである。なお、偶然ではあるがこの企画はサッカー・FIFAワールドカップの開催年（4年に1度のペース）に行われていた。このことから公式HPの「D陣のウラ話」では2006年に行うと掲載されたが、実際には行われていない。

### 日本全国絵ハガキの旅
- 1998年12月9日 - 1999年1月6日放送、全3夜。
- DVD第13弾『日本全国絵ハガキの旅/シェフ大泉 車内でクリスマス・パーティー/東北生き地獄ツアー2泊3日』に収録。

1. 群馬県沼田市・上発知のしだれ桜
2. 徳島県鳴門市・霊山寺（四国八十八箇所第1番札所）
3. 石川県金沢市・長町の武家屋敷
4. 愛媛県内子町の町並み

備考
- この企画は「香港大観光旅行」から誕生した。一行が宿泊した香港のホテルの各部屋に観光協会からの紙袋が置いてあり、その中に香港の絵葉書が100枚ほど入っていた。「この中の一枚を引いてそこへ行ったら」と笑い話になり、これがのちの「絵ハガキの旅」の元となった[20]。
- 第1夜冒頭に映る画面奥のホワイトボード上に「アフリカ」という文字があり、アフリカに関する何らかの企画を検討した形跡がある。実際にはアフリカ行きは長期間行われず、当企画から15年後の2013年に「初めてのアフリカ」でロケが実現した。
- 1回目の抽選で浜松町から東京へ向かう際に「山手線」と表示されているが実際には京浜東北線に乗車している。
- 2回目の抽選において鈴井が霊山寺を抽選したことが「四国八十八ヵ所巡拝」のきっかけとなる。霊山寺に行った際にノリで2人分の巡礼服を一式買ったが、4回目抽選でふたたび四国へ向かうことになった一行は、これまでの四国との因縁めいた関係や、オーストラリア縦断の旅の企画説明でオーストラリアと四国を比較した際にその小ささを小バカにした事などの過去のエピソードから「四国が我々を呼んでいる」と思うはめになる。更にロケ日である日曜日に飛行機で金沢から四国に上陸する事が不可能[注 41]で、四国到着までの移動が過酷となる事が判明。2度も四国を引き当てた鈴井は「(会話の中の)四国(というフレーズ)が地獄と聞こえる」と語り「このままでは今後何をやっても四国に呼び寄せられる[注 42]」として、急遽巡礼を開始。2番札所・極楽寺から八十八箇所巡りを始め、4番札所・大日寺まで巡ったところで（番組内では約3時間で全て巡ったことにして）、大日寺から距離が近い88番札所・大窪寺を巡った後に内子町に向かった。
- 四国上陸時に使用した高松西インターチェンジの字幕スーパーで、「瀬戸中央道 高松西インターチェンジ」と表示されているが、瀬戸中央自動車道は坂出インターチェンジまでであり、高松西ICは高松自動車道となるため誤りである。

### 日本全国絵ハガキの旅2
- 2002年5月1日 - 29日放送、全3夜。
- DVD第26弾『四国八十八ヵ所III/日本全国絵ハガキの旅2』に収録。

1. 茨城県潮来市・十二橋を行く娘船頭さん
2. 北海道札幌市・札幌時計台
3. 宮崎県高千穂町・刈干切り
4. 宮崎県綾町・照葉大吊橋

備考
- 前回は透明なボックスの中に全ての絵はがきを入れ、そこから1枚を選ぶ方式を取っていたが、今回は「カントリーサインの旅」と同様、絵はがきをトランプを切る要領でシャッフルした束の状態から1枚引く方法で選択した。
- 番組冒頭で行った絵ハガキのチェック中、その中の1枚に札幌時計台が入っていることが判明[注 43]。直後に行った最初の選択では「（引いても）すぐそこにあるからササっと1本終わり」と軽い気持ちでいたものの、結果は先述の通り茨城まで移動する事となる。この為、道外に出た後の2回目の抽選前には「これを引いたらその地点で旅を終了させる」ことを宣言したが、直後に鈴井が(本人曰く「(他の絵ハガキより)手触りがつるつるしていた」)時計台の絵ハガキを引き当ててしまう[注 44]。
「時計台は引いたらダメだ」と散々釘を刺されたにもかかわらず引き当ててしまったため、選択肢に入れた当人であるはずの藤村Dは「頭の中が真っ白になった」「6年目にして初めて次の展開がわからなくなってしまった」とするほど困惑し、大泉からも「（選択肢に入れると）引く人がいるんだから」と見通しの甘さへの指摘を受けてしまう。その後、大泉に「ディレクターと構成なんだからどうするか考えろ」と苦言を呈された藤村Dと鈴井は、“あくまでも中継地”という建前の上で企画を続行することを決定。「勇んで行ったどうでしょう班が日帰りは恥ずかしい」「千歳空港には戻れない」などと渋る大泉をなだめながら帰札した。「あくまでロケ中」という大泉の主張も虚しく、藤村Dは2人に帰宅を指示してHTB前で解散を宣言（=ロケの一時終了）。鈴井・大泉の両名は自宅へ一時帰宅し、D陣もHTBへ帰社した。
翌朝5時半に再びHTB前で集合したが、異常に早い帰宅をした大泉は月曜日に戻ると思っていた父親に驚かれ、その理由を説明したところ「なんとかインチキできんのか」「すべてがわからん」と呆れられたことを報告する。
- 上記のハプニングゆえに企画そのものが危機に晒された一方、札幌に戻ってきたタイミングで宮崎から新たに絵ハガキが届いており、元々の絵はがきを10枚削減した代わりにこれを行き先候補に加えた。結果的にこれが翌日以降の運命を決めることとなった。
- 3回目は宮崎県高千穂を引き当て、宮崎空港から高千穂へ向かった。レンタカーを借りる際に高千穂には4時間以上かかると言われたと大泉が話す[注 45]。
- 4回目だけは、照葉大吊橋・出羽三山シリーズ（出羽三山でホラ貝を吹く山伏が写りこんだもの）・場所不明（静岡県富士市の浮島沼から見た東海道新幹線と富士山）の3枚の中から引いた。4回目の抽選により現地宿（綾町）への1泊が叶った。この宿は原付西日本制覇、対決列島の時にも泊まっており3度目の宿泊であり、出演陣が気に入ったためである。4枚目撮影までの時間は以下に挙げる地元の風景が写った絵ハガキを無抽選で照らし合わせて撮影している。
  - 高千穂峡・真名井の滝
  - 高千穂神社
  - 日南海岸・青島
  - サンメッセ日南・モアイ像
    - なお、この時仮に出羽三山シリーズを引き当てていた場合、「サイコロの旅」シリーズや原付シリーズ同様に鈴井が『GO・I・S』とバッティングする恐れがあったため、大泉の単独ロケになることを藤村Dが示唆。結果は先述の通りとなり、この事態は回避することができた。
- なお『リターンズ』においては一部の局で未放送。

大泉さんモアイ発見
サンメッセ日南に到着後、大泉・鈴井が簡単に当該の景色を発見してしまったことから、大泉に対して藤村Dが「見つけた時のインパクトがない」という理由をでっち上げ、半強制的にやらせたもの。段取りとしては
1. 大泉と鈴井が坂を登る。
2. 大泉がモアイを見つけ道路わきのガードレールを越える。
3. 崖を走って下りるうちに足を踏み外し、モアイの方へ転がり落ちていく。

というものだった。なお、大泉が段取りを間違えたり撮影中本当に転倒してしまったため、3回撮り直された結果、大泉は胸部に擦り傷を負った。

## シェフ大泉シリーズ
「北極圏突入 〜アラスカ半島620マイル〜」で作った大泉の料理があまりにも印象的だったために企画されたもので、「車内でクリスマス・パーティー」と「夏野菜スペシャル」の2企画が放送されている。大泉本人の料理の腕（あくまでも包丁さばきなどの技術面）自体は悪くないが、下ごしらえ段階から開始する弊害で闇雲に時間を浪費する上、調理器具の不備や限られた食材での調理、「毎回のフランベ（特に意味は持たない「見せ場」のひとつ）」「独自のメニュー構成」「雑な味付け」などに見られる大泉の独創性あふれる調理方法から、とんでもない料理が振舞われることが特徴。なお、この企画を通して「大泉は料理が下手」と思われている事もあるが、曰く“大満足の出来”だった「ヨーロッパ・リベンジ」での調理など、上手く完成したものを放送上カットしているケースもある。ただし、後述の企画を含め、最初は高評価であったものはカットされず、料理の腕が向上したと思わせながらも結論として「独創的な料理をふるまわれて全員の怒りが爆発する」流れを作り上げている。
本シリーズ以外の企画でも大泉が料理を作る時があるが、その際には料理の味や調理時間に対して文句を付けると大泉が逆ギレし、怒りの矛先があらぬ方向へ向かう（大抵は藤村Dとの口論へ発展する）のが一つのパターンとなる。大泉の料理そのものやそれを食べる行為は「おみまい」と称されるほか、「夏野菜スペシャル」では大泉を“死刑執行人”と表現するなど、一種の罰ゲーム同然となっている。この他に「ピストル大泉」という二つ名も存在するが、これは「北極圏突入」で大泉が放った「ビストロ大泉」の言い間違いを聞いた他3人によって、「完成した大泉の料理も拳銃で撃たれるような衝撃的な味である」ということを理由に用いられるようになり、そのまま定着したものである。「夏野菜スペシャル」ではこの他、”炎の料理人”とも称されたが、これは各企画のいずれかのポイントでフランベを行っているためで、「夏野菜スペシャル」ではフランベ用にコアントローも持参していた。
レギュラー当時は料理の不味さが売りとなっていた「シェフ大泉」シリーズだが、不定期放送になって以降初めて「シェフ大泉」要素が登場した「北海道で家、建てます」では、20年近い月日の経過を経て大泉の料理の腕が向上した事から、異例のヒット作が連発した事で鈴井・D陣が「美味い物を食いたいわけじゃない」と不満を漏らすというレギュラー当時とは逆の事態が発生している。
なお、『ぴったんこカン・カン』や『さんま・玉緒のお年玉あんたの夢をかなえたろかスペシャル』（共にTBS）等の他番組へ大泉がゲスト出演する際に、大泉がシェフ大泉の恰好に扮して他の出演者らに料理を「おみまい」する企画が組まれることがある。

### シェフ大泉 車内でクリスマス・パーティー
- 1998年12月23日放送（「日本全国絵ハガキの旅」の合間に放送）。
- DVD第13弾『日本全国絵ハガキの旅/シェフ大泉 車内でクリスマス・パーティー/東北2泊3日生き地獄ツアー』に収録。

放送当時の企画名は「新提案! 車内でクリスマス・パーティー」。同日には本来「絵ハガキの旅」の最終夜が告知されていたが、クリスマスの特番編成で2時間繰り下がることを理由に、急遽内容を次回（2週間後の1999年1月6日）にキャリーオーバーした上で放送された。Classicやプレミアでは「絵ハガキの旅」最終夜の後に放送順が回るようになっている為、Classicでは「絵ハガキの旅」の放送順延を説明している当該シーンのモノクロ静止画を背景に説明テロップを入れた映像、プレミアでは当該トーク中に別途説明用のテロップを挿入する形で当時の事情を解説している。
本企画は「第1回どうでミー賞」の名企画部門で4位にランクインし、1夜あたりの平均得票数は1位を記録（2位は「シェフ大泉 夏野菜スペシャル」）。ただし、藤村Dは経緯から“やっつけ”で制作された本作が上位であるのが「不満」であるとしている。
“今から間に合うクリスマスの準備を紹介する”という触れ込みで、深夜から未明にかけてどうでしょう班（+安田onちゃん）・土井巧プロデューサー(以下「土井P」)・番組スタイリストの小松江里子（以下「スタイリスト小松」）がHTBの駐車場においてクリスマスパーティーを行い、その模様を収録。パーティ会場は機材車・ロケバスなどのバックドアを開いて（屋根の骨組みの代用）頭上にブルーシートを張り、モールや折り紙の鎖などを飾りつけただけのもの（調理をする大泉を除き、機材車の中に座るレイアウト）、調理台はキャンプ用のテーブル、火はカセットコンロと網を張った薪火という内容だが、これは前述の理由による繰り下げから、「（こんな時間には番組を）誰も見てない」として非常に簡素なものにされたため。
会場移動前に「星澤先生みたいなとこじゃないとやらない」と話していた大泉は、このパーティ会場について「この貧乏臭さ凄いね、これで放送するんだもん」「寒いよそらぁ。なんのこたないそりゃそうだよ、12月の外だもん」「こんなにねぇ、（天井が）低い厨房は初めて」などと感想を発する。特に最後は痔持ちで急性腰痛症（ぎっくり腰）持ちの大泉には厳しい条件なことから、「悪いけどギックリって言ったら帰るよ」と宣言するまでに至った。
提供されたのは3品。これらを出演者・土井P・スタイリスト小松らが食したが、いずれもエビチリを食べた直後にむせ返り、小松は倒れ、土井Pに至っては口に入れた直後に吐き出してしまった。これ以外にも、当時放送されていた早朝の情報番組『発信!生スタ 早起きクマさん』の出演者である金子のりとし・吉田みどり両アナウンサー（当時）や、番組のスタッフなどに“おみまい”した。
エビの塩焼き カリフォルニア風
土井Pによるオーダーで作られた、薪で塩焼きした海老にトマトやレモンなどを盛り付けたプレート料理。名称は大泉の「なんかこう（見た目が）アメリカっぽいでしょ?」という理由による。オーダー段階では「バカじゃないの?あなた」「エビチリ作るって言ってるでしょ?」と、土井Pに強い言葉を投げかけるなど否定的な態度を取っていた大泉だが、この日調理した料理の中では唯一高評価を受けた。
シェフ大泉風えびチリ
「味の調整の際、感覚で塩・紹興酒・豆板醤を大量に追加してバランスを崩す」「片栗粉を用いてとろみを付けていない」「カセットコンロが風防などを備えた屋外用ではないため、駐車場内に吹いていた強風で火が弱まってしまう」など、調理段階での不備が多々発生。また、紹興酒の追加の際には容器の内蓋が調味液に入るハプニングも発生した。
前述のように辛辣な評価を受けた上、後年「ユーコン川160キロ 〜地獄の6日間〜」にて鈴井が選出した「こんなもの食えるか!ランキング」の中で2位にランクイン（試食段階では「美味しそうですが、コクがなく、ただ後味辛い」と評価）。また、安田からは「お前高血圧で死んじゃうよ!こんなもん食ってたら」と叱責された。その後、藤村D・鈴井から「お前の作る料理はおかしい」「俺たち悪くない」、安田には「こいつの味覚がおかしい」と全方向から詰められたことが大泉の逆鱗に触れ、藤村Dに対しては「ひどいのはお前だろ!」、安田には「じゃあ作ってみろよ!お前が!」、さらに「わかりもしないで!」と吐き捨てている。
この他、調理工程の中で発生して処分予定だった「だしを取る用の海老の頭」も鈴井によって処分を免れ、安田が食したが、こちらはエビチリ本体と異なり高評価を得ている。
このエビチリを食べさせられた金子によると、エビが生煮えの状態だったと後年明かしている。
食べかけおにぎりの鶏包み
丸鶏の中におにぎりやネギを加え、薪火で焼いたもの。
おにぎり（五目飯）は調理前に「中に米を入れる」といった情報が頭にあった大泉によって選出された食材だが、鈴井らからの「後で取ってよ」の声に「出さないよ、だってこれ食えるもの入れるんだから」「だから周りは捨てるよ」と応えたことで、"丸鶏はおまけ”である意思表示が料理名の由来となった。“食べかけ”は大泉が一口食した後で挿入したことによる。放送中では吉田のみが実食したが、エビチリ同様にむせ返ってしまう。
この他にも藤村Dから生卵をそのまま入れることを提案され、言われるがままに実施。完成後に中身の確認をしたところ、一切火が通っていない生のままであった。
調理工程等のインパクトが強かったからか、2019年放送の「北海道で家、建てます」内で大泉が料理を振る舞った際に藤村Dが「インパクトがある料理」としてこのメニューを比較対象に挙げている。
その後、泥酔状態のどうでしょう班は「ちょっと横の方出してもらおうよ」「（スタジオへ）行くだけ行ってみましょうか」という程度の気持ちで『早起きクマさん』が放送されているスタジオに行き、同番組スタッフの好意で番組への飛び入り出演が実現する。DVD第13弾の特典映像によれば土井Pは事情を全く知らず、大泉と藤村Dから説明されてもなお「半信半疑だった」という。この時に大泉・鈴井がonちゃん（安田）に対して殴る蹴るの暴行を加える、大泉が金子の頭に噛み付く（風のモーションを取る）などの行為を見せたが、onちゃんへの暴行で「局のマスコットキャラクターへの扱いが酷すぎる」として、藤村Dが上層部から始末書を書かされたことを副音声で明かした。金子によるとこの時のどうでしょう班は足元もおぼつかないレベルの泥酔状態だったという。
ちなみに収録した12月8日は安田の誕生日だったが、未明のロケに付き合わされたことで、以下のような横柄な態度を見せた。
1. 「簡易onちゃん」の姿で酒を飲む。
2. 簡易onちゃんの姿でタバコを吸い、その行為を咎めた藤村Dや大泉に「大体俺だって別にやりたくてやってる訳じゃねえんだよ」「人の誕生日夜中に呼び出してよぉ」「（大泉へ）いいからエビ焼け!エビ焼け!」と逆ギレする。
3. 当時“onちゃんのガールフレンド”として登場したばかりの「okちゃん」について、藤村Dが「onちゃんに彼女が出来た」と紹介した際に自身の彼女の話をしていると勘違いする。内容を把握した後も「（okちゃんは）売れてんですか?」「へぇー、素敵じゃないの」と他人事のように言う。
4. この当時、芸能活動とアルバイトを掛け持ちしていたことを鈴井に暴露されると共に、「今もバイトやってるの（謙虚さ）が売り」と表現されたため、所属事務所の社長（当時）を務める鈴井の目前で「いや実際問題ね、この社長のとこじゃ食えないんですよ」と不満を吐く。

また、この企画で食べた食物が原因で「洒落にならない病気」にも罹患している。

### シェフ大泉 夏野菜スペシャル
- 1999年8月25日 - 9月29日放送、全4夜。
- DVD第16弾『72時間!原付東日本縦断ラリー/シェフ大泉 夏野菜スペシャル』に収録。

「夏野菜を使った料理を振舞ってほしい」と大泉を計3回呼び出し、1度目は夏野菜を栽培するため荒地の開墾を、2度目は料理を盛り付けるための皿の制作を、3度目でようやく調理を行った。開墾から調理・試食までロケ日数が通算69日という「日本一長い料理番組」（企画放映時のタイトルに使われた一文）。「第1回どうでミー賞」名企画部門のシリーズ別集計において、放送回数は4回と少ないにもかかわらず、堂々の第1位に輝いている（第2位の「対決列島」は全10回である）。
第1週・第2週 - 開墾編
- 1999年6月1日収録。「農園開墾アドバイザー」として土井Pの父・均が参加し、どうでしょう農園の農地も提供。畑の区画は雑草が生い茂った荒れ地状態だったが、おおよそ6時間ほどで苗の植え付けまで到達した。当初から全くやる気を見せていない大泉は、終始愚痴をこぼしながらの作業となった。

企画終了後も農園自体はそのまま残されており、2005年10月に行われた『どうでしょう祭』において、どうでしょう農園で栽培された野菜が販売された。
- 開墾から52日後の7月22日、「夏野菜の収穫」と銘打って農園に訪れる。しかし直前になってスタイリストの小松が「皿を忘れた」ことを告げ、“陶芸編”へ突入する。「ミヤビ工芸」へ向かう道中の車内で藤村Dの失言をきっかけとして「パイ事件」が起きた。
- この収録の合間には「72時間!原付東日本縦断ラリー」の収録を行った。

第3週 - 陶芸編

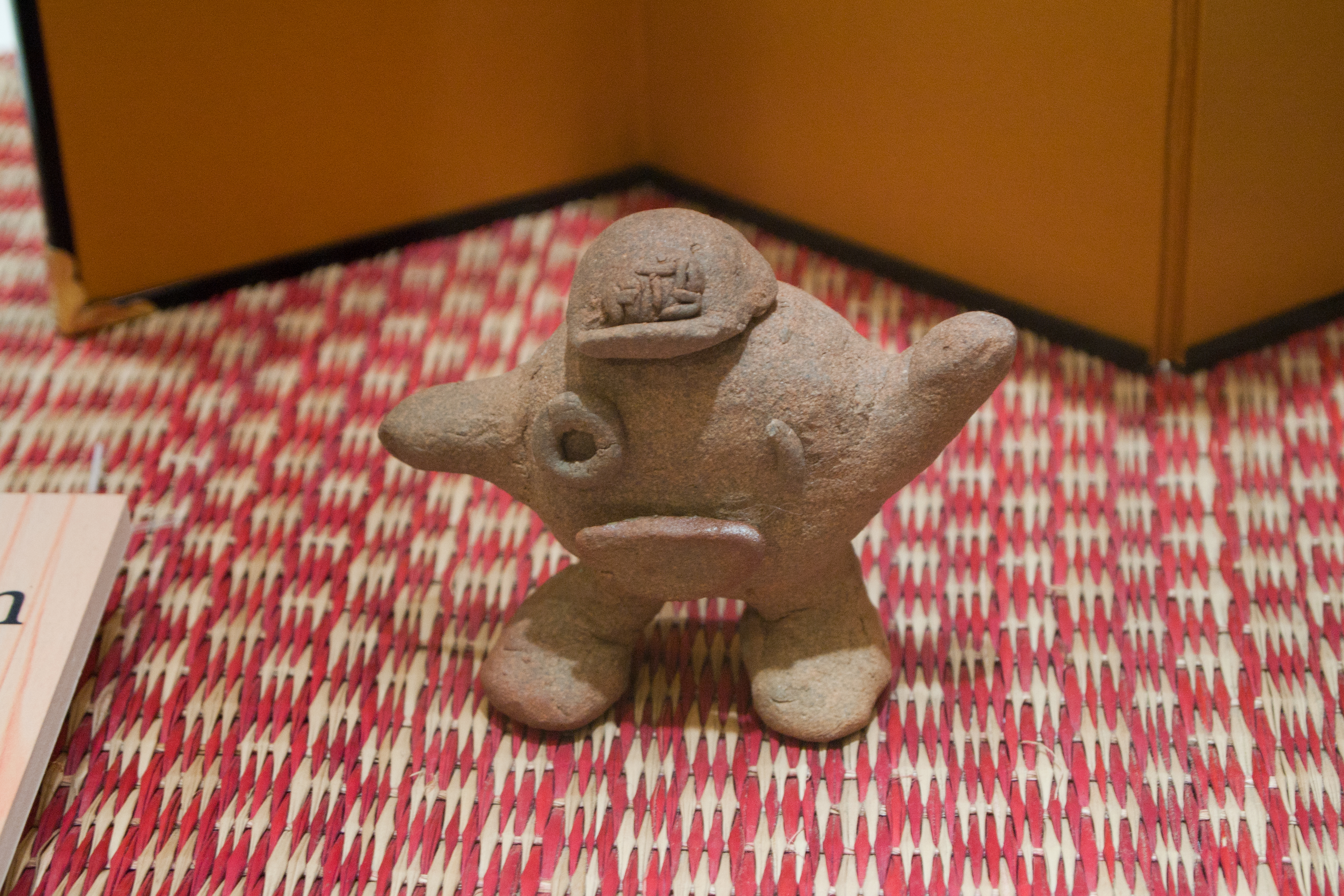
藤村D作のonちゃんの陶芸

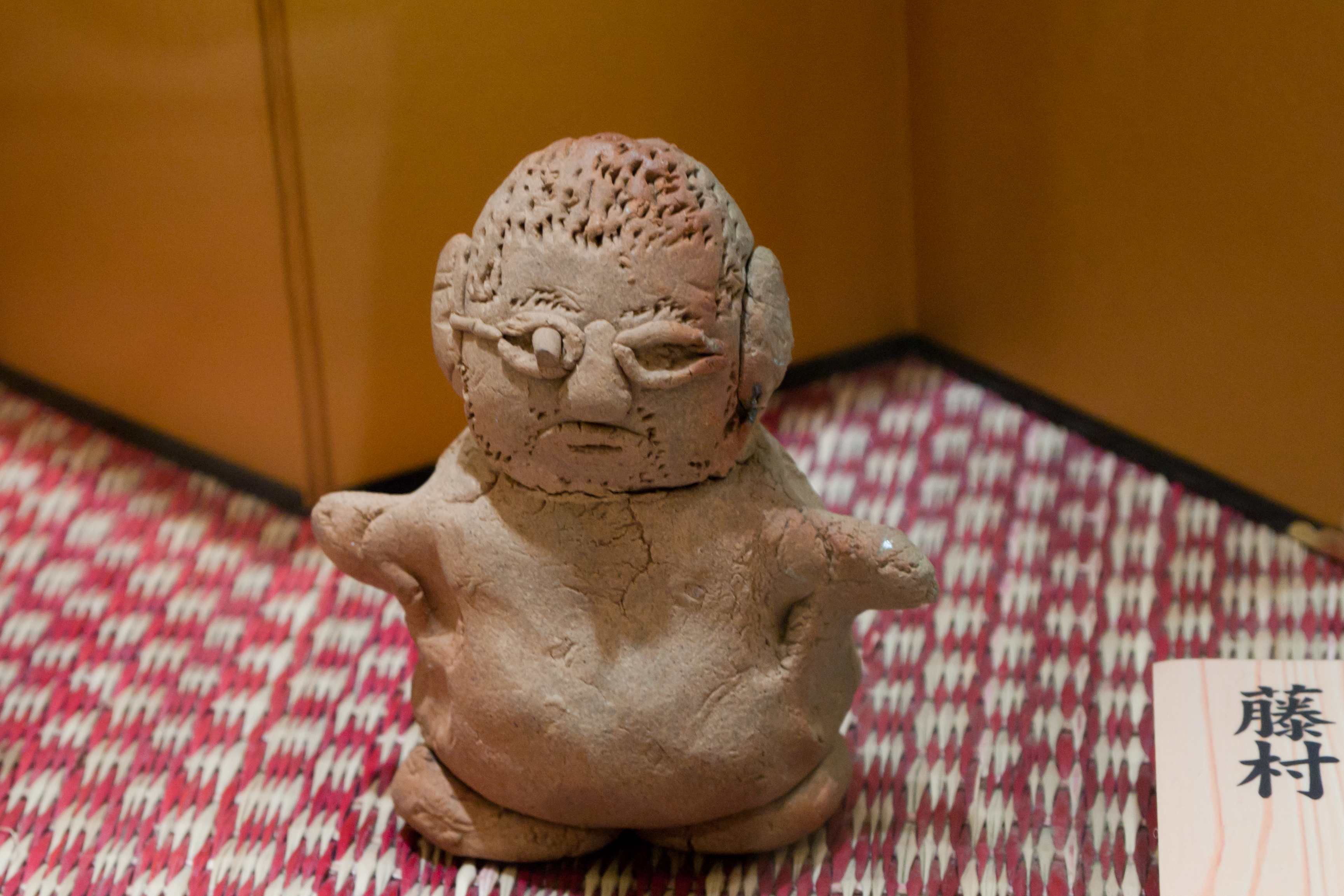
大泉作の藤村Dの陶芸

- 「半角斎一門」 - 半角斎（大泉）・胡散く斎（鈴井）・心気く斎（ミヤビ工芸の職人）・白菜（安田・「簡易onちゃん」状態）・く斎（藤村D）

ここで使われる半角斎（「はんかくさい」、漢字は当て字）は、北海道方言では「愚かな、ばかな（ただし「非常識である」という意味合いを強く含む）」という意味で使われる。これを大泉が陶芸家っぽい名前として名乗っており、同様に他のメンバー（陶芸教室の先生も含む）にも「○○くさい」という言葉になる名前を付けている。なお、本当は「心気く斎」は安田につける予定であったが、職人が先に出てきたため白菜になった。藤村Dのく斎は後述の押し問答の序盤で「そうなんだ、く斎」「くさいな」と大泉が言い放ったことから。
- 製作最中には、ロケ車内でのいざこざ（後述）を引きずっている大泉と藤村Dの間で押し問答が展開され、藤村Dからは「ここでおまえのパイ生地を練ってやろうか」「ろくろで回す」「1,200℃（の焼き窯）で焼く」、大泉からは「ここじゃなくておまえん家のオーブンで（陶芸の土を）焼く」「名古屋のおふくろをろくろで回す」などの言い合いに終止した。
- 安田は大泉曰く「無類の不器用」であることから、事前にろくろを回している最中の動きをシミュレーションしたにもかかわらず、うまく回すことができずにろくろと一緒に自分が回ってしまった。

第4週 - 試食編（収穫・料理）
- 8月8日、料理本番を迎え、完成した皿の披露と野菜の収穫を敢行。皿の披露に際しては、「アメリカ合衆国横断」の時に「全日本空輸 (ANA) から貰った[注 58]」2万円相当の備前焼の皿と比較も行われているが、大泉の焼いた「世紀末大革命恋愛大皿」の方が好評を受けることとなった。

同日は日曜日だったことから、onちゃんの着ぐるみが「石狩浜の営業で持っていかれ」てしまい、安田は“簡易onちゃん”と黄色の全身タイツのセットアップで登場。藤村D・大泉からの「実際は中でどんな動きをしているのか見せて欲しい」というリクエストを受け、初めて着ぐるみの中での動きが披露されることになった。
- 調理・試食は札幌市内にある光塩学園調理製菓専門学校で行われ、学園の講師1名（当時、調理実習担当）も同席。「車内でクリスマスパーティー」の中では「星澤先生みたいな所」を所望した大泉であったが、今回は晴れて念願が叶う形となった。
- 提供されたのは4品とデザート。
ピーマンの肉詰め 夏野菜添え
農園で収穫されたピーマンに挽肉を詰めた単純な品。オーブンでの焼成時間が長く焦げ気味になり、全体的な固い仕上がりから不評を浴びてしまう。対して熟する前のトマト・生育しきっていない小ぶりなニンジンが横に添えられたが、こちらに向け「調理していないものが一番おいしい」と好評を得る本末転倒な結果に終わった。
夏野菜と鯛のシンフォニー
塩焼きの鯛へ茹でジャガイモ・焼きホタテ・牛乳をミキサーしたソースをかけたもの。単体でも料理として成り立つ食材をミキサーする工程には、藤村Dなどから不満の声が挙がったものの、鈴井は「中途半端においしい」、安田からも「このソースおいしいです」とまずまずの評価が出る。焼きホタテはコアントローを用いたフランベも行われた。
夏野菜と鯛のパスタ
夏野菜・鯛・農園の唐辛子が入れられたオイル系パスタ。「北極圏突入」でのパスタと同様、試食段階で既に辛さを指摘されていた青唐辛子を大量に投入し、辛味が全面に出てしまう。
夏野菜の料理 びっくりカルツォーネ風
未熟のトマトや研いだ後の生米を丸のままの鯛に挿入した後、パイ生地で包んでオーブンで焼いたもの。鯛が好評だった一方、炊き上がらず芯の残っていた米・大泉本人も「これはまずい」と発したトマトが評価の足を引っ張った。
かぼちゃとスイカの藤村/onちゃん
農園で栽培されたスイカ・皮むきしたカボチャを“切っただけ”のデザート。題名は陶芸の空き時間に製作された藤村D（大泉作）とonちゃん（藤村D作）の粘土細工がプレート上に添えられたためで、鈴井には藤村D、安田にはonちゃんが割り当てられた。「ピーマンの肉詰め」の野菜同様、未調理ながら「甘くておいしい」との評価が下る。

これら料理のクオリティが低い上、全行程で約6時間を要した事などで大泉以外の3人から不満が噴出。藤村Dによって「鈴井は人と会う予定があったが、調理が長引いたためにキャンセルした」「自分は3時から娘とプールに行く予定だったのが台無しになった」と文句を浴びせたところ、大泉が激怒。藤村Dへは「娘連れて来ればよかったんだ、プールなんか行かせねぇで」、鈴井には「鯛を持って帰れ、半身が余ってるんだ」と強要するなど憤慨を見せる。また、「俺がメシを作るつったら多少の時間掛かること分かってんだろ?」と計画の甘さを指摘した上で「昼飯も晩飯も全部俺が面倒見てやってんだよ」と啖呵を切った。特に意見を発していない安田には、“簡易onちゃん”の服装へ「おい、黄色いの」と八つ当たり。不満を持っていない旨を大泉に伝えたところ「じゃあなんでそんなに黄色いんだよ」と返され企画が終了した。
大泉は“調理時間が掛かった理由”として、DVDの副音声で「下ごしらえの工程から開始したこと」「料理のメニューが完全にノープランだったこと」「鯛のさばき方を知らなかったこと」などを挙げており、企画内でも大泉が調理に戸惑い右往左往する姿などが見受けられる。他にも学園の講師が「我々なら10分（で済ませる）」と語る作業工程に1時間ほど掛けるなど、腕の未熟さも露呈された。
パイ事件
大泉は3回に渡るロケのいずれにも、知り合いであるイタリア料理店（後に閉店）の店長に作ってもらったパイ生地を持参したが、開墾編・陶芸編では調理が行われなかったためにパイ生地を腐らせることになる。これもあって、第2週では皿を焼くことが説明された際にその場で機嫌を損ねてしまい、クールダウン後に陶芸工房へ車で移動したが、車中で大泉が騙しに狼狽している中で藤村Dは、「（1ヶ月で収穫まで到達できないことが）普通の人は分かるんだよね」「『パイ生地練ってもらう』なんて、こっちは一言も頼んでない」「店長にも確かに悪いけど、でも（腐らせた件で）悪いのはキミだろ?」と責め続けてしまう。これを受け、大泉は「君は番組のために、生地を作った俺がバカだと言うんだ。（中略）生地を練った俺はバカか!?」「（藤村Dに空のペットボトルを投げつけ）もう辞めてやるぞ、『どうでしょう』!」などと激怒。怒りを一通りぶちまけたのちに、報復手段として"編集工程を面倒にする”目的で嬉野Dにカメラを回すよう脅し、藤村Dの家族（妻子と実母）をターゲットに「家に出向いてパイ生地をおみまいする」と宣言。この時に残した「おい、パイ食わねぇか」の一言が「第1回どうでミー賞」名ゼリフ部門で第1位を獲得した。
なお、2013年に行われた「どうでしょう祭2013」の「シェフ大泉VS板長鈴井 料理対決」で、パイ生地を製作した料理店の店長が登場し、巨大なパイ生地を大泉に提供した。同イベントのトークショーにおいては、ロケ当時に大泉に渡したのが「パイ生地」ではなく「ピザ生地」だったことを明かし、14年越しに事実が判明する形となった。
ちなみにこの一連の流れについて、藤村Dは編集作業の際に「本当に怒ってるのが視聴者に分からないよう」短く編集したことを副音声で明かし、DVD版では「12年（当時）経ったら笑い話になるから」として当該のシーンが長めに編集されたほか、本編に未収の部分も特典映像として公開されている。一方で鈴井は、この時車内が険悪なムードだったにも拘わらず、立腹中の大泉に（番組を盛り上げるためとはいえ）藤村Dが辛辣な言葉を煽るように掛け続けたことへ、後の総集編で「残りのメンバーは内心冷や冷やだった」と述懐した。

## 東北2泊3日生き地獄ツアー
- 1999年1月27日・2月3日放送、全2夜。
- DVD第13弾『日本全国絵ハガキの旅/シェフ大泉 車内でクリスマス・パーティー/東北2泊3日生き地獄ツアー』に収録。

「桜前線捕獲大作戦」でどうでしょう班が訪れた土地を『どうでしょう』ファンが巡るバスツアー「東北2泊3日 生き地獄体験ツアー」に、鈴井・大泉が「ツアーに帯同するとパニックが起こるため、それを避ける意味でバレないように（という建前で）扮装をして付いていく」という企画。DVDの収録に関しては、当時ツアーに参加したファン全てに連絡を取るのはかなり難しく、公式サイト上にてモザイク処理をしない旨がアナウンスされている。
扮装用の衣装は全てスタイリスト小松が担当しており、企画にも同行している（DVD13弾では厳美渓から前沢ガーデンへ移動する途中、見切れの形で姿を確認できる）。企画中に登場していないものの、繋温泉ホテルでの一件にて安田が同行している事が言及され、一瞬ではあるが大泉の部屋へ藤村Dが乱入する際に安田の姿を確認することが出来る（後述）。
当企画ではマイク設定のミスから音声が割れており、第1夜の前枠で鈴井が断りとお詫びを入れた。この一件以降は事故の再発を防ぐためにマイクスイッチをガムテープで固定している。
経路
- 仙台港

ツアー参加者を乗せたフェリーを出迎えるため、大泉が伊達政宗、鈴井が木（松）に扮する。
しっかりと甲冑一式などが用意された大泉の扮装に対し、鈴井は「茶色の全身タイツと長靴」「3枚の板で表現された枝ぶり」など、非常に雑な作りであった。当然のことながら、フェリーを下船した参加者からは即座に大泉と鈴井であることに気付かれ、各々が2人に対し声援を送っていた。
- 厳美渓

同地の茶屋「郭公屋」の女性店員に扮し、参加者にロープとザルを介して郭公だんごを提供する役割。スタイリスト小松は細かい用意をほとんどしておらず、大泉が着用したサングラスなど装飾品は全て現地調達（茶屋の女性店員の私物を借用）された。
渓谷が間を隔てていることから「距離があって気付かれない」と踏んでいたどうでしょう班であったが、大泉が咄嗟に「あいよ!」と掛け声を発して一部に正体を見破られたほか、参加者が合図の板を鳴らす際に連打をしたことから「そんな叩くな!!」と叫び、ここでも気付かれてしまう。最終的には出演者ではない藤村Dにまで、参加者から「藤やーん」と声援が送られる結果となった。
- 前沢ガーデン

同地の名物である前沢牛にちなみ牛に扮装する。2名1組となって行うため大泉が前足を、鈴井が後足を担当。
参加者の前に現れた途端にパニック状態と化し、周りを取り囲まれたために大泉・鈴井は必死に抵抗を見せるが、着ぐるみは引き剥がされて頭上に吊るし上げられた。
- 鬼の茶屋（鬼の館）付近

2名ともが鬼に扮し、目的地付近の田んぼでバスの車窓から出迎える算段。
だが、強い風雪が起こるなどで気候が荒かったほか、一部バスは参加者が就寝していたためにバスのカーテンが閉められており、ごく少数にしか気付かれなかった。
- 繋温泉ホテル

ツアー2日目の朝食会場において、大泉が会場内の花瓶に扮する。
スタンバイ位置が会場の隅だった関係で、開始からしばらくは気付かれることがなく経過したものの、途中から少しづつ注目する人間が増えていく。最終的に再び参加者から取り囲まれる事態を迎えた大泉は、パニックを避けるため会場からダッシュで逃げ出した。
「一生どうでしょうします」
2日目の扮装準備で午前5時に起床するために早めの就寝を取る予定の大泉は、午前0時ごろまで続いたトークショー（とそれに伴う打ち上げ）の終了後、すぐ就寝体勢に入った。だが、“泥酔状態の藤村Dが「腹を割って話そう」と部屋に乱入して、大泉を就寝させない”という事案が発生し、ツアー側の帯同人員として同室にいた安田も巻き込まれてしまう。
大泉は、前述の鬼の茶屋付近での扮装が原因で「風邪をひいて具合が悪い」と体調不良を訴えたり、「何も話すことはない」と主張し手打ちに持っていく画策をしたりと、必死に就寝時間の確保を目指していたが、対する藤村Dは「（大泉は）番組に対し不満がある」という持論を曲げずにいた。この押し問答に大泉が耐えかね、0時50分頃には藤村Dと同室の嬉野Dへ連れ帰りを要請するも、「ああそうか分かった分かった。じゃあカメラ回そう」と自身の判断で撮影を開始させ、以降もカメラの前で同じやり取りが展開されるなど、失敗に終わる。その後も「（5時に起きるという割には）アラームセットしてないもん」「部屋の鍵間違えちった」などとたびたび叩き起こしたうえ、後半には「文句があるなら（上層スタッフに）直接話せばいい」と、番組のブレーンである鈴井や同行した土井Pも藤村Dに起こされ、鈴井に至っては大泉・藤村Dらとで執り行われたババ抜きへ強制参加させられた。
しかし、ここまで上記の顛末への異議を主張していた大泉が、逆に土井Pから「オレもいるんだから、この際不満全部言おうよ」と問いただされる事態に発展。更に長引くことを懸念した大泉は「何の不満もありません」「迷いが消えました」と訴え、“番組に不満がない”ことを示すために「僕は一生どうでしょうします」と発言した。午前3時に藤村Dを退室させた大泉はようやく就寝するが、予定通り翌朝5時に起床。扮装の準備をする中で藤村Dから「よく眠れましたか?」と聞かれ、「殴るよ?キミ」「『よく眠れたか』って言われたらそら眠れたよ、2時間ぐっすり寝たよ」と低いテンションで返答した。
ミスターのどっきりエレベーター
大泉の扮装後、鈴井も繋温泉ホテル内のエレベーター前の踊り場で花瓶に扮装し、エレベーターから出てきた客を驚かせるというどっきりを敢行した。しかし大半の客は反応が薄く、驚くどころか逆に「ミスター頑張って」と慰められるなど、予想を反する展開となる。このため、藤村Dがどっきりを途中で止めようとしたが、鈴井が「いや!まだやりますッ」と自ら進んで続行の意志を伝えたため、その後も5〜6回ほど続けられた。ドッキリの後、楽屋に戻った鈴井はメイクを落としながら「素顔に戻りたくない」「このまま（黒塗り）でいいかな……、もう鈴井貴之として生きるのが嫌だ」などと発言。すっかり憔悴しきっていた。
この場面は本編で放送されていないが、2002年6月5日放送の「未公開VTR&NG集」やDVD第13弾の特典映像で公開された。いずれにおいても藤村Dが乱入したと思われるシーン以降は放送されていない。

## 試験に出るどうでしょうシリーズ
地理歴史の入試問題を実際に現地で実習し、大泉が語呂合わせや寸劇を作って覚える「アカデミックな企画」。『どうでしょう』的な企画に見えるが、教科書や資料などでは見られない実際の風景やしくみなどがよくわかるように構成されている。第1回目は「クイズ! 試験にでるどうでしょう」として、司会に安田・鈴井、回答者に大泉というクイズ番組形式で行われ、第2・3回は予備校「どうでしょうゼミナール」の直前集中講義という設定で行われた。そのため、通常は各企画毎の通し番号は「第○夜」と表記されるが、この試験に出るどうでしょうの第2回と第3回に限り「○時限目」いう表記になっている。なお、このシリーズでの罰ゲームはすべて「四国八十八ヶ所の完全巡拝」となる。
また、2020年12月11日・18日に放映された「アナザースカイII」に大泉が出演した際、およそ20年ぶりにどうでしょうゼミナール校長に扮して登場した。

### クイズ!試験に出るどうでしょう

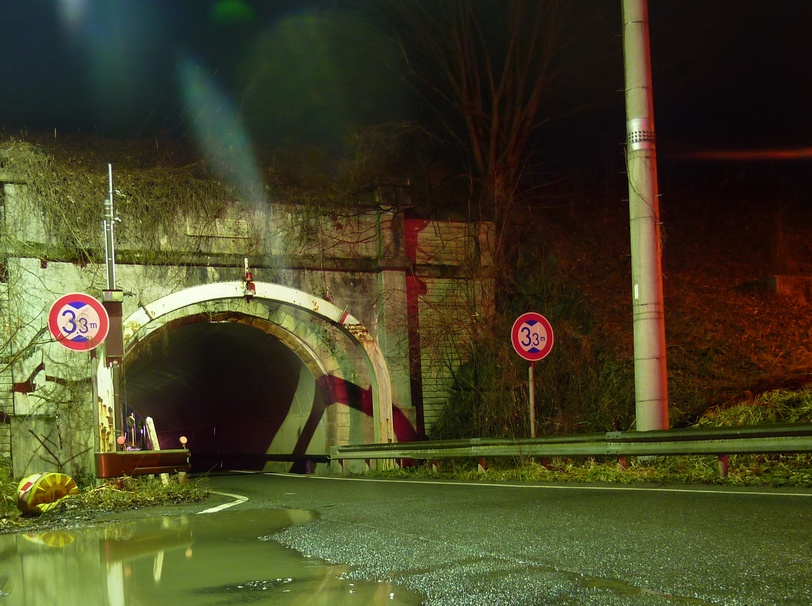
最初のフィールドワークの地・百瀬川隧道（滋賀県道287号小荒路牧野沢線）。
2022年に工事によって撤去され、現存しない。

- 1999年2月10日 - 3月3日放送、全4夜。
- DVD第14弾『クイズ!試験に出るどうでしょう/四国八十八ヵ所/釣りバカ対決 氷上わかさぎ釣り対決』に収録。

「中学入試」、「高校入試」、「大学入試」の3カテゴリから出題。大泉が答える問題を決めることができ、問題に正解すれば、難易度に応じ得点を獲得（中学は10点、20点、30点、40点、50点。高校は70点、80点、90点、100点。大学は150点、300点）。問題は地理科目だが、大泉へのチャンスタイムとして日本史問題も入っている。チャンスタイムの問題に正解すれば、得点が2倍となる。
大泉が答えを間違えた場合は、フィールドワークと称して大泉を「拉致」して現地で学習。大泉と鈴井が現地でフィールドワークを行っている間、安田は大泉がクイズで200点獲得まで帰れず、HTBの第1スタジオ内に「監禁」されながら問題を出題する。大泉が48時間以内に200点を達成できなければ、四国八十八ヵ所巡礼の罰ゲームとなる（大泉とD陣のみ参加）。結果的に大泉は「中学入試」の問題以外を全て答えられなかったため、仮に「中学入試」の問題が全て回答出来ていたとしても同じ結末であった。
本企画も後年問題になった「拉致」が該当する場面がある為、2週目以降の『Classic』からは放送リストから外されている。
行程
HTB→滋賀県マキノ町〜今津町（共に現：高島市）→（岐阜県関ケ原町）→（静岡県焼津市）→静岡県榛原町（現：牧之原市）→山口県秋芳町（現：美祢市）→鹿児島県隼人町（現：霧島市）→福岡市東区（時間切れ）
備考
- 鹿児島から福岡に移動する際、深夜バス（桜島号）に乗車している。

### 試験に出るどうでしょう 石川県・富山県

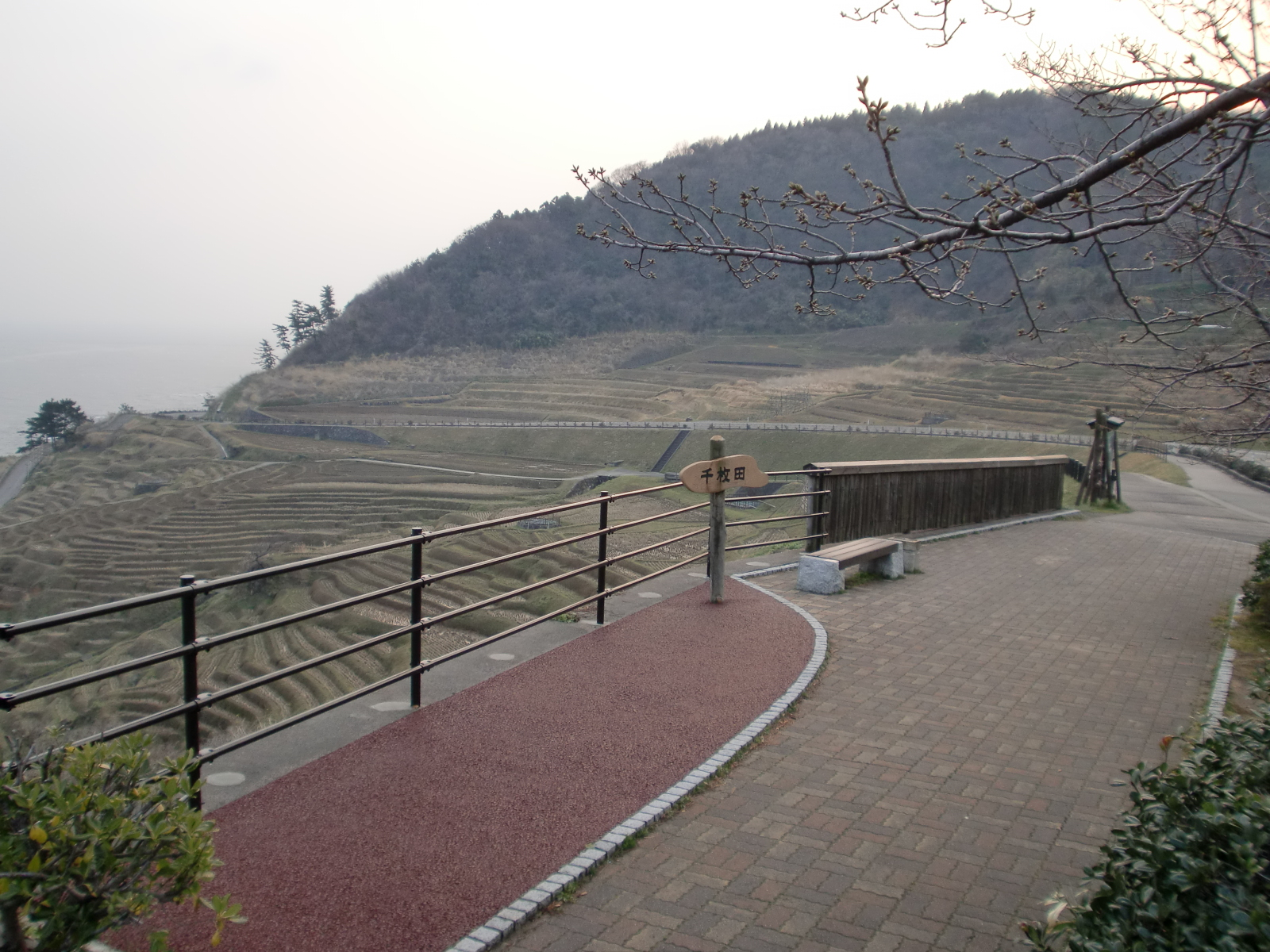
白米千枚田（看板横のベンチでスケッチが行われた）

- 2000年3月1日 - 4月5日放送、全4夜。
- DVD第19弾『試験に出るどうでしょう 石川県・富山県/四国八十八ヵ所II』に収録。

大泉が校長、鈴井が講師となり、当初番組内の司会役だった安田が生徒として試験を受けることとなった。試験範囲が石川と富山になった理由は「“ヤマ”を張った」ため。実際には富山・石川だけではなく、立ち寄った宿に因んだもの（畳の原料であるい草の生産地や、料理に出てきた牡蠣で行なわれる養殖と栽培漁業の違いなど）も出題範囲とされた。
3日間の「集中攻撃」の後、月曜日早朝に実力テストを実施。実力テストで、安田が10問中1問でも間違えた時点で即、大泉は全責任を負い、四国行きとなる。結果、安田は7問目で間違えてしまい、大泉は2度目の四国巡礼となる。試験が終了した後、大泉とD陣の四国行きが決定となった帰りの飛行機で、安田は悔し涙を流した。
行程
石川県内灘町〜羽咋市→一泊目（七尾市・和倉温泉「多田屋」）→輪島市→富山県魚津市→砺波市→平村（現：南砺市）→二泊目・石川県片山津温泉（加賀市）で試験を行う。

### 試験に出るどうでしょう 日本史
- 2002年1月30日 - 3月6日放送、全6夜。
- DVD第25弾『5周年記念特別企画 札幌〜博多 3夜連続深夜バスだけの旅/試験に出るどうでしょう 日本史』に収録。

今回は安田だけでなく、鈴井も何も知らされない状態で生徒として参加。D陣は大泉に対し事前に大量の参考書やマンガを渡し（大泉曰く「受験生かというくらいの量(を渡された)」）、3人で企画を進めていった。大泉が「高校地理歴史」の教員免許を取得していること、また本人が「歴史が得意」という意見を採用し、日本史がテーマ。主な題材は「織田信長」で他に先土器文化から弥生時代までの遺跡が試験範囲に含まれた。
「3日間の校長・大泉による講義」「終了後にテストを実施」の流れは前回同様だが、大泉・藤村D・嬉野Dの3名で行っていた四国巡礼について、今回から「不合格の場合生徒（鈴井・安田）も巡礼」と変更されている。テストは全10問だったが、結果は安田が4問目、鈴井が9問目で不正解となり、大泉と共に3度目の四国巡礼が決定した。
行程
愛知県清洲町（現：清須市）→名古屋市熱田区→愛知県豊明市→滋賀県湖北町（現：長浜市）→滋賀県浅井町（現：長浜市）→愛知県鳳来町（現：新城市）→京都市中京区→兵庫県有馬温泉（神戸市北区）で試験を行う。
- 第2夜に出てくるテロップ「禅照寺」は北海道にある寺院であり間違い。正しくは善照寺、史実では一般に善照寺砦と言われ善照寺とは全くの別物である。また今川義元を討ったのは服部一忠（通称：小平太）と解説されているが、「一番槍をつけた者」であり実際は返り討ちにされ、その後毛利良勝が討ったとする説が有力。
- 第4問では「家康と連合軍を組んで武田信玄と対決」の部分が誤りであり、説明で「×家康と連合軍→○家康単独」とテロップに出ているが、正確には信長本隊ではないものの佐久間右衛門尉（佐久間信盛）ら三千から二万の兵を織田信長は派遣している（三千とする説が有力だが資料によって差異が見られる）。よって強ち「×」とも言えなくはない。詳しくは「三方ヶ原の戦い」を参照。
- 第2夜他では「岩宿遺跡」を大泉は「いわしゅく」と呼んでいるが「いわじゅく」が正しい。また第3夜他では「浅井氏」を「あさい」と藤村らが呼んでいるが正しくは「あざい」である。それぞれ「岩宿遺跡」「浅井氏」を参照。
- 第5夜の国風文化で和泉式部日記が作者不詳となっているが和泉式部とするのが定説である[24]。

## 四国八十八ヵ所シリーズ
前述の企画「試験に出るどうでしょうシリーズ」における“合格点に達しなかった罰ゲーム”で、通常は10日以上を要する四国八十八箇所巡礼を大泉・D陣が4、5日という弾丸スケジュールで敢行する企画である。「番組を見ている受験生の合格を祈願して八十八箇所を回る」ことを主題に上げているものの、実際の受験シーズンに放送されたことは一度も無い。
一般的な遍路とは異なり、時間にリミットが設定されていることと、それに伴って1つの霊場に掛ける時間が総じて短いこともあって、参拝や納経などは行わない（一部の霊場は、予告編やオープニング映像などで参拝しているシーンが映る場合がある）。そのため、各霊場の門前で写真を撮ることを「巡礼」したと見做し、巡拝した寺によっては、大泉がコミカルな口調と特徴的な動きで寺紹介をする「珠玉の寺紹介シリーズ」が行われている。
計3回の中で八十八箇所全てを一度で回りきった事はない（交通機関の都合も含む）。3回のうちいずれかのロケでしか巡拝していない寺（21番・太龍寺や60番・横峰寺、66番・雲辺寺など）もあるが、通算では全て制覇した。企画の苛酷さは別企画の罰ゲームとしても度々挙がるほどであり、各回で何かしらのアクシデント・怪現象といったトラブルが発生している。

### 四国八十八ヵ所
- 1999年3月10日 - 31日放送、全2夜。
- DVD第14弾『クイズ! 試験に出るどうでしょう/四国八十八ヵ所/釣りバカ対決 氷上わかさぎ釣り対決』に収録。

放送時のタイトルは「四国八十八ヵ所完全巡拝」。わずか3泊4日（74時間）という短時間での完全巡拝を敢行するとし、ロープウェイに乗れなかった21番・太龍寺(看板で済ます)、冬季通行止めの60番・横峰寺と20番・鶴林寺(通行止めで済ます)などを除きほぼ全部を巡拝した。このロケ中に大泉は体調を崩し、その後半年の間体調不良を抱えていたという（『試験に出る石川県・富山県』第1夜、『四国八十八ヵ所II』第1夜前枠および本編にてそれぞれ大泉本人が発言）。移動の際使用したレンタカーはトヨタ・イプサム。
『試験に出るどうでしょう』のロケが終了した直後からロケ開始。12番焼山寺の巡拝後、大泉の最愛の祖父が亡くなったという電話があった。大泉の母親から「仕事はそのまま続けなさい」という連絡があったが、一家の家族仲を知る両ディレクターの判断でロケを一時中断し、札幌に帰らせた。この1週間後に、ロケを一時中断した時間帯からロケを再開している。
備考
- 後に藤村DはHP内「番組スタッフからのメッセージ」で『実はある企画で、私は「自分の信念を曲げてしまった」ことがある。それは自分の中では、「ひとつの大きな決心」だった。』と書いており、北海道新聞に連載されたコラムの中でも「ロケを一度中断し、1週間後に同じ衣装・同じような部屋を作り何事もなかったようにロケを再開し、視聴者に嘘をついた」と語っている。ただしコラムでは具体的な企画名は明かされず「この事は（何の企画であるかは）一生言わない」と書かれていたが、当の大泉が「どうでしょう本第2号」の自身の連載小説の中で事実を明かし、その後DVD版の副音声で事の詳細が明かされた。（大泉洋#家族・親戚・交友関係も参照。）
- ロケの中断を裏付けるかのように、この企画には（ほかの企画では大抵出てくる）「○年○月○日」などの撮影日に関するテロップが一切出ていない。ただし、第一番札所霊山寺は大泉の発言で1月18日撮影であること、藤村Dの発言により最終日が木曜日（以上の文章に基づいた場合1月28日）であることは明らかになっている。
- ロケ最終日の4日目には、寝起きの大泉が「気管支炎」になったことを明かした。後の「四国八十八ヵ所III」では藤村Dに対し「君の選ぶホテルは空調がおかしい」と不満をぶつけている。
- 愛媛県にある45番・岩屋寺は高地にあること、気温の低さ等その道程の厳しさから八十八ヵ所の中でも屈指の難所。ここで「大泉が悟りを開く」が、その後、大泉がD陣のパンを食べたことをきっかけに醜い言い争いをする（「岩屋寺騒動」）。この「岩屋寺騒動」は後の2回でも「藤村Dのパンを大泉が盗み食い」、「運転中の大泉に藤村Dがみかんを無理矢理食べさせる」という形で発生している。

### 四国八十八ヵ所II
- 2000年4月12日 - 5月3日放送、全4夜（最終夜の後半は「原付西日本制覇」の前フリ企画「春を満喫 グルメといで湯 ぶらり京都の旅」。『プレミア』においては再編集により、当企画のみで全4夜が構成された。また､第1夜と最終夜(前枠のみ)以外の週の前枠・後枠は放送を見送られた｡）
- DVD第19弾『試験に出るどうでしょう 石川県・富山県/四国八十八ヵ所II』に収録。
- 最終夜後半の「春を満喫 グルメといで湯 ぶらり京都の旅」および後枠は、DVD第20弾『原付西日本制覇/今世紀最後の水曜どうでしょう』に収録。

前回のスケジュールが過密だったことを受け、行程が1日増の4泊5日となった。この回のみ巡礼が春先に行われており、再度ロープウェイの乗車を逃した66番・雲辺寺、うどん屋へ立ち寄った影響で飛行機の時間が迫りパスをした88番・大窪寺を除いて巡拝を行った。使用したレンタカーはトヨタ・プリウス。
5日目の午前8時半時点で、前年の経験から高松市街は通勤ラッシュにより渋滞が起こる事を知っていたため、84 - 88番にかけては大外回りのルートに変更し行く順番を変えた。83番から87番→86番→84番→85番→88番と巡拝し、昼12時50分に高松空港から出る札幌便に乗ることを目指した（実際は渋滞や踏切にも引っかかりルート変更は失敗）。また、「この旅最大の楽しみ」として85番八栗寺の麓にあるうどん屋「山田屋 のざるぶっかけうどんを食べる」という目的があった。実は前年も同じ物を食べており、山田屋の10時開店と同時に入店し88番まで回って飛行機に間に合った経験があった。しかし、八栗寺に到着したのは午前10時で、20分おきに出るケーブルカーに乗らないと行けない。そのため10時10分ではなく10時30分のケーブルカーに乗るために先に山田屋へ行きうどんを食べることを選んだが、結果として88番大窪寺には行けず標識の前で撮影するにとどまった。
備考
- 前回のロケで大泉が体調不良に陥った反省を踏まえ、今回はD陣が「魔除け」の数珠を大泉に向け購入していたが、38番・金剛福寺の前後で紛失。道中に立ち寄ったうどん店「いろりや」で食事した際に外し、その際に忘れてきてしまったためで、後に視聴者が「いろりや」へ来店した際に残されていた数珠を預かり、HTBへ届けたことでどうでしょう班の元へ戻ってきた[26]。また、大泉は『おにぎりあたためますか』の中でもいろりやを再訪している。
- 46番・浄瑠璃寺への行程では、藤村Dの提案でショートカットを敢行。そのルート選択に伴って通過した山道で左後輪が脱輪し、衝撃でパンクするアクシデントに見舞われる。車載してあったスペアタイヤに交換し難は逃れたものの、この作業でのロスから実質的なショートカットの効果が得られたか分からない中、提案した藤村Dのみ「大成功」だったことを殊更アピールした。
- 第1夜前枠では、この企画でどうでしょう班が四国に滞在している間、鈴井はハワイで「家族サービス」に勤しんでいたことを打ち明けた。そのため、後述のような現象に見舞われた大泉から「絶対罰当たるからな」と恨み節をぶつけられている。

ロケ中に発生した怪奇現象
撮影時にアクシデントが発生するのも1つの特徴となっているこの番組で、“インパクトのあるアクシデント”が多発した回の一つに挙げられる。それを象徴するものとして、ロケ4日目の深夜に巡拝した79番・天皇寺高照院で「ビデオカメラが異常な音を発して停止し、撮影したはずの映像が記録されなかった」という現象が起きた（境内で撮影した写真は存在し、放送もされている）。車内でのカメラテスト後に再び撮影を開始したが、帰札後のチェックで「映像がデジタルノイズで大きく乱れ、音声もほとんど録音されていない」ことが判明。さらに撮影用のバッテリーライトが消え（これは単なるバッテリー切れによるもの）、車のエアコンが故障する（設定温度よりも冷たい風しか出ない）事態も立て続けに発生し、その事件を元にドラマ『四国R-14』が制作、同年の秋に放送された。
その後、「原付西日本制覇」のロケ中の湯布院温泉の宿で、嬉野Dから天皇寺高照院で起こったことの“真実”が藤村Dに伝えられた。それは、最初にカメラが異常停止した時、「撮影したはずの映像が記録されていなかった」としていたが、それは嬉野Dの嘘であり、実際には映像が記録されていたということだった。しかし嬉野Dは、一度車内に戻って確認をした際にその映像を見て、「誰にも見せちゃいけない」と感じてすぐに消去（撮影部分を上書き）してしまった（詳細は 「番組スタッフからのメッセージ」 を参照）。
なお、映像の内容は当初大泉や視聴者には伝えられていなかったが、代わりに安田が「対決列島」のロケ中に詳細を聞き、後にトークショーで大泉に伝えられた。それによると、問題の映像の中で、大泉の足から先が消えていたという。その後、DVD第19弾『四国八十八ヵ所II』第1夜の副音声において、嬉野Dから、本当は映像が記録されていたが確認したところ、大泉の映っている映像全体が「カメラのモニターの一番下から、毛糸で編んだセーターをほどいていくように、映像の走査線が一本ずつ無くなっていって、最終的に全部消えた」という真相が語られ、第4夜の副音声において大泉本人にも明かされた。
天皇寺高照院の事件以外にも、
- ロケ初日の夜に巡拝した14番・常楽寺では正体不明の物音や足音、謎の声が発生。
- ロケ4日目の夜に巡拝した71番・弥谷寺では大泉の背中を何かが触った（大泉の後ろを歩いていた藤村Dは「やってない」と否定している。大泉は「これ以上一歩も動かない」と宣言したため、藤村Dは「自分が触った」という事にして巡拝を続行した）ほか、正体不明の物音が発生した

など、怪現象が多発している。特に弥谷寺の一件では、大泉はもとより真相を知る藤村Dが恐怖の余り走り出してしまう事態になった。また、ロケ4日目はこれらの怪奇現象や事件、車の脱輪・タイヤのパンクなどのトラブルが多発したため、「悪夢の一日」と称されている（第2夜の字幕より）。しかしながら、DVDの副音声において藤村Dが、弥谷寺で大泉に「ぼく、触りました」と一連の流れは演出であったことを告白している。それを裏付けるように、テレビ放送では「間もなく怪現象発生」というテロップが出るが、DVDでは出ていない。一方で、常楽寺の一件については特に触れられていない。

### 四国八十八ヵ所III
- 2002年3月27日 - 4月24日放送、全5夜。
- DVD第26弾『四国八十八ヵ所III/日本全国絵ハガキの旅2』に収録。

88番・大窪寺から回る『逆打ち』で巡礼を行い、大泉に加え、「試験に出る日本史」で不合格となった鈴井・安田も参加。使用されたレンタカーは「対決列島」同様、トヨタ・エスティマ（2代目）。
しかし、鈴井はラジオの生放送（『GO・I・S』）、安田はHTBの情報番組『情報ワイド 夕方Don!Don!』の1コーナー「街角サビから選手権」に出演するため、松山の宿で離脱し帰札。結果的に当時は『どうでしょう』の撮影以外にほとんどスケジュールが無く、出演者の中で「最もヒマ」な大泉のみが巡礼を続けることに。ただし、第2夜では当時大泉が不定期で出演していた『パパパパパフィー』（テレビ朝日）ではなく『どうでしょう』にスケジュールを割いたことに触れ、「PUFFYを蹴らないで!ちょっと考えたら分かるでしょ!」と怒りを露にした場面もある。
その直後に訪れた50番・繁多寺から、TEAM NACSのリーダー・森崎博之が旅に参加した。理由としては「森崎が晴れ男である」ことも一因である。森崎本人は「食事を摂れば雨が止み晴天になる」と自称し、本編中では44番・大宝寺の巡拝から43番・明石寺に向かう途中、森崎が空腹から食事を要求したために昼食を済ませたが、実際に森崎の食事後は悪天候から晴天へと見事に変わっている。
冬季通行止めの60番・横峰寺、ロープウェイに乗れなかった21番・太龍寺を除きほぼ巡拝。また、66番・雲辺寺は前2回ともロープウェイの時間が合わなかったために巡拝していなかったが、今回の旅で初めて訪れている。
- 72番から71番への道中、藤村Dは「1度買ってみたかった」と香川県三豊市三野町の名物『鳥坂まんじゅう』を買って車内に戻ってきた。はじめ普通に食べ進めていたが、突然鈴井が食べるペースを上げ始めたことが魔神の火をつけ、例の如くまんじゅうを凄まじい速さで“飲み”始めた。
- 50番・繁多寺では遠くの本堂にいる森崎を呼ぶために嬉野が「大きい声で言え」と助言し、大泉がその通りに行うと、走りこむように森崎が登場。大泉の「素のリアクション」が見られる。
- 38番・金剛福寺は「うどん屋に行きたい」一行が金剛福寺へ行くのを断念し[注 76]、前々回の「八十八ヵ所完全巡拝」で訪れた際の映像に森崎の映像を合成させ、うどん屋へ行くのを優先したが、定休日であったために食べることが出来なかった。
- 12番・焼山寺についても、D陣は同寺院に行くまでの道が非常に狭く険しい山道である上に、時間帯が夜中だったことから「危険である」と判断した上で巡礼の取りやめを提案したが、大泉の意向によりこの案は却下された。しかし、焼山寺の巡礼終了突如に森崎と大泉の肩や車内などに異常が見られたシーンもわずかながらあった。
- 上記の一件で一同は「寺一つ回らないと、うどんも食べられやしない」と不満を漏らし、21番・太龍寺の巡拝を避けたに一件については、森崎による「うどん屋に寄ったからロープウェイに乗れなかった」という発言に対して大泉や藤村Dが半ば肯定したことが明確に語られていたが、4日目深夜に上記の寺を除いた全ての巡礼を終了、残った5日目を用いて香川のうどん屋巡りを敢行した。
- なお、この旅で大泉が藤村Dのキューを無視して気合を叫ぶ動作（番組内では呼び方が統一されていない）が初登場しており[注 77]この「キュー無視、気合」は好評だったのか、その後も行われることになる。12番・焼山寺に向かう途中の運転で少しでも恐怖を和らげたい藤村Dの希望で、「2」の観自在寺→龍光寺間でも披露された「大泉によるマイケル・ジャクソンの鼻唄（実質的にはモノマネ）」が再び登場した。

## 原付（カブ）シリーズ

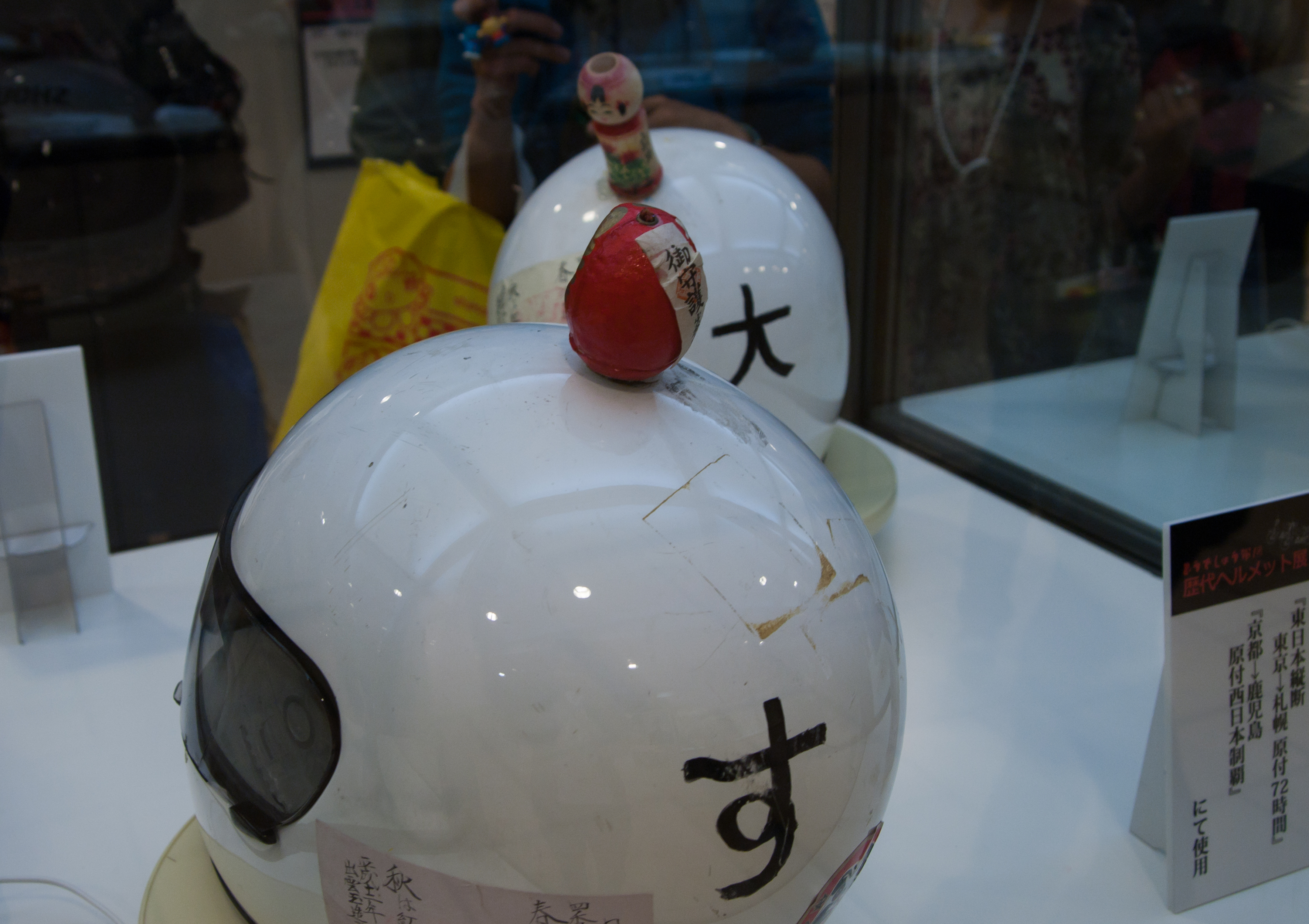
使用したヘルメット。手前の「す」は鈴井、奥の「大」は大泉

本田技研工業の原動機付自転車「スーパーカブ」（車種は、スーパーカブ50スタンダード）を使用し、長距離を走る企画。鈴井・大泉がカブを運転し、D陣は車で追走する。元々は鈴井の「スーパーカブにガソリンを1リッター入れ、札幌からどこまで走れるか」という話を大きくしたところから始まった。「原付東日本縦断」後は水曜どうでしょうの節目に登場する企画として「原付西日本制覇（2000年一時休止前の企画）」、「原付ベトナム縦断（水曜どうでしょうレギュラー放送休止前の企画）」が放送された。また、不定期放送移行後の2011年には、「原付東日本」、「原付西日本」の続編として、2つの企画で走破していない空白地となっていた東京から紀伊半島、および四国を走破する「原付日本列島制覇」が放送されている。出演陣の後姿しか放送できないため、積荷が定番となっている。
鈴井や藤村Dはオートバイ走行を趣味としており、嬉野Dに関しては新婚旅行として妻の運転するハーレーダビッドソンでタンデム走行を行い日本一周を達成、また自らもスクーターを所有する(なお、嬉野Dの妻が国内のカブ企画のルートを考えたという)ということから、それぞれ二輪車の経験が豊富であったが、大泉のみまったくもって初めての運転だった。なお、オートバイは「（企画開始の1ヶ月前に発注をかけて）買ってもらって乗って帰ってきた」ことになっていたが、その後はHTBの社用車になり、2011年最新作「原付日本列島制覇」でも使用し、また、鈴井の監督作品『man-hole』では冒頭に登場するバイクのシーンに活用された。

### 72時間!原付東日本縦断ラリー
- 1999年7月21日 - 8月18日放送、全5夜。
- DVD第16弾『72時間!原付東日本縦断ラリー/シェフ大泉 夏野菜スペシャル』に収録。

放送時のタイトルは「原付東日本縦断ラリー」。東京〜札幌間を1日目の午前9時から4日目の午前9時までの72時間以内に走破する。
なお、本企画では原付における積荷の重量規定を超える場面が含まれている為か、2週目以降の『Classic』からは放送リストから外されている。
導入は鈴井が大泉・D陣・土井Pを東京銀座に連れて行き、「銀座でお買物をしよう」という「大泉だまし」。土井Pが「番組からのご褒美を鈴井にだけ買い与える」と話していたところに、大泉が「2人でどうでしょうだろう」などと言いながら自分の分もと食いついた。その後バイク店でスーパーカブ2台を購入中、持って帰る心配を始めた大泉に鈴井が「欲しいなら乗って帰りなさいよ」「だいじょうぶ1,100kmだ」とけしかけ、半強制的に当企画に移行させた。なお、土井Pは随伴車のドライバーも担当している。
タイムリミットが4日目の午前9時なのは、鈴井のラジオ生放送出演（4日目の午後5時）に間に合わせるため。なお、藤村Dの「勘違い」と称して76時間、さらには80時間（『GO・I・S』の番組開始時間）にまでタイムリミットが延長されたが、鈴井が自らの責任で72時間に戻した。ちなみに時間内に走破できなかった場合の罰ゲームは「四国八十八箇所巡礼」と決められたものの、この時間調整などもあって“時間内に”到着し、執行されなかった。
ルート選択
なお、東京〜青森間の主要ルートは以下の3つがあった。
1. 国道4号を通る内陸ルート（主経由地：草加、春日部、宇都宮、郡山、福島、仙台、古川（現：大崎市古川）、一関、北上、盛岡、二戸、十和田、野辺地など）
2. 国道6号・国道45号などを通る太平洋ルート（主経由地：柏、土浦、水戸、いわき、仙台、石巻、気仙沼、釜石、宮古、久慈、八戸、十和田、野辺地など）
3. 国道7号・国道17号などを通る日本海ルート（主経由地：浦和（現：さいたま市浦和区）、大宮（現：さいたま市大宮区）、熊谷、高崎、前橋、渋川、沼田、湯沢（新潟県）、長岡、新潟、村上、鶴岡、酒田、本荘（現：由利本荘市本荘）、秋田、能代、大館、弘前など）

その中から、
1. 国道4号ルートは東京〜青森間の主要ルートであることから渋滞に巻き込まれる可能性があったこと
2. 国道6号・国道45号ルート（一部区間は国道4号と重複）は距離が長すぎること

などから半強制的に国道17号（一部区間は国道8号と重複）・国道7号ルートが選定された。
1日目 - 東京都中央区スタート、新潟県南魚沼郡湯沢町で宿泊
- 経由ルート：国道17号
- 銀座のバイク店にてカブを2台購入し、1台が大泉用で、もう1台が鈴井用であり、札幌のHTBが保有するカブのナンバープレート表記が（東京都の）中央区ナンバーなのは、購入場所の関係上によるもの。二輪車に初めて乗る大泉は店員から操作方法を5分ほど教わった後、北海道目指して出発。途中、埼玉県熊谷市まで渋滞に遭い、予定よりも大幅に遅れる。
- 御徒町付近の首都高速道路の高架下で（朝の）通勤ラッシュに出くわし、大泉「我々は今帰宅途中」。
- 雨の達磨寺 - 達磨寺に立ち寄り、おみくじを引く。大泉の引いたくじは「商いならよし」「騒ぐと損」など。その後、大泉のバイク後部には「高崎だるま」が積まれる。
- 雨の群馬県を走行中、合羽を着てカブで走る大泉の姿をみたD陣が「郵便屋に見えるんだよね」と評する
- 「寒さと風と匂いと危険を感じる」 - 夕方になり、体に浴びる冷たい風と焼肉店からの焼肉の匂い、対向車との危険を感じた大泉が発した台詞。
- 鈴井、ガス欠によるエンスト - 群馬県利根郡新治村（現：利根郡みなかみ町）の国道17号の上り坂で走行中にエンスト。しばらくは原因不明で2回目のエンスト時はトンネル内で起きたものの、事は藤村Dが給油させなかったことによる「ガス欠」と分かり、越後湯沢の温泉街へ行き一泊する。その後、宿泊地での4人のトークが始まるが、「僕らは4人で旅をするサークル仲間じゃないんだ。これはテレビ。」と発言した藤村Dに対して大泉が「これはサークルだよ」と反撃し、終了。

2日目 - 山形県酒田市で宿泊
- 経由ルート：国道17号・新潟県道48号・国道352号・国道402号・国道8号・国道113号・国道345号・国道7号・国道112号・日本海沿いの道路
- 鈴井が大泉のだるまに対抗して荷台に「魚沼産コシヒカリ」を積む。荷台の荷物にちなみ、大泉が「だるま屋」・鈴井が「米屋」というあだ名で、札幌に向かう。新潟県三島郡出雲崎町では大泉には「毘沙門天」の「毘」をあしらった旗が掲げられ、鈴井には「懸かり乱れ龍」の「龍」をあしらった旗が掲げられた。
- 「だるま屋ウィリー事件」が発生（後述）。これらの要因が尾を引き、能代まで行くという計画は立ち消えに（というより性能的な関係上無理であった）なり、結局酒田市で泊まることとなった。
- 夜、宿にて急遽大泉と鈴井、さらにディレクター陣2人で緊急会議が開かれた。4日目の午前9時に間に合うためには3日目の青森午後0時発のフェリーで函館に上陸する必要があるとディレクター陣から伝えられたが、酒田市から青森までは約300kmあり、今までのペースから考えると最低10時間かかることになる。当然、秋田県能代・青森・函館経由ではフェリーに間に合わず、札幌への72時間以内の走破は不可能となってしまうため、国道7号・国道5号を走る案から、本州再横断・国道36号を走る案に変更。
- 2日目の最初に「新潟県村山市瀬波温泉」のテロップが出されるが、村上市が正しい。なお、これはDVDにいたるまで訂正されていない。

3日目 - 青森県八戸市到着後、フェリーに乗船
- 経由ルート：国道7号、国道285号、国道103号、国道104号（一部国道4号と重複）、八戸からフェリー
- 前夜の会議の末、秋田県南秋田郡飯田川町付近の八郎潟（現：潟上市飯田川古開）から南秋田郡五城目・鹿角・青森県三戸郡田子・三戸・南部町（なんぶちょう）[注 81]といった内陸部を経由して八戸港に向かい、フェリーで苫小牧港に向かうことに（フェリーで船中泊）。

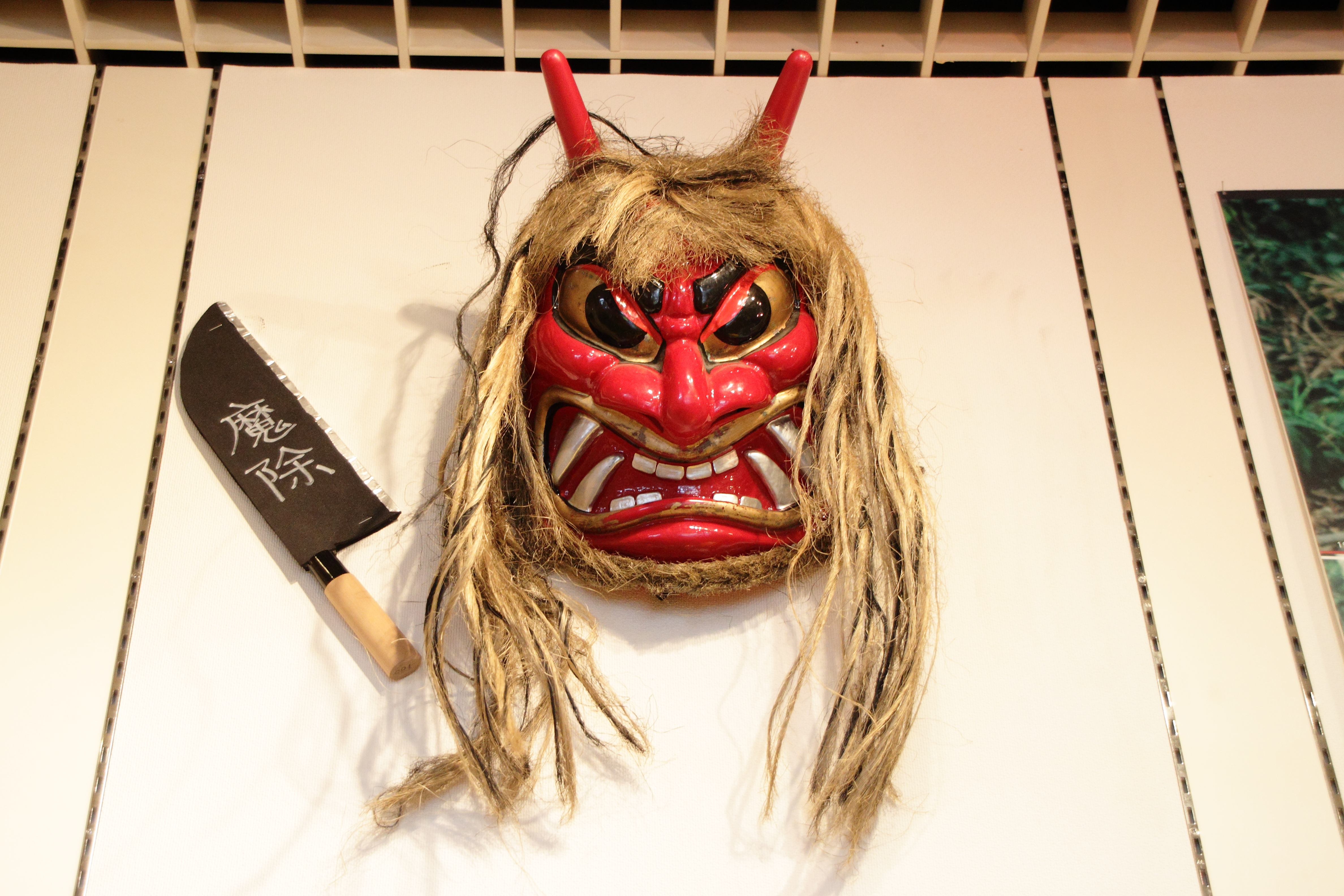
秋田で購入した、なまはげ

- 秋田で「なまはげ」の面を鈴井に、青森でねぶたの扇子が大泉の新たな積荷となった。藤村Dは「ねぶたに見つからないように」とコメント。この後で大泉はねぶたの扇子を積んだ。鈴井のなまはげの面と大泉のだるまをみた藤村Dは「民芸の見本市...」ともコメント。
- 鈴井の荷台にあきたこまちが積まれ、合計35kg積む[注 82]（コシヒカリ25kgとあきたこまち10kg）。また青森で雨が降ったためD陣が「米屋さん、こめ大丈夫ですか?」と尋ねた。しかし雨に濡れたなまはげのほうが心配された。
- 再び片側交互通行信号に出くわすが、後述のウィリー事件が原因でトラウマとなっていた大泉は異常にその区間を怖がり、徐行して通って行った（このとき車内で「男らしくねえなぁー」と言ったことに大泉は軽く立腹していた）。

4日目 - 札幌市豊平区ゴール（完走）
- 経由ルート：北海道苫小牧市で下船、国道36号→途中から羊ヶ丘通経由（当時建設中だった札幌ドームの工事現場が右手に見える）
- 本編ではHTBへのゴール直前で南平岸駅方向から向かっているが、羊ヶ丘通経由ならば平岸6-14交差点を左折→白石藻岩通でHTBの裏側に出るのが最短ルートであるため、多少遠回りをしている。
- 第5夜のオープニングは、ロケの数日後にスタジオ内で収録されたなまはげ面に扮する大泉の映像に変更（この時包丁には「魔除」と書かれていた）。内容は大泉がゴール後に提案した「藁合羽を纏い、燃えさかる松明の周囲で踊る」というもので、2002年6月放送の「一挙公開!!未公開VTR&NG集!」の中では、撮影中に松明が大泉の足の近くへ落下するハプニングも放送された[注 83]。

この企画の前枠・後枠では「プロレスラー」に扮した大泉と安田、そしてonちゃんが登場するが、安田がレスラー役（基本的に覆面レスラー）なのにonちゃんがいたり、大泉がonちゃんに対して相当手加減して攻撃を加えたりしている。これは、onちゃんの中に別の人物が入っているためである。また、同時期には安田が『鈴井の巣』で包茎手術を受けているが、同番組内では「プロレスをやらなければいけないけど大丈夫なのか」と担当医師に相談する姿も放送された。

#### だるま屋ウィリー事件

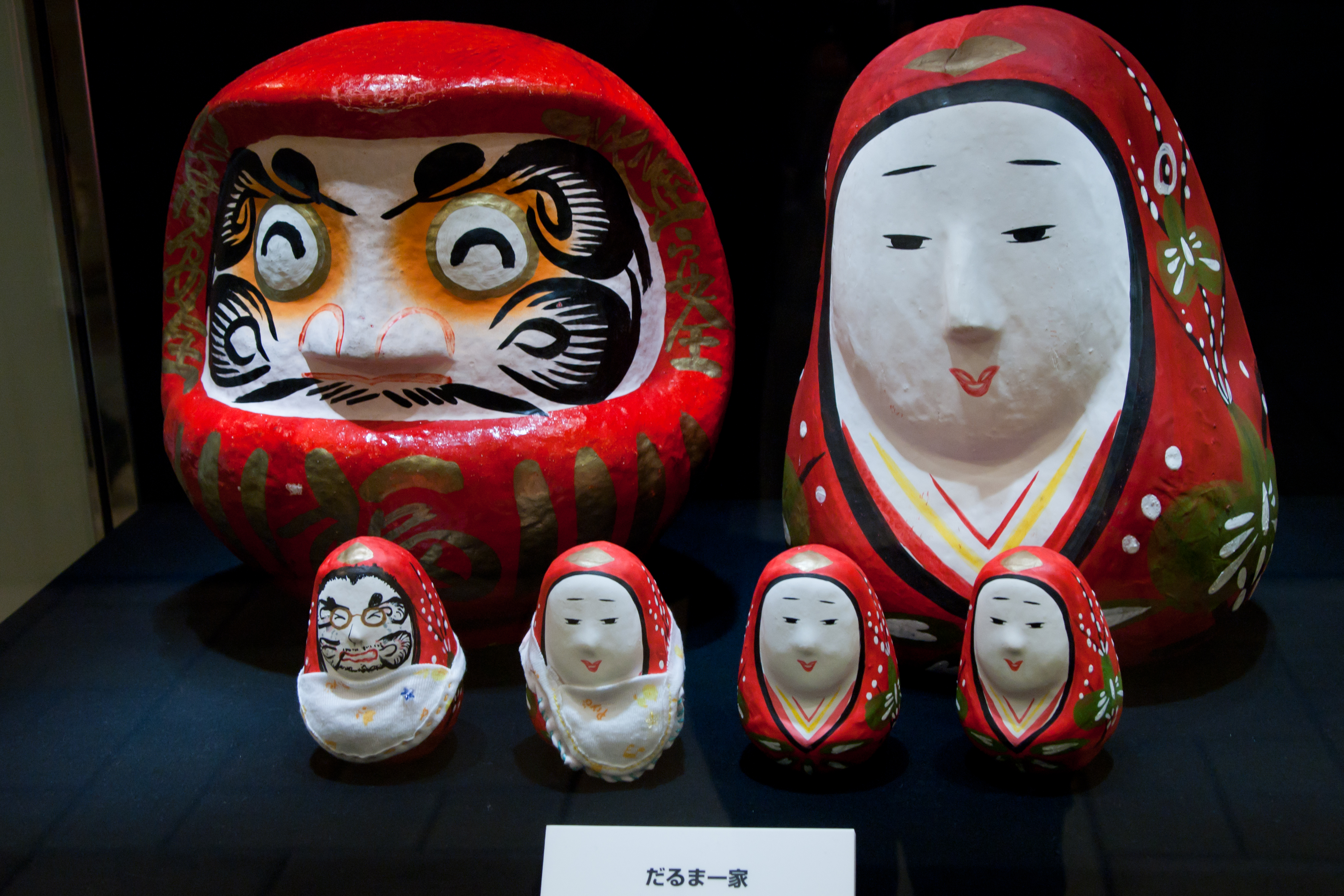
左上が実際に購入した、高崎のだるま

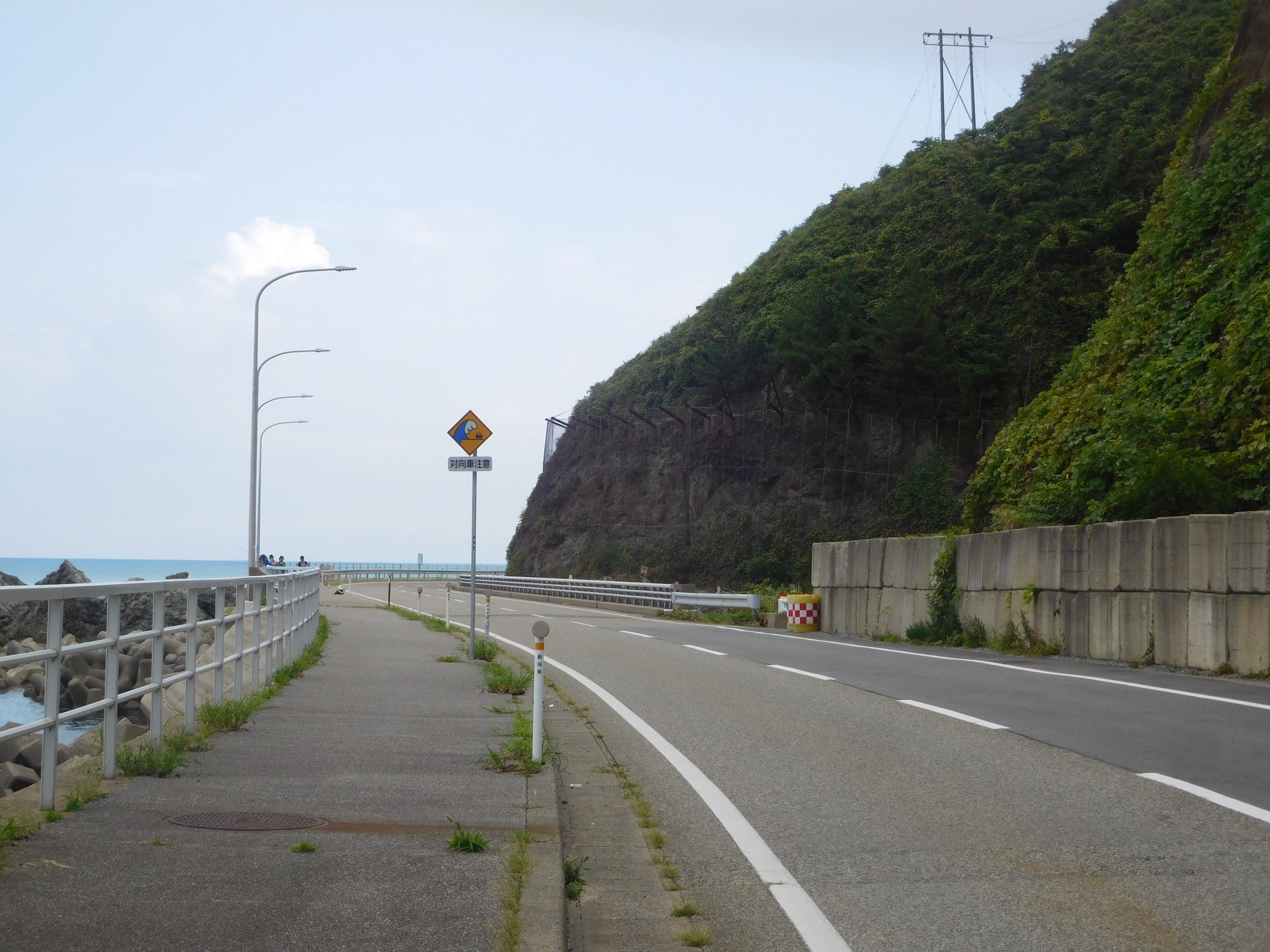
工事後のだるま屋ウィリー事件現場（2018年撮影）

ロケ2日目、大泉らが新潟県山北町（現：村上市）の国道345号を走行中、国道7号との交点である勝木（がつぎ）まであと少しという地点で起きた事故。本件を放送した第4夜は第一回どうでミー賞の「名企画部門」で第一位を獲得した。なお、「だるま屋」とは大泉が高崎市に寄った際に購入し、後部の荷台に積んだだるまに由来する。
走行中、大泉らは工事による片側交互通行信号に遭遇したため2分強の待ち合わせをし、信号機が切り替わる5秒前から大泉がカウントダウンを行う。信号が「GO」の表示に切り替わると同時に鈴井は問題なくスタートしたものの、大泉がギアをニュートラルに入れていたためにスロットルを回したが前に進まず、焦ってスロットルを回したままギアを1速に入れたところ、突如ウィリーしながら暴走し、目の前にあった「安全第一」のバリケード（実際にはその手前に置いてあった「→」（赤地に白文字）の案内板）に激突した。この間、信号は再び2分強の待ち時間表示に切り替わっていたため、鈴井のみが先行して進んでしまった。
事故直後、大泉は失笑しながら心配する藤村Dに対して「何がですか?」などと事故がなかったかのようにシラを切っていたが、藤村Dが深く追求すると「大丈夫じゃねぇよ! なまら恐かったよ!!」「死ぬかと思ったよぉ!」と発した。また、先行していた鈴井が心配しているのではないかと思い、合流するなり「心配したでしょう? 大丈夫ですよ」と言ったが「何してたの?」と全然心配しておらず、それどころか大泉の説明に対し「いいなぁ おいしいなぁ」「見せるもの、ビジュアル考えているもの」と羨ましがっていた。この際、鈴井に対して説明した「動かないから アレッと思って ギアいじったっけ ロー入っちゃって もうウィリーさ」という発言は名台詞のひとつとなった。
- この事件以来、いつハプニングが起きるのかがわからないのでカメラを止められなくなったという。
- 激突した「安全第一」のバリケードは藤村Dが直したが、位置は激突後のままである。エンディングに大泉を助けるため車外へ出る映像も収録されている。
- この事件は最初「大泉 洋が天高く昇天するまでの死のカウントダウン」と表示された（『死のカウントダウン』は片側交互通行信号の待ち時間のこと）。
- 北海道でこの日の模様が放送された『原付東日本 第4夜』は、放送日当日の高校野球が雨天のため中止、その煽りで番組の前に放送が予定されていた『熱闘甲子園』も中止となったため放送時間が繰り上がった。そのため見られなかったという視聴者からの声と、面白いこの企画を多くの人に見てもらいたいという事で1か月後にこの回が「だるま屋ウィリー事件」として再放送された。
- インプレスTVのインターネット配信（現在は終了）における番組紹介VTRで、「実際に放送したVTR」としてこのシーンが紹介されていた。
- この11年後に制作された原付日本列島制覇 東京−紀伊半島−高知で、この事件を彷彿とさせる片側交互通行信号が登場する箇所があり、この時にも当時の一部始終が流された（なお、映像の後事件当時同様にカウントダウンをして発進し、1箇所目は小ウィリー気味だったが、2箇所目は無事に走り出すことができ、この事件を克服した）。
- 現場は北緯38度28分22.5秒(38.472913度)、東経139度30分17.6秒(139.504885度)地点。

### 原付西日本制覇
- 2000年5月24日 - 6月28日放送、全6夜（5月3日：春を満喫グルメといで湯 ぶらり京都の旅）。
- DVD第20弾『原付西日本制覇/今世紀最後の水曜どうでしょう』に収録。

京都を初めて旅する旅人・鈴井を「京都の達人」大泉が案内をするという設定で、「春を満喫グルメといで湯 ぶらり京都の旅」を決行。嵐山から京都旅行を満喫する。しかし、金閣寺駐車場にて「『カブの旅』で佐多岬まで向かう」という本当の企画発表が行われる。あまりにも予想外だったことからカブを見た瞬間に大泉は本気で落胆し、行程の説明後に「これはね、久々に“生のリアクション”っちゅうのを僕は見せたよ」「びっくりしちゃったらああなるんだなぁ」とその心境を表した。
鈴井の映画撮影に伴う番組休止前の最後の大型企画のために、予告編では「Last Run」と銘打たれた。また、鈴井は1997年の「ヨーロッパ21ヶ国完全制覇」前後から番組における自分の立ち位置に悩んでおり、カブで走りながら「もうこの番組に戻ることはないだろう」と考えていた。しかし、「大泉くんや藤村くんをトップに立たせて、ロベカルのように『たまにボカン!と（ゴールを）決めよう』と思ったとき、またこの番組が好きになった」と後に語っている（2004年秋「ミスター大壮行会」にて）。
本企画も後述の事情により2週目以降の『Classic』からは放送リストから外されている（下記「鳥取砂丘での不適切行為」参照）。
本放送中、前枠直後に出る黒バックの撮影日に初めて爆発エフェクトが加えられ、以降の企画や『Classic』、DVD版においても同様の編集に順次差し替えられた。
1日目 - 京都市北区金閣寺スタート、兵庫県城崎町（現：豊岡市）で宿泊
- 経由ルート：国道162号・国道27号・京都府道8号・国道9号・国道426号
- 京都府京北町（現：京都市右京区）が、字幕スーパーでは「北京町」と表記された。
- 城崎の手前、出石郡出石町（現：豊岡市）で、出石そばを食べ、鈴井の荷台に出石そば粉が積まれる。
- この日の宿泊先である城崎温泉において、藤村Dもカブ乗車の可能性を示唆する。

2日目 - 島根県玉湯町（現：松江市）で宿泊
- 経由ルート：国道178号・国道9号
- 大泉の荷台に鳥取砂丘の砂20kgが積まれる。但し、この行為が法令違反であったことが後に判明したため、このシーンはDVDには収録されておらず、本企画が『Classic』において未放送となる原因となった（詳細後述）。
- 途中で交通量の少ない山道を選ぶが、カーブと積雪に悩まされ、立ち寄った三朝温泉の河原風呂で休憩。
- この日の宿泊地である玉造温泉では満開の桜に会う。宿先にて日程内でのゴールが不可能であることを察した鈴井が「下関まで行けばいいんだよ。で、中国地方を走破して中国横断にすればいい。「中国横断」と銘打っとけば「あいつすげぇじゃん」となる」と言い出すが即却下[注 90]。結局、翌日は行けるだけ行き、後日再挑戦することが決定。

3日目 - 山口県萩市で宿泊
- 経由ルート：国道9号・国道191号
- 出発前に大泉のヘルメットには張子虎、鈴井のヘルメットにはひょっとこの面が付けられた。

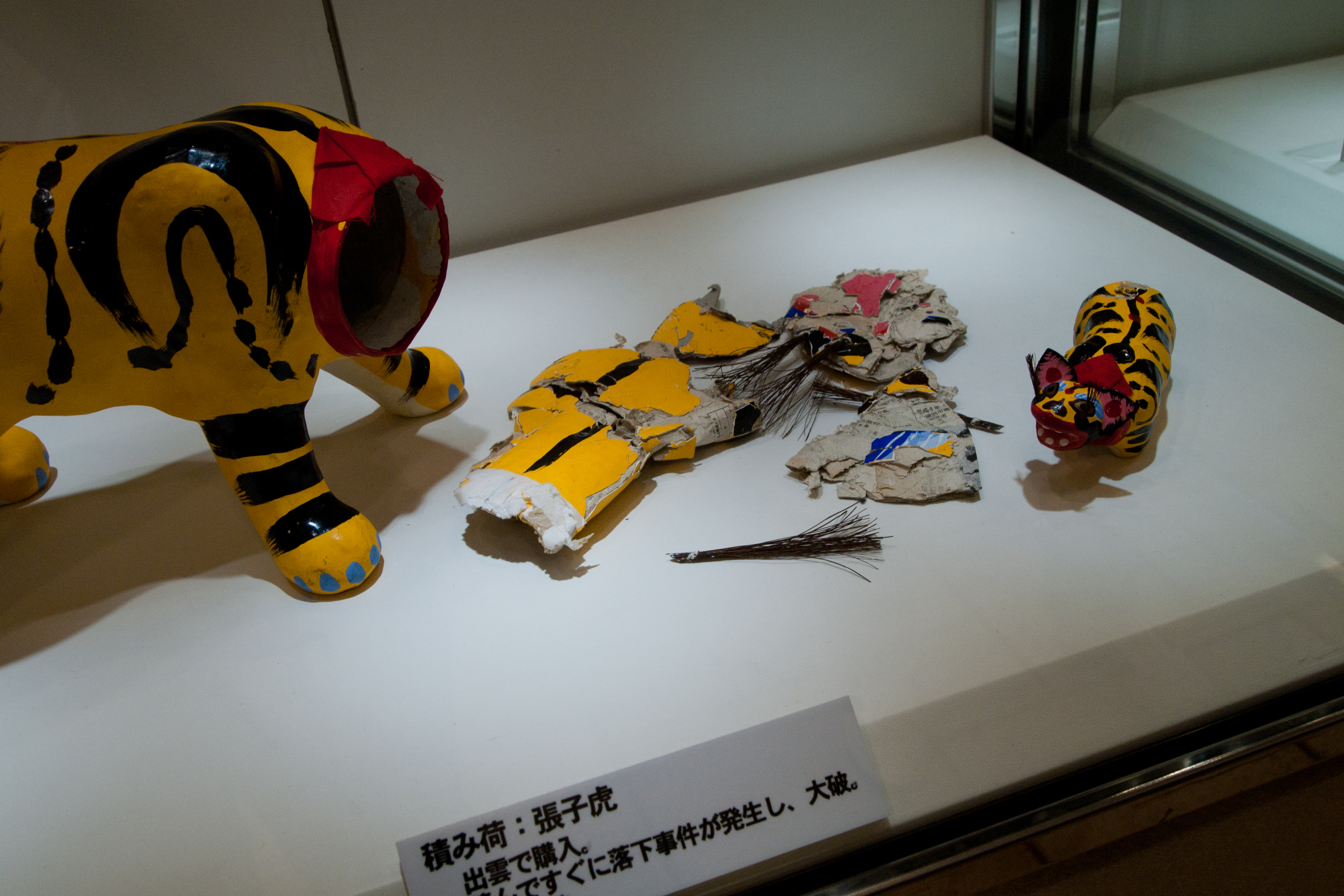
破損した張子の虎

- 出雲市にて出雲そば割子3段を食べたのち、鈴井の荷台に出雲そばを積み増し。大泉も荷台に新しく1万5000円の張子虎を積んだ。しかし、途中で首が落下し、D陣の追走車ではない後続車が踏み潰して大破。
- この時食した店を2014年11月25日放送のHTB「おにぎりあたためますか」島根編で訪れたものの大泉は全く覚えておらず、食後12代目店主より告げられておにぎり一行がびっくりしている[31][32]。
- 琴ヶ浜において鳴き砂を採取したが、あまりの重量のために一部を廃棄。
- 途中、鈴井対藤村Dによる甘い物早食い対決を行う。この際に「魔神」という呼称が生まれる。
- 萩市で時間切れ。カブを現地の宿に置かせてもらい、2週間後に再スタートとした。

4日目 - 大分県湯布院町（現：由布市）で宿泊
- 経由ルート：国道262号・国道9号・国道2号・関門海峡トンネル・国道10号・国道387号・国道500号
- 前述の萩市より再出発。ここから「だるまの嫁取り」をテーマとすることにし、大泉に高崎のだるま、鈴井に秋田のなまはげ（共に東日本編で使用したもの）が積まれる。
- 関門トンネルにて、カブ（49cc）は車道を通行できないことが判明。出演陣は約2.5km離れた場所に入口がある関門人道トンネルを通ることになり、出演陣と車道を通行するD陣が分かれて九州上陸をすることになった。その際ディレクターから渡されたお金は100円（必要経費を20円×2人＝40円と算出したため）[注 91]。
- 関門人道トンネル通過後に「甘い物対決」の第2弾が行われた。今回は鈴井に配慮して下関名物「ふぐかまぼこ」と萩名物「毛利の殿さま巻」のどちらかを選ぶ形となったが、鈴井が殿さま巻を引いてしまい撃沈。大泉もふぐかまぼこで挑んだが、惜敗した。
- 大泉が疲れのピークを迎えたため、バイク運転が趣味の「赤ヘル」こと藤村Dが大泉と交代。大分県まで運転を担当することになった。なお、大分県に入ると元に戻り、そのまま由布院温泉まで運転する。

5日目 - 宮崎県綾町で宿泊

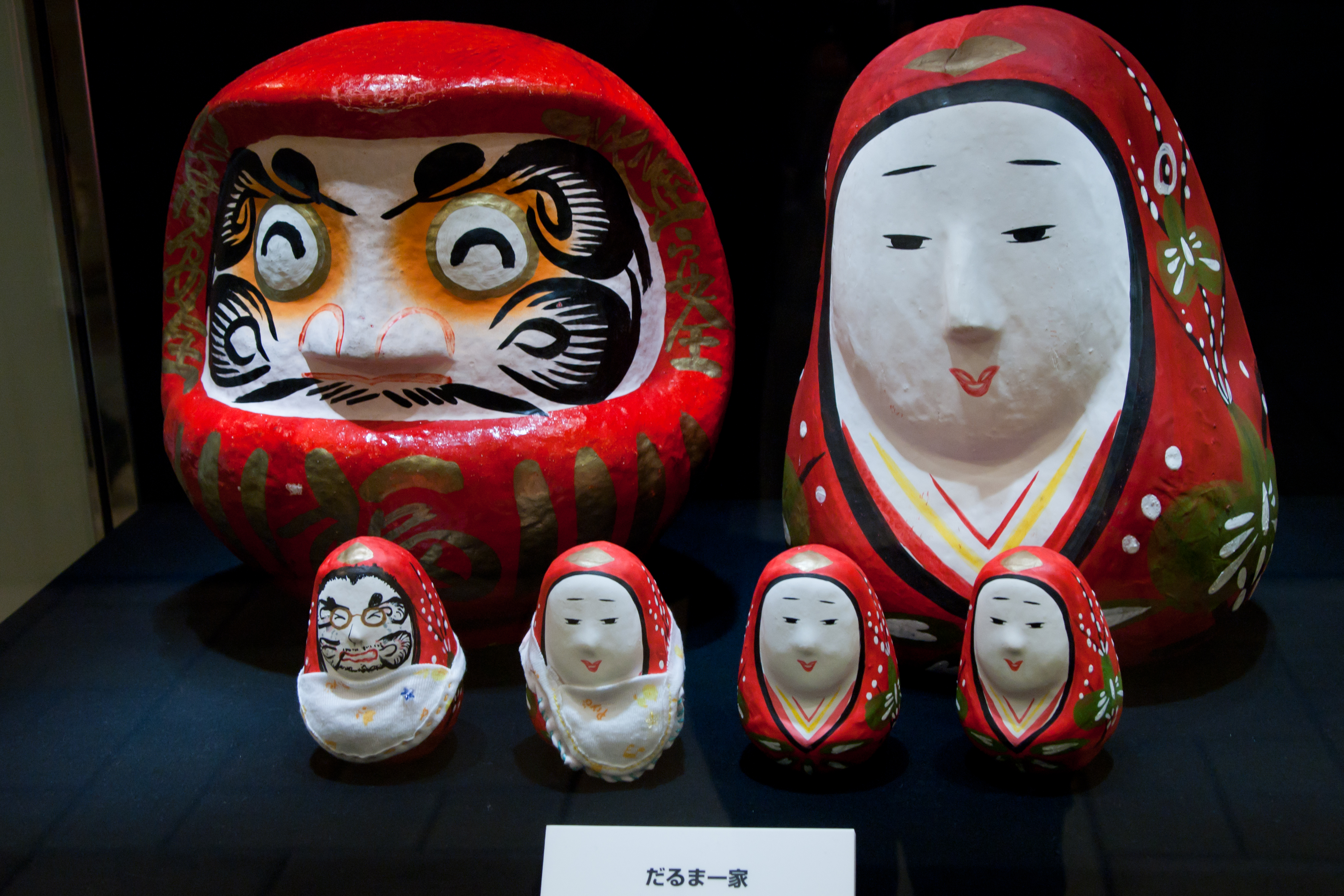
右上が実際に購入した『後藤姫だるま工房』の姫だるま。左上は夫の高崎のだるま

- 経由ルート：やまなみハイウェイ・国道442号・国道502号・国道326号・国道10号・宮崎県道40号
- 大分県竹田市の『後藤姫だるま工房』にて、高崎のだるまと姫だるまのお見合いが行われ、だるまの親代わりを大泉・仲人を鈴井が務めた。晴れて所帯持ちとなった高崎のだるまには、大泉の筆によって目が入れられ、満面の笑みを浮かべただるまになった。なお、後藤姫だるま工房へは後に『プチ復活!思い出のロケ地を訪ねる小さな旅』の企画で訪れている。
- 都農町から入った県道では藤村Dが何度も道を間違え、大泉が自分に対して「地図も読めないバカ」と評していたことを槍玉に挙げる。
- 宿泊した綾町の旅館『綾陽亭』はどうでしょう班お気に入りの宿となり、後に「対決列島」「日本全国絵ハガキの旅2」でも「なにかと理由を付けて」宿泊する事になる。
- なお、宿泊先において藤村Dが大隅半島の対岸の指宿温泉に注目したため、ゴールをフェリー経由で指宿に変更する旨を出演陣に申し入れたところ話がまとまり、急遽初日の金閣寺駐車場でのシーンについてセリフ入れ換えを行った。

6日目 - 鹿児島県(指宿市)ゴール（完走）

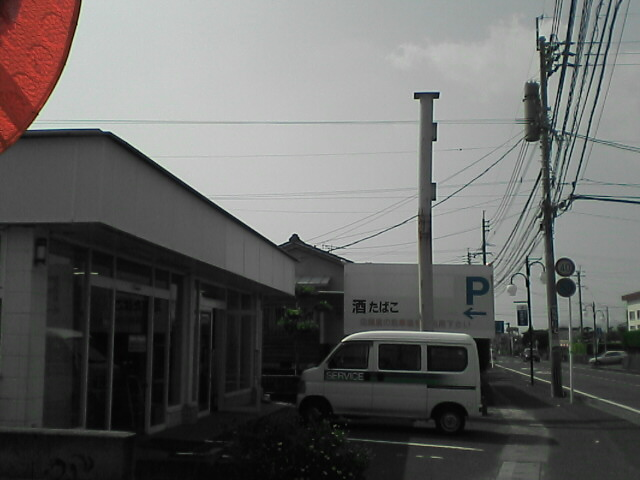
6日目に道中で立ち寄ったコンビニ、現在では閉店（鹿児島県鹿屋市）

- 経由ルート：宮崎県道26号・国道220号・鹿児島県道68号・国道269号(・鹿児島県根占町（現：南大隅町）根占港でフェリー乗船・山川港)
- 目的地変更を行ったことで「時間に余裕が出来た」と思い、照葉大吊橋や「鬼の洗濯岩」などで観光や小ネタ撮影を行う。照葉大吊橋では鈴井が高所恐怖症であることが判明する。
- 大泉がなまはげの面を付けて鬼の洗濯岩で洗濯をしている場面があるが、実際、洗濯をしているのは宮崎市青島の鬼の洗濯板ではなく日南市にある普通の磯である。
- 余裕を持って出発した最終日であったが、途中で観光や小ネタをやっていたためフェリーの出発時刻に間に合うか微妙となり、D陣は遅れた場合佐多岬まで向かう事を決意。それでも大泉がコンビニに立ち寄り、おにぎりを食べたため、更に間に合うかどうかが怪しくなり、鈴井も巻き込んでの壮絶な罵り合いに発展する。
- なお現実的には既に綾温泉から130km前後を走っている状態で根占港から佐多岬への往復約100kmの行程は肉体的に厳しいことから、藤村Dも内心では本当に佐多岬まで向かうかギリギリまで決めかねており、フェリー出港1時間前のシーンでも「フェリーに間に合わなかったら、佐多岬のほうに行く・・・」と一応の逃げ道を残していた[33]。なお、指宿のホテルに到着し、ゴール直後のコメントもカメラで撮ったが全て没にしたことが藤村によって語られている[33]。
- 最終的には時刻に間に合い、無事に薩摩半島へ出発し終了となった。なおこの時乗船した「山川・根占フェリー」は一度廃止になるものの、2005年12月に再び就航（1日5便就航）している。

鳥取砂丘での不適切行為
第2夜にて途中立ち寄った山陰海岸国立公園内の鳥取砂丘で、砂丘に隣接するレストハウス周辺に吹きだまった飛砂を採取し（採取するシーンは放送されていない）、荷台に載せて走行したが、本放送から7年経った2007年7月、日本海テレビでの放送を見た視聴者から、この砂採取は自然公園法に反する行為ではないかとの指摘が鳥取市に寄せられ問題化した。
同年8月8日にはHTBが公式サイトで謝罪し、番組のネット局に対して当企画を含む数企画の販売中止を決定する。また、同日深夜にHTBで放送された『Classic』では番組冒頭と終盤に其々お詫びのテロップが添えられて放送された他、『水曜どうでしょう official website』上では藤村D・嬉野D連名の、鈴井・大泉の所属事務所「CREATIVE OFFICE CUE」の公式サイト内では鈴井・大泉連名の謝罪がリリースされ、さらに同月12日にはHBCラジオの『大泉洋のサンサンサンデー』内でも大泉より直接の謝罪があった。
鳥取市から報告を受けた環境省は、当該レストハウスが既に閉店しており行為の特定ができないことなどから砂採取については特に処分を下さなかったが、同企画内で鳥取砂丘に足跡で「水曜どうでしょう」と大書した行為が自然公園法で禁止されている広告などの掲出に当たるとして同月23日に文書で厳重注意され、HTBは改めて謝罪を発表した。
一部報道でHTBは「同企画をDVD化も再放送もしないとコメントした」とされていたが、D陣は番組公式サイトで“今後もDVDは「すべての企画を網羅する」ことを目指して編集を続ける” と公表するに至り、2013年3月発売のDVD19弾においては、副音声で藤村Dが「DVDへの収録、発売が決定し、既に編集作業を開始している」を発表。同年10月に問題のシーンを削除する形でDVDが発売された。

## onちゃんカレンダー
- 2000年1月26日・2月2日放送、全2夜。
- DVD第18弾『ゴールデンスペシャル サイコロ6/onちゃんカレンダー/30時間テレビの裏側全部見せます!』に収録。

「2000年のカレンダー用写真の撮影会」として、onちゃん（安田）・鈴井がモデル、大泉が撮影係となり、HTBの第1スタジオを用いて撮影を行う。「写真家・大泉洋」の初登場企画（衣装の基本スタイルは「登山家」と共通だが、こちらはピッケルを模したものや無線機を持っていない）だが、大泉は写真に関して素人であることから知識を持ち合わせておらず、DVDの副音声でも藤村Dが「（専門的なワードを）“露出”しか知らない」「それじゃいかんせんキャラクターが弱かった」と振り返った。この時、写真撮影を趣味とする嬉野Dからは「（撮影した写真が）ブレても味だ」とのアドバイスを受けている。
企画の開始時間である午前6時32分から、午前10時に開始される局の広報番組『TVぴかぽん』の収録までに撮影を終わらせなければならず、準備を含めて10分弱/月のハイペースで撮影を行う計算となり、また空調も効いてなかったために高い室温に耐えながらの撮影となり、ロケ企画ではないもののハードスケジュールの中で進行していった。一部写真を撮影する際には超望遠レンズ（愛称：バズーカ）が使われたが、これは金子のりとしアナウンサー（当時）の私物で、写真撮影に関する全ての機材は金子アナウンサーから貸与を受けている。
しかし、この撮影会の実際の目的は"安田を海外に拉致する（「アメリカ 生き地獄体験ツアー」の一環として、ラスベガスで開催されたトークショーにゲストとして招く）ための前哨戦"で、11月をハワイ、12月をラスベガスで撮影（前述のトークショーのついでに撮影されたもので、11月のハワイは乗継ぎで立ち寄った際に撮影）し、レギュラー企画では唯一「大泉が（完全な意味で）拉致の仕掛人」になった。安田はこのときが初の海外旅行であったが、「あなたたちみたいにね、騙し騙され罵り合いのコミュニケーションの人たちと一緒には行きたくない」と落胆を見せた。
各月のテーマ
| 月   | テーマ                 | 扮装                                  | 注釈 |
| ---- | ---------------------- | ------------------------------------- | --- |
| 1月  | 正月                   | onちゃん：なし 鈴井：鏡餅             | onちゃんは大型の羽子板を手持ち。 |
| 2月  | 節分                   | onちゃん：鬼 鈴井：袴姿               | 鬼のonちゃんへ鈴井が豆を投げる役回り。 鈴井はこのときカツラを装着していたが、撮影後に脱ぐまで気付かなかった大泉は「なんかおかしいと思ったら、ミスターそれヅラだったんだね」と発する。 |
| 3月  | 雛祭り                 | onちゃん：男雛 鈴井：女雛             | 早朝のため空調設備が作動していない上に照明設備などの熱がこもって、スタジオ内が「灼熱（約30度）」となる状態が顕在化。 あまりの暑さにモデル2名はこの時点で“やられた”状態となり、撮影する大泉もフィルムの交換にさえ躊躇を見せ、エアコンが完備された自らの控え室（大道具室）に早々と引き返していった。 |
| 4月  | 入学式                 | onちゃん：新入生 鈴井：onちゃんの母親 | 大泉が1枚目に「送風機の前で桜吹雪を用意するスタイリスト小松」を撮影し、カレンダーでは4月のメイン写真に据えられた。 |
| 5月  | こいのぼり             | onちゃん：なし 鈴井：こいのぼり       | onちゃんは折り紙の兜を頭に載せ、手に小さいこいのぼりを持つ形。鈴井は脚立に上り、垂直にこいのぼりを着る形となる。 指示を出す大泉がonちゃんへ「バカみたいに膨らんでないでたまには動き付けろよバカ」と発言し、憤慨したonちゃんが大泉に蹴りを入れる。 この時安田は本気で怒ったとされ、DVDの副音声においても藤村Dが「蹴り方マジだもんね」、大泉が「“こいつ（安田）『どうでしょう』の中でもこんな怒るんだ”って（思った）」と振り返っている。 |
| 6月  | 梅雨                   | onちゃん：なし 鈴井：カエル           | カエルの鈴井が傘を持ったonちゃんへ飛びつく構図。 大泉はカメラの連写機能を使い、onちゃんに飛びつく鈴井を撮影。史上最速の撮影時間で終了したものの、控え室で大泉はスタジオ使用期限が残り1時間であることを知らされる。 |
| 7月  | 七夕                   | onちゃん：なし 鈴井：浴衣（少年）     | 超望遠（バズーカ）登場。スタジオの端から撮影してもonちゃん・鈴井にピントが合わず、両者ともに体の一部が映ったのみだった。 |
| 8月  | 海水浴                 | onちゃん：なし 鈴井：水着+浮き輪      | onちゃんはサングラスを装着、鈴井はを装着。 「（過密スケジュールからの疲労で）スタジオ側の雰囲気が悪い」というD陣の情報から、大泉がモデルの2人を露骨に持ち上げ始める。 |
| 9月  | 月見                   | onちゃん：なし 鈴井：ムーン           | 8月に続いてモデル2人のテンションを上げようとする大泉だが、疲れから2人は一切喋らず。 |
| 10月 | 運動会                 | onちゃん：紅白帽 鈴井：体操着         | 「6秒間に36枚」もの連写をできる特殊なフィルムで2人による玉入れの様子を撮影し（6月同様に連射撮影のみ）、終了後に安田が着ぐるみを脱いだ時点で、「拉致」計画が遂行された。 前述のように、この企画が生まれて初めての海外旅行となった安田は、新千歳空港へ移動中の車内で「旅のプロ」・どうでしょう班（大泉・藤村D）からの指導（恫喝風の旅程説明や、大泉による「やられ」経験談）を受ける。 2人の圧に押された安田だったが、機内では機内食やつまみをアテに、ビールを始め好物の酒を大量に堪能し御満悦だった。 なお、onちゃんの着ぐるみは小さくまとめられ、飛行機の機内には手荷物として持ち込まれている。 |
| 11月 | ハワイでバカンス       | onちゃん：腰みの 鈴井：アロハシャツ   | ワイキキビーチで写真撮影。 午前7時30分の到着後、9時25分の出発までに写真を撮影しなければならず、実質の撮影時間は「12、3分」という強行スケジュールになった。ここからの2ヶ月はコンパクトカメラでの撮影。 |
| 12月 | ラスベガスでクリスマス | onちゃん：なし 鈴井：サンタ           | 鈴井は帽子・プレゼント袋のみを装着する形。 安田はラスベガスへの到着について「感動もへったくれもない」と感想を残す。 フラミンゴ・ラスベガス前で撮影していたところ、onちゃんの着ぐるみを着ていたせいか多数の人が集まってきた（ピカチュウと間違われたため）。 |

備考
- このロケで大泉が撮影したカレンダー写真は実際に販売され（カレンダーの期間は、企画が1月から2月の初頭に放送されたために2000年2月 - 2001年1月の間となった）、さらに2004年・2012年には『復刻版』として、本企画が収録されたDVDには縮刷版が特典として付属された。
- 上述の通り、第2夜では「安田の拉致計画」が実行された。同様に「拉致」と謳われた部分が存在する「桜前線捕獲大作戦」(及び「十勝二十番勝負」)や「香港大観光旅行」などは『Classic』では放送されなかったが、本企画はカットされることなく、2022年現在の『Classic』でも放送が続けられていた。『プレミア』では映像や音声は旧来のまま、「拉致」という言葉のテロップを表示しない形での編集が行われた。
- 各月の撮影用セットをスタジオに搬入する係として、一瞬ではあるがオクラホマの河野真也が出演している。

## 30時間テレビの裏側全部見せます!
- 2000年2月9日 - 23日放送、全3夜。
- DVD第18弾『ゴールデンスペシャル サイコロ6/onちゃんカレンダー/30時間テレビの裏側全部見せます!』に収録。

「ゴールデンスペシャル サイコロ6」の放送記念として1999年12月14日から16日にかけて放送された、24時間+6時間の生CMに密着したドキュメント。「四国八十八ヵ所」の収録中に大泉によって立案された企画だが、元々の大泉による「北海道版の24時間テレビのようなものをやりたい」という希望をD陣が脚色。CMごとに鈴井・大泉が扮装して「これまでのどうでしょうのキャラクター（主に鈴井・大泉による物真似）が総出演する」というものに変更された。
年末の繁忙期のためスタッフが少なく、生放送であるにもかかわらず、藤村D・嬉野D・技術スタッフ2名（カメラ・音声）・北海道共立の大道具1名・スタイリスト小松の6名のスタッフのみで運営された（土井Pや杉山Dなど、制作部のスタッフも一部協力している）。ちなみに待合と衣装の着替えはHTBの第3応接室で行い、副調整室は設けずに「定刻になると、HTBの駐車場にあるカメラの映像をマスターから自動的に送出する」ように設定。そのため、万が一画面上が「カラ画」になっても大丈夫なように、カメラ前には鈴井と大泉の等身大パネルが用意された。セットは屋外に設営され、背後には「ゴールデンスペシャル」放送までの時間が表示されるSEIKOのデジタル式スポーツタイマーが横に置かれた。
CMを流す時間帯に関しても、ゴールデンの時間帯はネットワークセールスのためにCMの差し替えが難しいことから、深夜から早朝あるいは昼間から夕方にかけて多く流され、当該時間帯において（後述の一覧のように）過密スケジュールが組まれる要因の一つになった。
ただし、構想段階では「局を挙げた一大イベントとして」開催するつもりだったのに対し、ローカル枠のCMスペースを用いた番組宣伝にまで格下げされた結果へ、大泉は「こういう形じゃない」「ゴールデンの前に僕たちはすっかり意気消沈だよ」と納得を示さなかった。前述のようにスタッフのマンパワー不足で不備が生まれたこと、機材が不足していたことに不満を見せたほか、総放送時間がわずか18分ほどだったことにも「通常の『どうでしょう』の本編より短い」と訴えている。
なお、放送が行われた両日ともに大泉は劇団イナダ組の舞台「ホットロード」の本番を、15日の午後には鈴井がAIR-G'で『GO・I・S』の生放送を控えていたため、該当する時間帯のCMはどちらか1人が担当している。
放送したCMの一覧
| 12月14日 | 12月14日 | 12月14日                                     | 12月14日 | 12月14日                                                                             |
| 回       | 時間（JST） | テーマ                                       | 尺       | 放送枠                                                                               |
| -------- | --- | -------------------------------------------- | -------- | ------------------------------------------------------------------------------------ |
| 1        | 18:55:30 | サンバ                                       | 1分      | 情報ワイド 夕方Don!Don! （16:50 - 19:00）                                            |
| 1        | 大泉が舞台の本番直前、鈴井が『GO・I・S』の放送直後だったため、大通公園のさっぽろテレビ塔前から生中継。 番組ラストの提供バックに映るお天気カメラで背後からズームアップされ、そのままCMに接続する構成であった。芝居メイクのまま登場した大泉は直後に公演へ向かったため、「花瓶」までは鈴井単独での出演。 翌日に発表された視聴率速報では、『夕方Don!Don!』本編が視聴率を5%ほど獲得する中で1.5%まで数字を落とした（いずれもビデオリサーチ調べ）ことが明かされ、 ゴールデンスペシャル放送後の雑談中、大泉が「『Don!Don!』さんなんてのは、僕らのおかげで視聴率を落とされた」「僕らが生CMをビシッと打ったらバキッと1.5（%）だ」と愚痴をこぼした。 |                                              |          |                                                                                      |
| 2        | 19:57:55 | ミスタームーンライト                         | 5秒      | ウッチャンナンチャンの炎のチャレンジャー これができたら100万円!! （19:00 - 20:00）   |
| 2        | 「onちゃんカレンダー」（9月）に登場。 人気番組である『炎のチャレンジャー』直後に流れたこともあって、14%と視聴率を大きく上げる（ビデオリサーチ調べ）。鈴井はリハーサルに無かった台詞をアドリブで追加した。 |                                              |          |                                                                                      |
| 3        | 20:52:30 | クリスマスツリー                             | 30秒     | たけしの万物創世紀 （20:00 - 20:54）                                                 |
| 3        | クリスマスシーズンということからツリーの扮装で登場。 「赤鼻のトナカイ」を歌いながら大過なく宣伝をこなすが、わずか4分後の次の扮装のために終了後は大急ぎで衣装チェンジに入る。 |                                              |          |                                                                                      |
| 4        | 20:56:40 | 花瓶                                         | 15秒     | HTBニュース （20:54 - 21:00）                                                        |
| 4        | 「東北2泊3日生き地獄ツアー」で登場。 テロップが入ることを忘れた画角となってしまい、数秒間鈴井にテロップが被ってしまう。CMの放映後に舞台公演が終了した大泉が合流。 |                                              |          |                                                                                      |
| 5        | 21:52:45 | チャトラン・ムツゴロウ                       | 15秒     | 人気者でいこう! （21:00 - 21:54）                                                    |
| 5        | ムツゴロウは「過去のマル秘映像一挙公開!」で登場。 チャトラン（鈴井）がムツゴロウの顔を何度もなめるシーンが放送された。 この直後『リングの魂』の件で「メンツたりなくないかい？」「あいつ呼べないの？」と強制的に"けんちゃん"が呼ばれることに。 |                                              |          |                                                                                      |
| 6        | 23:16:55 | 雪ん子・なまはげ                             | 15秒     | ニュースステーション （22:00 - 23:20）                                               |
| 6        | なまはげは「原付東日本」で登場。 スタッフ側のミスで映像モニターの切り替えが遅れたために、オンエアの状態を一同が把握できず告知に失敗。大泉がなんとかなまはげをやり切る中、ミスによって反応が遅れた鈴井は「もう画が来てたと思う」と注意を発しながらテイクを終えた。 本企画では未放送。 |                                              |          |                                                                                      |
| 12月15日 | |                                              |          |                                                                                      |
| 7        | 0:22:45 | 雪ん子・なまはげ（2回目）                    | 15秒     | ライアル・ワトソン博士のスーパーネイチャー （23:25 - 0:25）                          |
| 7        | 前回のリテイク版。本企画では23:16:55として放送。 |                                              |          |                                                                                      |
| 8        | 1:18:40 | タイガーマスクとダブル猪木                   | 5秒      | トゥナイト2 （0:25 - 1:20）                                                          |
| 8        | いずれも「原付東日本」前・後枠で登場。 直後に放送される『リングの魂』にちなみ、プロレスラーの姿で登場する。この回はタイガー（鈴井）単独で、猪木（大泉・安田）はタイガーを呼ぶ声のみ。 通称は“タイガーのダブル猪木”で、大泉からは「新しいジャーのよう」と茶化された。 CMのために大泉が自宅で飲酒をしていた安田を携帯電話で呼び出したが、家の前にタクシーを無理やり配車された安田は「雪ん子」放送後の0時35分頃、HTBに“ホロ酔い状態”で到着する。 |                                              |          |                                                                                      |
| 9        | 1:20:15 | タイガーマスクとダブル猪木                   | 15秒     | リングの魂 （1:20 - 1:50）                                                           |
| 9        | ダブル猪木（大泉・安田）出演。最後に鈴井が見切れながら「タイガー!」と発したものの、ハンドマイクを持っていなかったことで放送上に音声が入らなかった。 |                                              |          |                                                                                      |
| 10       | 1:50:00 | タイガーマスクとダブル猪木                   | 15秒     | Break Out （1:50 - 2:20）                                                            |
| 10       | 大泉に安田が腕挫十字固を掛けるといったもの。本企画では未放送。 |                                              |          |                                                                                      |
| 11       | 2:22:45 | 陽気な外国人                                 | 15秒     | テレコンワールド （2:20 - 3:17）                                                     |
| 11       | 大泉扮する司会者（ケント・デリカット）は「アメリカ合衆国横断」の前・後枠「アメリカの有名人 私は誰でSHOW」で登場。扮装は放映枠がテレビショッピング内であることにちなむ。『プレミア』では未放送。 |                                              |          |                                                                                      |
| 12       | 3:17:00 | クロージング                                 | 3分      | -                                                                                    |
| 12       | 鈴井・大泉・安田による若干のフリートークを展開。枠が3分と長めだった為「思いの外長い」と困惑しながらのトークとなった。 駐車場には番組ファンと思しきギャラリーが集まり、中には子供の姿もあったため、安田が「心配ですねぇ」と触れた後、それに気付いた鈴井も「うわぁ起きてるよぉ、何してんだよぉ〜」と驚きと困惑の声を発している。 その後、このパートが編成上の12月14日付の放送終了→試験電波（カラーバー）に移行する時間でもあったので、大泉がコールサイン「JOHH-TV」を送出。 「今日の放送はこれにて終了させていただきます。明日もまた見てもらいたいですね。それでは皆様、お休みなさい」と局名告知のアナウンスをし、放送休止に入った。 安田はこのあと帰宅（何度もどうでしょう班からは「明日のラスト」に来るよう提案はされたが、完ぺきな前フリとして丁重に断った）。楽屋に戻ると局内の人間からドリンク剤や焼き鳥などが差し入れられたが、それにすら管を巻き出したが、その後どうでしょう班は楽屋で1時間弱の仮眠を取った。 本企画では最後のコールサイン部分（クロージング）のみ放送。なお、この時の視聴率調査速報では0%を記録している。 |                                              |          |                                                                                      |
| 13       | 5:25:00 | オープニング                                 | 3分      | -                                                                                    |
| 13       | このパートが編成上の12月15日付の放送開始時間。 大泉が「12月15日水曜日。皆様おはようございます。今日も張り切ってまいりましょう」との挨拶の後にコールサイン「JOHH-TV」を送出し、後方で小さく映っていた鈴井が合流、若干のフリートークを行う。 この時、朝の時間帯ということもあり左上に時刻表示が実施されていた為、通常時左上に出していたテロップが右上に移動していたが、それが災いしてトークの大部分で大泉の顔がテロップに隠れてしまった。 本企画では最初のコールサイン部分（オープニング）のみを放送。 |                                              |          |                                                                                      |
| 14       | 5:48:45 | （起床予報士 大泉洋）                        | 15秒     | ラジ朝@モーニング （5:30 - 5:50）                                                    |
| 14       | 大泉のみ。鈴井は仮眠中のため等身大パネルで出演。大泉の扮装はこの後からの「起床予報士」と同様。 |                                              |          |                                                                                      |
| 15       | 5:51:40 | 起床予報士 大泉洋                            | 1分11秒  | 情報ワイド 早起きDon!Don! （5:50 - 6:45）                                            |
| 15       | 番組冒頭、気象予報士ならぬ「起床予報士」として出演。藤村Dの指示が遅れたために開始時間直前まで準備に追われたほか、イヤーモニターが受信機から外れるトラブルにも見舞われた。 大泉は「今朝の気温は-50度」と報じ、司会の吉田みどりアナウンサー（当時）から「寒すぎます」と突っ込みを受ける。 吉田からは「ミスターはどこですか」と問われた大泉は「後程とんでもない格好で出てきます」とコメント。 本企画では一部のみ放送。未放送の部分では、吉田アナウンサーが中学生からの応援FAXを読んだ。 |                                              |          |                                                                                      |
| 16       | 5:57:40 | 起床予報士 大泉洋                            | 39秒     | 〃                                                                                   |
| 16       | 大泉が「現在の気温は48度上昇し-2度。全道的に大変ご機嫌な1日になる」と報じる。 吉田アナウンサーから「急な上昇ですね」と突っ込みを入れられ、本物の気象予報士・石川たけおからは「氷点下50度までは下がっていません」と真面目な指摘を受けた。 |                                              |          |                                                                                      |
| -        | 6:08:01 | -                                            | 1分      | 〃                                                                                   |
| -        | 胸元に「ねてます。」と書かれた札が下げられた大泉・鈴井のパネルのみが映される中、吉田アナウンサーが金子のりとしアナウンサー（当時）と共に番組を紹介。 深く「サイコロ6」の企画内容に触れたのはこれが初めてであった。本企画では未放送。 |                                              |          |                                                                                      |
| 17       | 6:40:21 | 女性レポーター 鈴井貴之                      | 12秒     | 〃                                                                                   |
| 17       | 中継直前までD陣やスタイリスト小松が準備に追われたが、台詞は「ごめんなさい、テレビに出てごめんなさい」の一言のみ発して終了。 氷点下の中でミニスカート姿だったために、石川予報士から「寒そうでしたね」と心配される。 |                                              |          |                                                                                      |
| -        | 6:42:12 | -                                            | 37秒     | 〃                                                                                   |
| -        | 6:08と同じく札の下がった大泉・鈴井のパネルのみが映る中、吉田アナウンサーが番組を宣伝。 本企画では未放送。 |                                              |          |                                                                                      |
| 18       | 7:56:45 | お兄さん                                     | 15秒     | やじうまワイド （6:45 - 8:00）                                                       |
| 18       | 「サイコロ6」の前・後枠に登場。 前後とのインターバルの大きさから「7時台のCMに出なければ大幅に休息時間が増える」ため、大泉・鈴井のどちらか1人だけが出演することになり、「企画の言い出しっぺである」などの理由で強制的に大泉が選ばれる。 また、「時間は演者が自分で見ればいい」という判断によってD陣も現場へ行かず、鈴井とともに控え室で放送されるCMを見ながら休憩を行う。 この時控え室でテレビを見ていた3人は、「任せていいよ（鈴井）」「いいんじゃないか?大泉くんに任せてさぁ。1人で出来んだもの（藤村D）」「大泉くんだけにやらせた方がやっぱいいよ。斬新だもん（嬉野D）」などとコメントを残した。 |                                              |          |                                                                                      |
| 19       | 9:53:15 | 西部警察                                     | 15秒     | スーパーモーニング （8:00 - 9:55）                                                   |
| 19       | 直後に放送される『西部警察』にちなみ、木暮捜査課長（鈴井）・大門刑事部長（大泉）の扮装で登場。 同時に『西部警察』の予告も行ったが、藤村Dがテロップに気を取られてカウントを出し遅れたため、途中で終了する。 |                                              |          |                                                                                      |
| 20       | 10:26:05 | 西部警察                                     | 30秒     | 西部警察 PART-III （9:55 - 10:50）                                                   |
| 20       | この日は第38話の「長さんと泥棒」が放送されていたが、CMの直前に放送されたシーンを冒頭15秒の間に物真似で再現した。 DVDでは当該のシーンが削除され、後半15秒間のみ収録。 |                                              |          |                                                                                      |
| 21       | 10:50:15 | 大泉洋 おかずのクッキング                    | 15秒     | 土井善晴 おかずのクッキング （10:50 - 10:55）                                        |
| 21       | 大泉扮する土井善晴が、鈴井扮するゲストにCM中の短時間で料理を振る舞う。ゲストは大門刑事。 この回では料理は行わず、作る料理とゲストの紹介のみ。 |                                              |          |                                                                                      |
| 22       | 10:57:00 | 大泉洋 おかずのクッキング                    | 15秒     | TVぴかぽん （10:55 - 11:00）                                                         |
| 22       | ゲストは引き続き大門刑事。 料理を作ろうとするも、大泉が混ぜている卵にテロップが被ったことを気にした藤村Dが、再び終了カウントを出しそこねる。終了直後には大泉から「何してんだよ!!」「あれもこれもじゃねぇよ、カウントだけ出せっつってんだ!!」と激怒された。 |                                              |          |                                                                                      |
| 23       | 11:00:00 | 大泉洋 おかずのクッキング                    | 30秒     | 家族の物語 （11:00 - 11:30）                                                         |
| 23       | ゲストは引き続き大門刑事。 スクランブルエッグに仕上げた卵を鈴井が試食し、「うまい!」と感想を述べたが、放送時間内に収まらず。 |                                              |          |                                                                                      |
| 24       | 11:27:55 | 大泉洋 おかずのクッキング                    | 1分5秒   | 〃                                                                                   |
| 24       | ゲストのミスター長嶋は「2周年記念!秘蔵VTR一挙公開!!」で登場。長尺なこともあり、オムレツを調理する。 前2回の不調を受けて大泉自らが“リベンジ”を要望したため、字幕は前3回とは違い通常の宣伝形式になっている。 |                                              |          |                                                                                      |
| 25       | 11:40:00 | ムーミン・お兄さん                           | 15秒     | ワイド!スクランブル （11:30 - 13:05）                                                |
| 25       | ムーミンは「ヨーロッパ・リベンジ」で登場。 本企画では未放送。 |                                              |          |                                                                                      |
| 26       | 11:58:30 | ムーミン・登山家                             | 15秒     | 〃                                                                                   |
| 26       | 登山家は「サイコロ4」で登場。あまり意図が伝わらず。 本企画では11:40:00として放送。 |                                              |          |                                                                                      |
| 27       | 13:03:30 | 牛                                           | 30秒     | 〃                                                                                   |
| 27       | 「東北2泊3日生き地獄ツアー」で登場。着ぐるみを被っているため、もちろん2人の姿は見えない。 着替えのタイミングで控室に来た『夕方Don!Don!』の多田健ディレクターは、次回の扮装を「牛で30秒（の尺）」と聞かされ「牛ってキャラクターなんだ……」と困惑気味にコメントを残した。 また、多田ディレクターに「もっと番組内容を説明した方がいい」などと意見提議された結果、これ以降はD陣の提案で方向性を転換することになる。 |                                              |          |                                                                                      |
| 28       | 13:18:45 | 黒柳徹子&ミスター長嶋                        | 15秒     | 上沼恵美子のおしゃべりクッキング （13:05 - 13:20）                                   |
| 28       | 『徹子の部屋』を模した『洋の部屋』のゲストという設定。 |                                              |          |                                                                                      |
| 29       | 13:53:00 | 黒柳徹子&ミスタースポック                    | 15秒     | 徹子の部屋 （13:20 - 13:55）                                                         |
| 29       | ミスタースポックは「2周年記念!秘蔵VTR一挙公開!!」で登場。大泉がゲストの名前を「ミスタースポーク」と言い間違える。 |                                              |          |                                                                                      |
| 30       | 13:59:00 | 黒柳徹子&ミスターマリック                    | 30秒     | 信長ふしぎ連続殺人 喪服の美人妻に謎の凶器!日本ライン激流下りの死闘 （13:58 - 15:50） |
| 30       | ミスターマリックは「2周年記念!秘蔵VTR一挙公開!!」で登場。藤村Dのカンペが見切れる。これ以降は鈴井がラジオ出演のため大泉のみになる。 ラストに大泉が次回の扮装を告知しているが、大泉がタイトルの「はぐれ刑事（けいじ）」を「はぐれでか」と誤読する。 |                                              |          |                                                                                      |
| 31       | 15:48:45 | 土井善晴                                     | 45秒     | 〃                                                                                   |
| 31       | 打ち合わせ段階では前回の予告通りに藤田まことの物真似を行う予定だったが、前述の多田ディレクターから出た意見を含めた協議の結果、次回にキャリーオーバー。「真面目な企画説明が必要である」という結論から、大泉が喋りやすいキャラクターとして土井が選出された。 |                                              |          |                                                                                      |
| 32       | 16:17:20 | 安浦刑事                                     | 30秒     | はぐれ刑事純情派 （15:55 - 16:50）                                                   |
| 32       | 大泉が藤田まことの物真似で登場するが、中盤で噛んでしまったため、以降は物真似を放棄して企画説明を行った。 |                                              |          |                                                                                      |
| 33       | 18:55:30 | 『ゴールデンスペシャル サイコロ6』直前       | 1分      | 情報ワイド 夕方Don!Don! （16:50 - 19:00）                                            |
| 33       | 生CM1回目と同じく番組エンディング直後。前日同様にラジオ生放送直後の鈴井が再合流し、さっぽろテレビ塔前から中継される。 本企画では最後の数秒のみを放送。 |                                              |          |                                                                                      |
| -        | 19:00:00 | 『ゴールデンスペシャル サイコロ6』放送       | -        | （19:00 - 20:00）                                                                    |
| -        | このシーンのみ画面向かって左から嬉野D、大泉、藤村Dと並び、「僕らもう立てないから」との理由でD陣も大泉と共に横になったため、大泉の両端は黒ベタでカットされた。 カメラの撮影を担当したのは助っ人の多田ディレクターで、大泉はこれに「君たちが回せよ」「『Don!Don!』が回してる」と文句を付けた。 1回目の「サンバ」の生CMを打った瞬間に視聴率が半分以下になってしまった話の流れから、藤村Dは大泉が『夕方Don!Don!』の年末スペシャルで行うはずだった“極秘企画”の内容を、“撮影前”に“企画を立案した多田ディレクターの前で”誤って話すミスを犯す。 疲労困憊の大泉はそれに対しまともなリアクションが取れず、「最悪のリアクションだよぉ」とボヤくのが精一杯であった。 |                                              |          |                                                                                      |
| 34       | 21:45:45 | キュー☆レンジャー                            | 30秒     | 輝ける瞬間 コンバットカメラマン沢田教一の愛と青春 （20:00 - 21:48）                  |
| 34       | ボード上の「ゴールデンスペシャル」の部分へ、藤村Dの手書きで「サイコロ6 完結編」と記された紙が貼られ、「完結編」の番宣へ移行する。 「キュー☆レンジャー」は「サイコロ6」の前・後枠で登場。動きを演じているのは鈴井だが、声は大泉が担当。本企画では未放送。 |                                              |          |                                                                                      |
| 35       | 21:51:30 | ムンクさん                                   | 15秒     | HTBニュース （21:48 - 21:54）                                                        |
| 35       | 「ヨーロッパ・リベンジ」で登場。大泉がエドヴァルド・ムンクの『叫び』に描かれている人物を模した空気人形を操演。 本企画では未放送。 |                                              |          |                                                                                      |
| 36       | 23:16:55 | キュー☆レンジャー                            | 15秒     | ニュースステーション （22:00 - 23:20）                                               |
| 36       | テレビに向かって「安田くん、グランドフィナーレまでに走ってここに来なさい」と呼び出す。大泉の台詞が放送時間内に収まらず、「12時...」と発した時点で切れてしまった。 |                                              |          |                                                                                      |
| 12月16日 | |                                              |          |                                                                                      |
| 37       | 0:22:15 | 土井善晴・ミスタースポック・マラソンランナー | 15秒     | ライアル・ワトソン博士のスーパーネイチャー （23:25 - 0:25）                          |
| 37       | 30時間生CMのグランドフィナーレ。前回のCMで呼び出された安田が「マラソンランナー」としてゴール付近まで走ってくるが、ゴールテープを切る直前でCMが終了するという設定。 |                                              |          |                                                                                      |
| -        | 0:25:00 | 『サイコロ6 完結編』放送                     | -        | （0:25 - 0:55）                                                                      |
| -        | 『スーパーネイチャー』の放送に伴い、通常編成より1時間繰り下がって放送。 |                                              |          |                                                                                      |

DVD版では、特典映像として「全放映CM（『早起きDon!Don!』出演パートを除く）+北海道のローカルCM」を収録。
注釈
1. ↑  後日談として、後述の『夕方Don!Don!』年末スペシャルも視聴率を落としたという。この時、大泉が以前HTBの『Funky mama 今日もすっぴん』に出演した際に「視聴率を半分にしてやった」話を例に挙げ、「僕は番組にとどめを刺してやるんだ。『Don!Don!』もいくぞぉ、これ」と番組終了を示唆する発言をしたが、こちらは2003年まで継続した。
2. 1 2 3  DVD副音声より。
3. ↑  テレビ朝日の開局40周年を記念して制作された超常現象特番。ネオバラエティ枠を用いて当該週の月曜 - 木曜に4夜連続放送された。
4. ↑  最初に安田の「（大泉・安田で）ダブル猪木」を行う案が採用されたものの、鈴井の役どころが無いことを指摘され、大泉がタイガーマスクでの参加を提案。しかし「タイガーマスクと猪木ってどうやって絡むんだ？」と疑問が出た末にこの発言がされた。
5. ↑  ビデオリサーチ調べ。ただし視聴率調査の特性上、視聴者が全く存在しなかった訳ではない。
6. ↑  「“最後の手段”として『寅吉をおとりに捜査を行う』ことを木暮が大門に発案する」といった場面で、「寅吉」は玉川良一が演じた人物の役名。
7. ↑  元々は1993年に『愛の劇場』（TBS系列）で放送された作品。
8. ↑  しかし、時間が短いため調理に手間取り、結局出来上がったものは前回と全く同じスクランブルエッグだったが、あくまで「オムレツ」と言い切って鈴井に食べさせている。
9. ↑  1992年に『土曜ワイド劇場』で放送した作品（朝日放送製作）の再放送。
10. ↑  同時間帯に放送していた『目撃!ドキュン』の差し替え放送。
11. ↑  当該シーンが撮影された時間帯は不明。15時48分の出番に備えて大泉が控室で寝転んでいるが、服装とポジションが同じであるため、この時にゴールデンスペシャルを終えたという体裁で一連のやり取りが行われたとみられる。ちなみに、劇団イナダ組の過去作ビラや7時56分の出番をめぐる発言から、大泉は15日も前日同様舞台公演のため中抜けした後にHTB入りしているが、21時過ぎ入りと仮定した場合、通常放送に向けての生CMが断続的に打たれるスケジュールだったため、1時間以上の休憩をとれる余裕はなかった。
12. ↑  HTB社屋に大泉が壁画を描くというドッキリ企画で、もちろん当日まで内緒の予定だった。大泉が描いた壁画はDVD「いばらのもり1 もん太編」で確認できる。
13. ↑  名古屋テレビ放送製作のスペシャルドラマ（大沢たかお主演）。楽屋での大泉とD陣の会話では、当作の予告CMを比較対象に「これぐらいしっかりした予告をしないといけない」と問題提起がなされた。

備考
- 『Classic』で本企画が放送された際には、第3応接室のテレビ画面に「水」（番組ロゴと同じ字体のもの）と書かれたテロップ処理が施された[注 104]ほか、生CMの前後部分に流された企業・番宣CM、HTBの製作ではない番組（テレビ朝日製作のものなど）の部分がカットされるなどの編集が施された。DVD、および『プレミア』ではすべてぼかし処理に変更されている。
- この企画の中では、HTBの放送終了アナウンス（クロージング）と放送開始アナウンス（オープニング）送出も担当しているが、本番直前に控え室で鈴井が藤村Dに対し「JOHH-TVはどのタイミングで言うのか」を質問したところ、初めて藤村Dが大泉たちに対して「法律で決まっていること」と説明[注 105]。大泉には「法律で決まっていることをどうして言わなかったのか」と注意を促された。本番では大泉・鈴井（クロージングでは安田も参加）が生出演し、大泉がコールサインアナウンスの「JOHH-TV、JOHH-TV、こちらは北海道テレビです」を読み上げた[注 106]。
- 序盤に1人でCMを担当することになった鈴井は、「早い段階での準備」「セリフ読みの所要時間」「早めの現場入り時間」など、余念ない準備を重ねた上で最初の扮装である“月”に臨んだ。だが、CM放映後に鈴井の自宅で見ていた娘から電話が入り、「パパじゃない!」と号泣される。原因としては「家でのキャラと異なる（『どうでしょう』での鈴井を知らない）こと」であり、鈴井はショックを受けながらその後の扮装を行った[36]。

## リヤカーで喜界島一周
- 2001年2月7日 - 28日放送、全4夜。
- DVD第21弾『リヤカーで喜界島一周/釣りバカ第3弾! わかさぎ釣り対決II』に収録。

この企画は鈴井が初の映画監督作品「man-hole」を撮るために半年以上番組を休んだ後、正式に全員が復帰した第1弾の旅企画。前週に放送された「メイキング・オブ・四国R-14」の中では予告映像が放送されなかった。これについて、藤村Dは「全部秘密だから。予告編流しちゃったら何やったか分かっちゃう」としたものの、大泉には「今回また予告編出したら（特に）分かりやすいんだ、何やったのか」と指摘されている。
目的としては、「団結の輪」を描くために鹿児島県の奄美群島にある喜界島を3日間かけて反時計回りに歩いて一周すること。なお、出演者並びにD陣が怪我や病気などのアクシデントに見舞われた際にも大丈夫なように、リヤカー（ムラマツ車輌の『山田君』）を引っ張って歩くことになった。
- 本企画も2週目以降の『Classic』からは放送リストから外されており、DVD付属のリーフレットでは放送取りやめの明確な理由として「リヤカーの荷台乗車が道路交通法に抵触していたため」としている[注 107]。
- この企画が生まれた経緯として、会議の席上、なかなか企画が決まらず業を煮やした藤村が「おもしろいかどうかは別にして俺らがやりたいことって何だろうね？」とぶつけたところ、鈴井が「いっそ辛いことをやってしまったほうが気分的には楽になる」と返したことで喜界島一周が決定した。藤村は写真集のコメントで、「（レギュラー時代の企画において）視聴者にわかってもらえなくていい、俺らがやりたくてやるんだという身勝手な決心で出た旅」と綴っている。[37]

スタート前
- 久しぶりのどうでしょう班揃い踏みでのロケという事を口実に、鈴井・藤村Dの2人は企画発表の際、通常時はまず用意しない台本を用意し、それを読み上げる形で企画発表を行った。しかし、台本の冒頭部分が発表前に大泉が鈴井らに促されて話した予想と全く同じ[注 108]だった為、冒頭にして先ほど自分が言ったことと同じ事をわざとらしくやり取りする2人に耐えかねた大泉は2回発表を制止させている。また、DVD版では特典映像として、オンエアでは使わなかった新千歳空港へ向かう道中の車内の様子が収録されており、その中で「ホテルで企画発表」する事や、企画開始前にホテルでカメラを回す事自体が今まで無かったと大泉が指摘し、「企画発表後にホテルで一夜を明かしてから企画に入る」今回のスケジューリングが、久方ぶりのロケで段取りを忘れていた藤村Dのミスによるものだった事が判明している。
- 当時の羽田東急ホテルでの企画発表後、ベッドの争奪戦が起こった。4人は「寝心地のよい2つのベッド（通常のシングルベッド）」と「寝心地の悪い2つのベッド（エキストラベッド）」を巡って話し合った結果、「寝心地のよいベッド」に出演者である鈴井・大泉が、「寝心地の悪いベッド」にD陣が寝ることになった。ところが、藤村Dの歯磨きの最中に部屋をとった張本人の嬉野Dが「このベッドはおかしい」「大泉君寝てごらん」などと発言して、大泉の興味を誘い、結果的に寝させることに成功する。更にその後、嬉野Dからも「交代してくれ」と言われたため、「『寝心地の悪いベッド』の中でもランクが低い側のベッド[注 109]」に大泉が寝ることになった。
  - ちなみに、羽田東急ホテルは羽田空港ターミナル[注 110]に近いことから、朝早くの飛行機に搭乗する際によく利用され、部屋には「ツインルームにエキストラベッドを2個搬入」し、4人部屋を急造した上で宿泊していた。大泉は、この扱いにも「僕は今じゃ六本木プリンスのツインをシングル利用する」「おそらくテレビ朝日[注 111]よりも僕が貢献してるであろうHTBでは、ツインルームの4人使用とはどういうことだ」などとD陣へ不満を漏らした。
  - コメディアンの萩本欽一はこのシーンを気に入っているといい、D陣に「江戸の笑いだね」と伝えたという[38]。

初日
- 14時55分に喜界島へ到着後から順調に進んでいたが、歩き始めて1時間が経過したのち、藤村Dが目標としていた荒木地区には「宿がない」という理由からUターンし、距離的にはほとんど進むことがなかった。

2日目
- 先日決めたリヤカーを引く方法（藤村D案と鈴井案の2案）を実行。藤村D案は「1人がリヤカーを引き、もう1人が並走、あとの2人がリヤカーに乗る」、鈴井案は「2人がリヤカーに乗り、2人が縄を付けて思いっきり走る」という方法である。なお、鈴井案は嬉野Dからの提案で、中に入り操縦をする役を藤村Dが担当した。また、藤村Dは「休憩中に足をくじいた」と嘘をつき、鈴井の引くリヤカーの上に乗った。
- 藤村Dと鈴井が、鹿児島県名物のかき氷、「白熊」の早食い対決をして藤村Dが負け、藤村Dがキャンプ地のムチャカナ公園付近までリヤカーを引いた。この白熊対決は、後に対決列島に繋がる。
- キャンプ場[注 112]でテントを張り、出演者とディレクターの計4人が、同じテントで就寝。大泉などが「俺の隣（藤村D）はデブ」などと発言してのD陣・出演者間での一悶着が起こった。

ディレクター2人は寝袋があったが、鈴井・大泉の2人は初日のホテルで借りた毛布で寝ることとなった。なお、大泉は寝袋が2つと毛布2枚があることに気づいたが、この際に鈴井は自分達が毛布であるとすでに悟っている。
3日目
- この日も山田君を朝から引き続けた大泉が、朝食後に引き手から解放された直後に「リヤカー症候群（リヤカーを引き過ぎて歩き方がおかしくなってしまう状態）」に陥り、初めて乗り手に回る。この時、藤村Dが大泉を背負う珍しいシーンがある。
- 最後の最後で大泉が他の3人を山田君に乗せて引っ張り、下り坂であやうく交通事故になりそうな事態があったが、どうにか無事一周を達成した。

## 対決列島 〜甘いもの国盗り物語〜
- 2001年6月13日 - 9月5日放送、全10夜。
- DVD第23弾『対決列島 〜甘いもの国盗り物語〜』に収録。

放送時のサブタイトルは『～the battle of sweets～』。
甘味を中心に食には目がない“魔神”こと藤村Dに安田を加えた「チームびっくり人間」と、藤村Dと対照的に甘味が不得意な鈴井に大泉を加えた「ミスターチーム」の2チームによって、日本各地を移動して名物（主に甘いもの）の早食い対決を行う企画。日本列島を1週間に渡って縦断する長期ロケとなったが、企画立案を担当した藤村Dによると「北海道から九州までを車で縦断する」ことがそもそもの原案で、「対決の要素やキャスティング面は後から構築された」「各地の温泉地を回り、夜は温泉に入ることが本当の企画の趣旨であった」ことをDVDの副音声で明かしている。
当番組の企画といえば、内容を何も知らされていない大泉のリアクションを他3人が楽しむ流れだが、通常であれば企画会議の段階から参加している鈴井も今回は完全にシャットアウトされ、一切内容を知らされなかった。このため、安田による企画発表時（後述）には鈴井が「（何も知らされない）大泉君の気持ちがよく分かった」と発言した。
放送期間はレギュラー放送で最長全10回に及び、2001年後半の放送は本企画とその罰ゲーム企画、そして5周年記念として行われた「3夜連続深夜バスだけの旅」の3企画のみが放送された。そのため第1夜の前枠では、大泉が「今年後半の『どうでしょう』は、今日の企画発表を見ないとついてこれません」とコメントを行っている。企画で使用されたレンタカーはトヨタ・エスティマ（2代目）。
この企画の前枠・後枠で、TEAM NACSのメンバー全員と鈴井が出演している（第1夜は音尾と鈴井が出演、その後第4夜から安田、第6夜から戸次重幸（当時：佐藤重幸）、第9夜から森崎と徐々に増えていく。大泉は第1夜から出演しているが説明役、最終夜EDでのみほか5人とは違う体操服で登場している）。
チーム
- ミスターチーム
大将 鈴井貴之
本人が「梅干しなら1壷いける」と豪語するほど酸味系に極端に強く、アイス・フルーツ系も比較的強い。反面、アンコ・餅系は極端に苦手。ちなみにこの企画前までダイエット中だった。
副将 大泉洋
「桜前線捕獲大作戦」の企画中、立ち寄ったそば屋でわんこそばを105杯食べたことがある。嫌いなものはないが、強いものもない一般人。基本的に「レディ・ゴー」の号令は大泉によるが、北海道大会や岩手大会など大泉が先鋒として出る場合は鈴井がコール。
魔神チーム（チームびっくり人間[注 115]）
大将 藤村忠寿
甘いもの全般、特にアンコ・餅系は極端に強い。その反面アイス系で頭痛が発生することが多く、酸味系は極端に苦手。嗜好面で鈴井のほぼ対極に位置すると言える。
副将 安田顕
牛乳早飲みでは他の追随を許さず、鈴井曰く「（ラジオの企画で）一般人が1人1本で4人飲む間に、安田が8本飲んで勝つ」ほどの速度を誇る（企画内の試飲でも2秒弱の記録を残す）。大泉曰く、「その昔は早食いで名を馳せた」とのこと。
しかし、初戦の北海道では敗戦につながるミスを招き、岩手県ではペースを考えずに牛乳を飲み過ぎて大リバースする[注 116]など、安田が原因での敗北の危機がしばしばあった（後述）。そのため中盤以降は藤村Dがあまり戦力として計算せず、安田が参加しようとすると「何もするな」などと牽制することもあった。
「チームびっくり人間」に所属しながら、大将である藤村Dの早食いには鈴井・大泉とともに唖然となることも多々あった。

嬉野Dはカメラマンなので不参加。基本は中立の立場を取っているが、ディレクター側の人間であるためか魔神チーム寄りになることがある。
ルール
各地の名物・名産を早食いし、早く食べ終わった方の勝ちとなる。原則として食べ終わったら口から舌を出すか口を開け、食べ終わったことを審判にアピールして初めて勝利が確定する。名産がいくつかある場合は、食べ終わるたびにアピールしなければ次へ移ることが出来ない。なお、このアピールの姿勢がテレマーク姿勢（スキージャンプの着地姿勢）に似ているため、番組中では「テレマーク」と称された。
勝利した都道府県の面積がポイント（1km2=1pt）として計算され、より広い領土（ポイント）を獲得した方が勝者となる。通過しない都道府県は“積み残し”とし、最終決戦である鹿児島対決で勝った方が総取りとなる。また、追加ルールとして関東、近畿、四国、九州では地方大会を実施し、各地方で通過した都道府県のポイントが獲得できる。
- 勝者特典
  - ミスターチームが勝利した場合、次回企画は「ハワイでバカンス」となり、鈴井の称号がミスターからエンペラーに昇格する。
  - 魔神チームが勝利した場合、次回企画は「ユーコン川を1週間テント生活で川下り」となり、藤村Dの称号が魔神から大魔神に昇格する。

対戦結果
| 主な対戦地             | 対戦地・使用した食べ物                                   | ポイント       | ポイント   |
| 主な対戦地             | 対戦地・使用した食べ物                                   | ミスターチーム | 魔神チーム |
| ---------------------- | -------------------------------------------------------- | -------------- | ---------- |
| 北海道                 | 函館市でソフトクリーム3本勝負                            | 83,000         | -          |
| 青森県                 | アップルクーヘン&気になるりんご対決                      | -              | 10,000     |
| 秋田県                 | 鹿角市内の道の駅「あんとらあ」できりたんぽ1本勝負        | -              | 12,000     |
| 岩手県                 | 小岩井農場で牛乳早飲み&牛乳まんじゅう対決                | 15,000         | -          |
| 宮城県                 | 青葉城跡でずんだもちハンデ戦                             | -              | 7,000      |
| 山形県                 | ラ・フランス羊羹+フルーツゼリー                          | -              | 9,000      |
| 栃木県                 | 宿の夕食で出されたデザートのずんだもちにて急遽開催       | -              | 6,000      |
| 福島県                 | 前日通過したものの未開催のため、早朝｛奇襲｝ゆべし対決   | -              | 14,000     |
| 関東大会               | 川越市内の菓子屋横町で駄菓子対決                         | 18,000         | -          |
| 長野県                 | 宿泊先の下呂温泉の旅館でおやき対決                       | -              | 14,000     |
| 岐阜県                 | 早朝｛奇襲｝水羊羹対決                                   | -              | 11,000     |
| 愛知県                 | 藤村Dの実家の喫茶店で小倉トースト(+ミックスジュース)対決 | -              | 5,000      |
| 近畿大会               | 三木市で明石焼き+牛乳対決                                | -              | 19,000     |
| 岡山県                 | 深夜｛奇襲｝サンフルーツ対決                             | 7,000          | -          |
| 四国大会               | 讃岐うどん対決                                           | -              | 19,000     |
| 九州大会（除鹿児島県） | 熊本市のサービスエリアでスイカ対決                       | 28,000         | -          |
| 鹿児島県+未通過県      | 最終白くま対決                                           | -              | 97,000     |
| 通算成績               | 通算成績                                                 | 151,000        | 223,000    |

備考
1. 1 2  夜明け前の早朝に藤村Dが鈴井に奇襲。
2. ↑  群馬県+埼玉県+東京都+神奈川県+山梨県を合わせた分のポイントとなっている。
3. ↑  野沢菜2個・あんこ2個（実際は全てあんこ）計4つのおやきから2つをランダムに選び対決。
4. ↑  滋賀県+京都府+大阪府+兵庫県を合わせた分のポイントとなっている。
5. ↑  この対決のみ大泉と安田の副将戦。
6. ↑  深夜に鈴井と大泉が藤村Dに奇襲。
7. ↑  香川県+愛媛県+高知県+徳島県（ただし徳島県と高知県は通過していないが加算された）を合わせた分のポイントとなっている。
8. ↑  大分県+福岡県+佐賀県+熊本県+宮崎県を合わせた分のポイントとなっている。
9. ↑  8枚に切り分けられたスイカを、大泉・安田がジャンケンして4枚ずつ取り合った後に対決。

その他

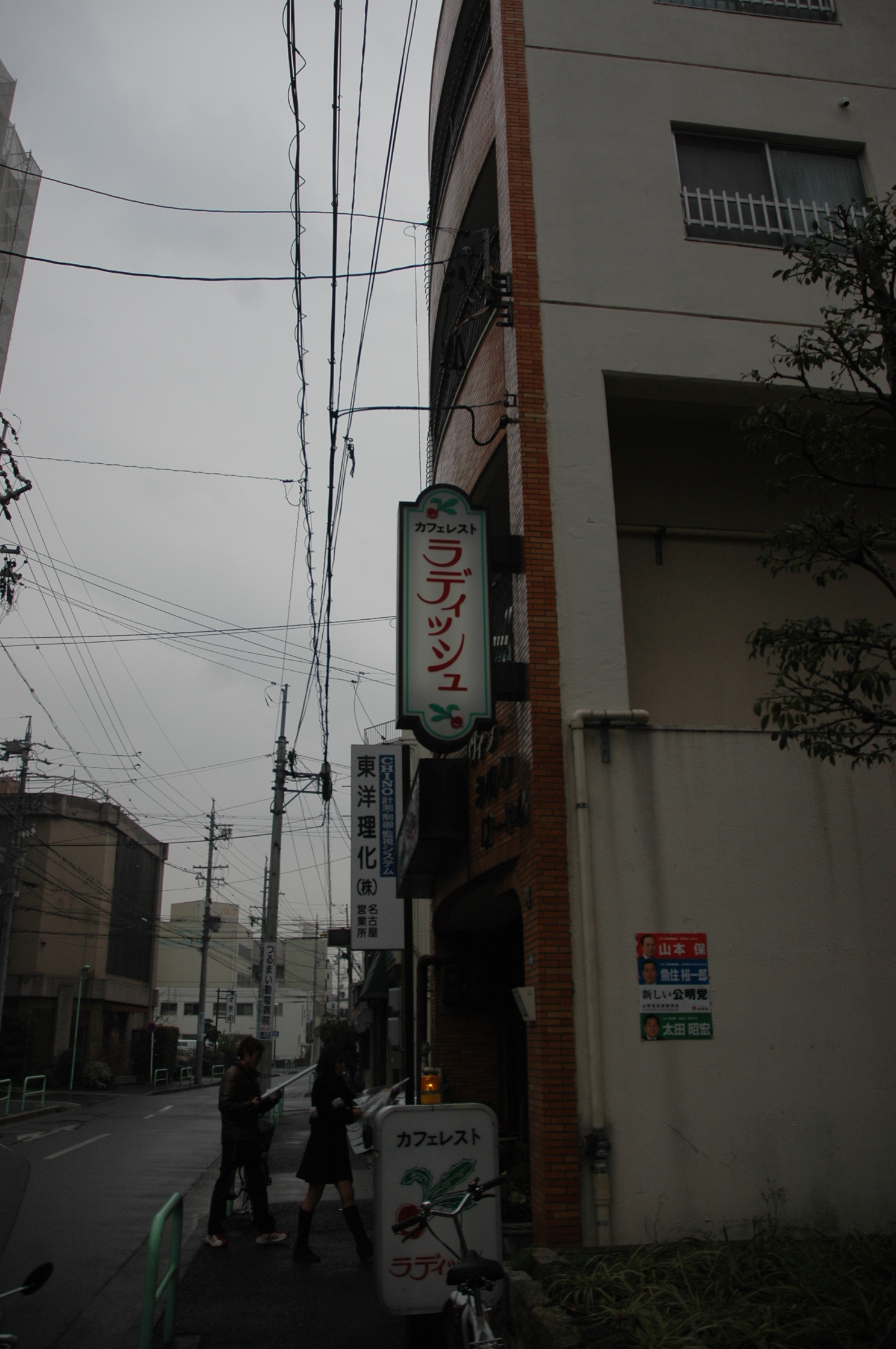
愛知（名古屋）の対決場所として使用された藤村Dの実家の喫茶店「カフェレスト ラディッシュ」（2007年撮影）

- 安田は冒頭の鈴井・大泉に向けての企画説明（口上）も担当。白塗りの顔面に公家のような衣装を纏って、巻物に書かれた説明文を朗読した。ただし企画の詳細までは詳しく伝えられていなかったことから、自分で読み上げた文章の中で企画の全容と自身の企画参加を知ることとなった。
- 北海道大会はソフトクリームの早食い対決だったが、店舗から離れた場所に対決地点を設けて、「大泉と安田のそれぞれが1本ずつソフトクリームを購入し、対戦場所と店舗を往復で運搬する」形が取られた。バニラ・モカ（コーヒー）・バニラとモカのミックスフレーバーの3種類は食べる順番を自由に組み合わせられるが、運搬役が誤って重複購入した場合や、道程で落下・破損させた場合はもう一度買い直しとなり、タイムロスを招く原因となる。なお、機材等の関係で大泉と安田の運搬している場面はほぼ撮影されず、定点カメラが1ヵ所に設置されるのみとなった。
  - そんな中、安田は自らが開始前に質問として発した「買ったソフトクリームの落下」を招き[注 118]、再度の購入を強いられて敗戦の原因となる大幅なタイムロスを発生。結果的に初戦でいきなり83000ポイントのリードを奪われることとなる。
- 北海道のミスで勝ちに対してポイントが増えずにいたチームびっくり人間だが、失地を回復すべく深夜に鈴井の部屋へ「奇襲攻撃」を仕掛け、鈴井が苦手な甘いもので対決を行った（この際の号令は大泉によるもの）。「奇襲」を仕掛けた理由については、副音声において「全部の勝負で勝利すること前提でいたため、焦りを覚えたから」と藤村Dが語っている。
  - 岐阜の奇襲では朝早くから「ものすごいスピード」で水羊羹1本を食べ切った藤村Dに、鈴井が「朝っぱらからこんなもの食えるやつおかしいよ」「かえって自慢してるけど、テレビに映しちゃいけないことだよ」と訴えかけ、安田は「（藤村Dの）親の顔を見てみたい」とぼやいたが、数時間後には藤村Dの実家を訪れたため、期せずして実際に顔を見ることになった。
  - 岡山でも同様の方法できびだんご対決を計画していたが、逆にミスターチーム側からの奇襲に遭い、藤村Dの苦手な酸味の強い食材で対決して敗北。手持ちのきびだんごは大泉に没収された。
- 函館から青森までは津軽海峡線の特急「はつかり」に乗車し、青森からレンタカーを利用している。
- 秋田県のきりたんぽ対決では、藤村Dが「きりたんぽをスタートと同時に一気に口の中へ押し込み、そのまま飲み込む」という荒技を使った。前述の「焦り」から出た行動の一つだが、これを見た安田・大泉は唖然とし、戦意喪失した鈴井は「翻弄されたもん…」とぼやく一幕があった。大泉も「（中国の）鉄の球を飲むおじさんに近いものがあったよね」「初めて怖いと思ったよ。藤村くんを」とコメントした。
- 岩手県の対決は牛乳の早飲みを得意としていた安田が参戦する事もあり、魔神チームには瓶牛乳6本にハンデの牛乳まんじゅう2個を追加。併せて「藤村Dがまんじゅうと牛乳1本を完全に食してから、安田がスタートする」ルールも設定された。対決が始まると安田は1本あたりを約2秒で飲み干し続け、先行していたミスターチームを一気に逆転する活躍を見せるも、ペース配分を考慮しなかったことから3本目以降まともに飲み切れなくなり、最後の6本目で嘔吐。この失態で一度はミスターチームの勝ちと見なされたが、藤村Dの即時の懇願によって、鈴井が提示した「まんじゅうの1個増」という条件のもとで再戦が行われた。再戦時にも安田は再びのハイペースを見せたが、追加されたハンデとミスターチームの作戦変更[注 119]が影響し、最後は1本差で辛くもミスターチームが逃げ切り、勝利を収める。
  - 本数にして11本、総量にして推定2.2リットルもの牛乳（この数値は宮城へ向かう車内での会話より）を一気飲みし続けた安田は、敗北を喫した直後に限界を迎え、1戦目終了時とは比較にならない勢いでその場に嘔吐。大泉からはその様を「大リバース」と形容された。後にDVDの副音声では、藤村Dが「早く飲めても量は飲めなかった」「僕がもっと飲めばよかった」などと、鈴井・大泉の話を真に受けた自らの構成ミスについて反省の弁を述べている。
- 関東大会では藤村D側ではなく、ミスターチームに勝負する食べ物がゆだねられたが、青森以降立て続けに魔人チーム（というより藤村D）の得意なものによって領土を奪われたうえ、「ゆべし」で奇襲を仕掛けられたことで立腹した鈴井・大泉は「すっぱいもの」シリーズで固めた。結果として1m20cmの麩菓子でお茶を使い切った安田は、これ以降に出てくるメニューを水分で流し込むことが出来ず、藤村Dも梅ジャムや30コの梅干しで苦しむこととなり敗北した。
- 長野県のおやき対決では、外見から中身が判断できない「野沢菜2つ、あんこ2つ」の4つから、鈴井に先行で2つランダムに選ばせるという運絡みの手法が採られたが、藤村Dは大泉に野沢菜入りのおやきを試食させ、実際の対決用としてこれとは別に「4つともあんこのおやき」を用意していた。この用意周到ぶりに騙された鈴井は当然敗北を喫した[注 120]。
- 愛知（名古屋）の対決場所は藤村Dの実家の喫茶店「ラディッシュ」（2014年1月閉店）だったため、「（これ以上いるのは恥ずかしいから）早く出たい」と嘆く藤村Dをよそに、鈴井の提案により食べ終わったらテレマークではなく「おいしかったよ母さん」とコールすることが急遽決定。藤村Dは対決に勝ちこそしたものの、最後は言葉に詰まったあげく「かぁちゃんおいしかったよ」と言わされて”撃沈”した。
  - この時提供された小倉トースト[注 121]はメニューには掲載していなかったが、番組放送後にファンが小倉トースト目当てに店を訪れるようになり、裏メニューとして定着した。
  - その後は1時間ほど同地に滞在していたが、その間に藤村Dのプライベートや結婚式での写真を母親に披露され、出発後の車中で鈴井・大泉・安田にいじられることとなり、藤村Dが「後悔してます僕、今……連れてきたことを」とぼやく一幕があった[39]。
- 大泉のセレクトによるカセットテープも車内を盛り上げた。埼玉から岐阜へ向かう道中では松田聖子を再生しながら向かった。さらに岡山から四国へ向かう道中では、途中のサービスエリアで購入した小林旭のカセットテープ「小林旭ベストヒット全曲集 2」を再生しながら向かった。この際、瀬戸大橋を渡り始めるタイミングで「自動車ショー歌(ソニー時代にセルフカバーしたバージョン)」が流れ始め、車窓の景色を映しながら鈴井が「対決列島西日本編テーマソング」と銘打った曲紹介をした後、カセットテープに合わせて大泉が小林旭のモノマネで歌った。なお、「自動車ショー歌」は最終日のエンディングでも使われる事となった。
- 最終日の白くま対決は750mlのものは夏季限定のためロケ当日には鹿児島空港内に売っておらず、急遽鹿児島市内の「天文館むじゃき」まで買いに行くという予想外の事態となり、飛行機に乗り遅れそうになる（鹿児島空港は鹿児島市内より宮崎県寄りに所在するため、当初の予定では余裕で間に合うはずだった）。また、鹿児島空港から鹿児島市内に向かう途中、電話番号案内・日本道路交通情報センター・天気予報案内に電話を掛けるという、携帯電話によるウェブが発達していない当時ならではの一幕があった。
- 最終日前夜の宮崎の宿では、深夜に大泉が布団の中で試合開始のコールを寝言を叫んだという。この時大泉は「宮崎決勝戦」と発言したが、実際に白くま対決が行われたのは鹿児島空港近くにある西郷公園である。
- 藤村Dはこの企画の反動で甘いものに飽きてしまい、しばらく体が受け付けなかったそうである。
- 2004年7月9日に、HTBからこの企画を基にしたタイピングゲーム『水曜どうでしょう対決列島タイピングゲーム』が発売された（現在は販売終了）。
- 沖縄県はポイント加算が無かった。
- 九州における車内の会話において後の企画でも大泉と藤村Dのあだ名として使われることが多い「かぶとむし（藤村D）」「すずむし（大泉）」の名称が初登場している。

## 5周年記念特別企画 札幌〜博多 3夜連続深夜バスだけの旅

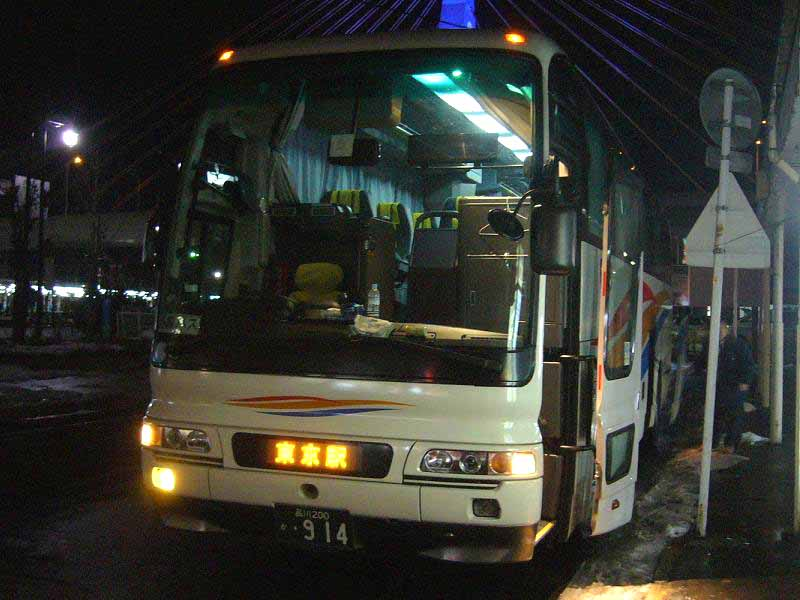
ラ・フォーレ号

- 2001年11月28日 - 12月12日放送、全3夜。
- DVD第25弾『5周年記念特別企画 札幌〜博多 3夜連続深夜バスだけの旅/試験に出るどうでしょう 日本史』に収録。

レギュラー放送時としては最後となった、鈴井考案の国内オリジナル企画。タイトルの通り「深夜バスに3日間ひたすら乗る」ことに加え「バスの停車/休憩地点で鈴井・大泉の“やられっぷり”を報告する」という企画であるが、サブテーマとして「鈴井自身が『己の限界』に挑戦する」という趣旨も含まれている。しかし、実際は「バカな企画を立案した鈴井に罰を与える」目的でバスに1人で乗車させるため、D陣と大泉が裏で計略を練っていたのであった。
セレモニー
第1夜前半では来賓としてonちゃん（安田）を迎え、吉田みどりアナウンサーの司会による「水曜どうでしょう5周年記念セレモニー」が執り行われる。冒頭では番組テーマソング「水曜どうでしょうタイトル」の“斉唱”が行われ、onちゃんによる祝辞・テープカットの後に桜の木を植樹した 。
1日目 オーロラ号（北都交通担当便）

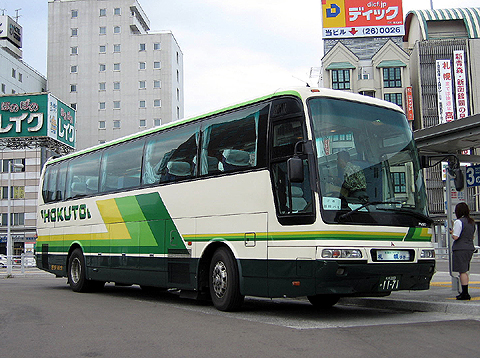
高速はこだて号（旧・オーロラ号）

- 区間 - 大通バスセンター - （国道230号・国道37号・国道5号経由） - 函館駅前バスターミナル
- 停車休憩地 - 中山峠・長万部・森

セレモニーの終了後にそのまま「5周年記念行事出発式」と題して、藤村Dが大泉へ企画内容を発表する。建前上はあくまで記念式典であることから「テレビの放映とかあまり考えてなくて」として、出演陣のみがバスに乗車するという「サイコロの旅」シリーズと異なる形を取ることになった。安田は式典後の予定について何も聞かされていない状態だったが、藤村Dの“出演交渉”によって1日目のみ追走車に乗ることを提案される（進行の1人として）。この時、大泉が後方から「安田、断れ」「今出演交渉っておかしいぞ」などと文句を上げたものの、安田は藤村Dの「お酒、用意しとくよ」の言葉に二つ返事でOKを出した。
最初の休憩地点の中山峠では「大泉のパーマが後頭部だけ凹んでいる」「鈴井の顔が1時間前の出発前と明らかに異なる」など、そのやられっぷりを克明に映し、安田はその姿を「ザ・バス芸人」と表現。なお、乗車の間にハンディカメラで車内の撮影にも試みているが、大泉は「使えるV（映像）はありません」と語った。
大泉は第2休憩所の長万部で、後頭部の状況が“えぐられた”“吹っ飛ばされた”となるまで悪化したが、最後の休憩地点・森でバスから降りることが出来ずにそのまま「KO」となる。
現在のオーロラ号は札幌〜根室間の路線名称となったことを受け、当時の路線である札幌〜函館間の深夜バスは「高速はこだて号」に移管された。また、番組内では前年の有珠山噴火の影響で中山峠を経由する全区間一般道のルートを通っていたが、現在は道央自動車道の森インターチェンジ〜札幌南インターチェンジ経由のルートを運行している。
2日目 ラ・フォーレ号（京浜急行電鉄担当便）
- 函館から青森までは東日本フェリーに乗船。
- 区間 - 青森駅 - （東北自動車道・首都高速川口線・中央環状線・6号向島線経由） - 東京駅八重洲南口
- 停車地（運転手交代および乗務員休憩のためで、乗客用の休憩・降車ポイントではない） - 東北道紫波サービスエリア・国見サービスエリア・佐野サービスエリア

ここから鈴井1人の乗車となり、打ち合わせ通り前日のKOで敗退扱いされた大泉が追走車へ移動。大泉は鈴井がバスへ乗車した後、「（肩の荷が）降りたねぇ」「僕は気が重かったよ、これで『あと2回も乗る』ってなんつっちゃったらさぁ」とその心境を吐露し、藤村Dも企画の過酷さと合わせ、事前に「僕は今回大泉くんの味方だ」と語った旨を明かしている。
D陣は事前調査で「約3時間ごとの休憩がある」という情報を仕入れていたため、当初の構想では「鈴井のバスを追走しつつ、休憩地での鈴井の“やられっぷり”を楽しみながら過去の企画を振り返る」予定であった。しかし、実際には業務用の停車だったため乗客が車外へ降りられず、東京まで鈴井の状況は携帯メール以外で把握出来ない事態に陥ったため、構成も大きく変更することを余儀なくされた。紫波SAでは車外からの呼びかけで状況確認を試みたが、声が大き過ぎたためか「他の乗客が起きた」として鈴井を怒らせてしまい、それ以降は追走車内で報告を受ける形を取った。
鈴井は、自身の体が「デカい（公称178cm）」こと、前後左右のシートピッチが狭いことを理由として足のやり場に困り、左膝へ長時間の圧迫を与えたことに伴う“負傷”を報告。このため、数多くの深夜バスの中で「一番と言っていいほどのダメージ」を受けたと評価し、大泉も状況説明から「（ラ・フォーレ号から）ずっと膝固めを受けてた」と解説した。
3日目 はかた号（西日本鉄道担当便）

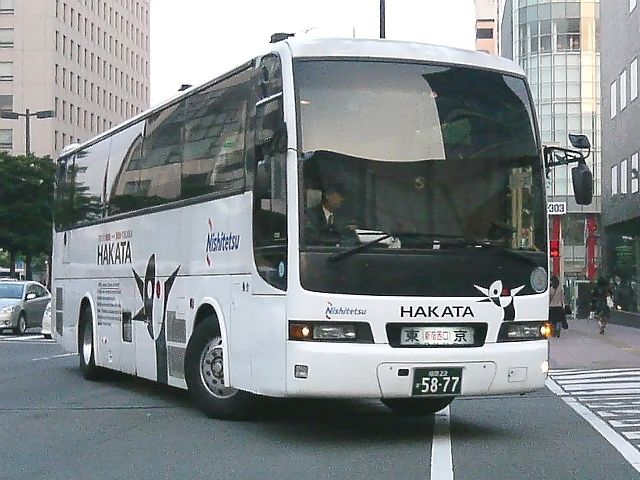
はかた号

- 区間 - 新宿高速バスターミナル - （首都高速4号新宿線・中央自動車道・東名高速道路・名神高速道路・中国自動車道・山陽自動車道・中国自動車道・関門橋・九州自動車道・福岡高速4号線・1号線・2号線経由） - 博多駅交通センター
- 停車休憩地 - 中央道諏訪湖サービスエリア・山陽道佐波川サービスエリア

当初の構想に沿い追走車へ移動した大泉だったが、藤村Dが「追走車内で『僕は参戦する』と懇願した」と嘘の供述をしたことで、半ば無理やりの乗車を命じられる。ナレーションの藤村Dによると「特に面白いことを言う訳でもなく、ただただ寝るばかり」という辛辣な評価が下され、このような措置が取られたという。
はかた号を含む中央道方面の高速バスは首都高速4号新宿線初台入口から進入するが、追走車がカーナビの指示（距離を優先する東名高速を経由するルートを選択した）に従った結果、誤って新宿入口から都心方面へ走行して車両を見失ってしまい、東京から100km以上も離れた山梨県甲府市内でようやく発見した。
着席後、その不満から大泉は「なんで記念行事だからってこれに乗んなきゃいけないんですか?」と鈴井に問いただすも、「どうしてでしょうね……分かんないです、今となっては」と返されたほか、諏訪湖SAでの休憩で「正直僕はねぇ、この待遇には我慢出来ないんだもう!」とギブアップを宣言したがすぐに却下される。また、直後には「追走車のD陣のみ、体力を考慮して諏訪湖SAで追走を終了」「名古屋空港付近のホテルへ宿泊後、翌日に飛行機で福岡へ先回りする」という別ルートを用いること、後者については大泉も予約の頭数に含んでいたことを聞かされたため、ただただ狼狽していた。この関係で諏訪湖SA以降は追走車からの映像が存在せず、代わりに鈴井がバス車内・佐波川SA・博多駅交通センターの入口で、嬉野Dがホテル・飛行機内・交通センター内の降車場でそれぞれカメラを回している。
ラストには鈴井・大泉が博多でそれぞれ締めの感想を述べ、鈴井は「僕は3夜連続乗ったが、驚くことに博多に着いた今日が一番清々しい」、大泉は「バスに乗れてよかった。裏切る男にはなりたくない、だまされる人でありたい」と言葉を残した。
放送当時のはかた号は新宿高速バスターミナル発着・中央道経由での運行だったが、現在はバスタ新宿発着・新東名高速道路経由での運行となっている。